# 2016
Portal Geschichte | Portal Biografien | Aktuelle Ereignisse | Jahreskalender | Tagesartikel

◄ |
20. Jahrhundert |
21. Jahrhundert

◄ |
1980er |
1990er |
2000er |
2010er
| 2020er | 2030er | 2040er

◄◄ |
◄ |
2012 |
2013 |
2014 |
2015 |
2016
| 2017 | 2018 | 2019 | 2020 | ► | ►►
 Jan.
| Feb.
| Mär.
| Apr.
| Mai
| Jun.
| Jul.
| Aug.
| Sep.
| Okt.
| Nov.
| Dez.
Staatsoberhäupter · Wahlen · Nekrolog  · Literaturjahr · Musikjahr · Filmjahr · Rundfunkjahr · Sportjahr
| Januar | Januar | Januar | Januar | Januar | Januar | Januar | Januar |
| Kw     | Mo     | Di     | Mi     | Do     | Fr     | Sa     | So     |
| ------ | ------ | ------ | ------ | ------ | ------ | ------ | ------ |
| 53     |        |        |        |        | 1      | 2      | 3      |
| 1      | 4      | 5      | 6      | 7      | 8      | 9      | 10     |
| 2      | 11     | 12     | 13     | 14     | 15     | 16     | 17     |
| 3      | 18     | 19     | 20     | 21     | 22     | 23     | 24     |
| 4      | 25     | 26     | 27     | 28     | 29     | 30     | 31     |

| Februar | Februar | Februar | Februar | Februar | Februar | Februar | Februar |
| Kw      | Mo      | Di      | Mi      | Do      | Fr      | Sa      | So      |
| ------- | ------- | ------- | ------- | ------- | ------- | ------- | ------- |
| 5       | 1       | 2       | 3       | 4       | 5       | 6       | 7       |
| 6       | 8       | 9       | 10      | 11      | 12      | 13      | 14      |
| 7       | 15      | 16      | 17      | 18      | 19      | 20      | 21      |
| 8       | 22      | 23      | 24      | 25      | 26      | 27      | 28      |
| 9       | 29      |         |         |         |         |         |         |

| März | März | März | März | März | März | März | März |
| Kw   | Mo   | Di   | Mi   | Do   | Fr   | Sa   | So   |
| ---- | ---- | ---- | ---- | ---- | ---- | ---- | ---- |
| 9    |      | 1    | 2    | 3    | 4    | 5    | 6    |
| 10   | 7    | 8    | 9    | 10   | 11   | 12   | 13   |
| 11   | 14   | 15   | 16   | 17   | 18   | 19   | 20   |
| 12   | 21   | 22   | 23   | 24   | 25   | 26   | 27   |
| 13   | 28   | 29   | 30   | 31   |      |      |      |

| April | April | April | April | April | April | April | April |
| Kw    | Mo    | Di    | Mi    | Do    | Fr    | Sa    | So    |
| ----- | ----- | ----- | ----- | ----- | ----- | ----- | ----- |
| 13    |       |       |       |       | 1     | 2     | 3     |
| 14    | 4     | 5     | 6     | 7     | 8     | 9     | 10    |
| 15    | 11    | 12    | 13    | 14    | 15    | 16    | 17    |
| 16    | 18    | 19    | 20    | 21    | 22    | 23    | 24    |
| 17    | 25    | 26    | 27    | 28    | 29    | 30    |       |

| Mai | Mai | Mai | Mai | Mai | Mai | Mai | Mai |
| Kw  | Mo  | Di  | Mi  | Do  | Fr  | Sa  | So  |
| --- | --- | --- | --- | --- | --- | --- | --- |
| 17  |     |     |     |     |     |     | 1   |
| 18  | 2   | 3   | 4   | 5   | 6   | 7   | 8   |
| 19  | 9   | 10  | 11  | 12  | 13  | 14  | 15  |
| 20  | 16  | 17  | 18  | 19  | 20  | 21  | 22  |
| 21  | 23  | 24  | 25  | 26  | 27  | 28  | 29  |
| 22  | 30  | 31  |     |     |     |     |     |

| Juni | Juni | Juni | Juni | Juni | Juni | Juni | Juni |
| Kw   | Mo   | Di   | Mi   | Do   | Fr   | Sa   | So   |
| ---- | ---- | ---- | ---- | ---- | ---- | ---- | ---- |
| 22   |      |      | 1    | 2    | 3    | 4    | 5    |
| 23   | 6    | 7    | 8    | 9    | 10   | 11   | 12   |
| 24   | 13   | 14   | 15   | 16   | 17   | 18   | 19   |
| 25   | 20   | 21   | 22   | 23   | 24   | 25   | 26   |
| 26   | 27   | 28   | 29   | 30   |      |      |      |

| Juli | Juli | Juli | Juli | Juli | Juli | Juli | Juli |
| Kw   | Mo   | Di   | Mi   | Do   | Fr   | Sa   | So   |
| ---- | ---- | ---- | ---- | ---- | ---- | ---- | ---- |
| 26   |      |      |      |      | 1    | 2    | 3    |
| 27   | 4    | 5    | 6    | 7    | 8    | 9    | 10   |
| 28   | 11   | 12   | 13   | 14   | 15   | 16   | 17   |
| 29   | 18   | 19   | 20   | 21   | 22   | 23   | 24   |
| 30   | 25   | 26   | 27   | 28   | 29   | 30   | 31   |

| August | August | August | August | August | August | August | August |
| Kw     | Mo     | Di     | Mi     | Do     | Fr     | Sa     | So     |
| ------ | ------ | ------ | ------ | ------ | ------ | ------ | ------ |
| 31     | 1      | 2      | 3      | 4      | 5      | 6      | 7      |
| 32     | 8      | 9      | 10     | 11     | 12     | 13     | 14     |
| 33     | 15     | 16     | 17     | 18     | 19     | 20     | 21     |
| 34     | 22     | 23     | 24     | 25     | 26     | 27     | 28     |
| 35     | 29     | 30     | 31     |        |        |        |        |

| September | September | September | September | September | September | September | September |
| Kw        | Mo        | Di        | Mi        | Do        | Fr        | Sa        | So        |
| --------- | --------- | --------- | --------- | --------- | --------- | --------- | --------- |
| 35        |           |           |           | 1         | 2         | 3         | 4         |
| 36        | 5         | 6         | 7         | 8         | 9         | 10        | 11        |
| 37        | 12        | 13        | 14        | 15        | 16        | 17        | 18        |
| 38        | 19        | 20        | 21        | 22        | 23        | 24        | 25        |
| 39        | 26        | 27        | 28        | 29        | 30        |           |           |

| Oktober | Oktober | Oktober | Oktober | Oktober | Oktober | Oktober | Oktober |
| Kw      | Mo      | Di      | Mi      | Do      | Fr      | Sa      | So      |
| ------- | ------- | ------- | ------- | ------- | ------- | ------- | ------- |
| 39      |         |         |         |         |         | 1       | 2       |
| 40      | 3       | 4       | 5       | 6       | 7       | 8       | 9       |
| 41      | 10      | 11      | 12      | 13      | 14      | 15      | 16      |
| 42      | 17      | 18      | 19      | 20      | 21      | 22      | 23      |
| 43      | 24      | 25      | 26      | 27      | 28      | 29      | 30      |
| 44      | 31      |         |         |         |         |         |         |

| November | November | November | November | November | November | November | November |
| Kw       | Mo       | Di       | Mi       | Do       | Fr       | Sa       | So       |
| -------- | -------- | -------- | -------- | -------- | -------- | -------- | -------- |
| 44       |          | 1        | 2        | 3        | 4        | 5        | 6        |
| 45       | 7        | 8        | 9        | 10       | 11       | 12       | 13       |
| 46       | 14       | 15       | 16       | 17       | 18       | 19       | 20       |
| 47       | 21       | 22       | 23       | 24       | 25       | 26       | 27       |
| 48       | 28       | 29       | 30       |          |          |          |          |

| Dezember | Dezember | Dezember | Dezember | Dezember | Dezember | Dezember | Dezember |
| Kw       | Mo       | Di       | Mi       | Do       | Fr       | Sa       | So       |
| -------- | -------- | -------- | -------- | -------- | -------- | -------- | -------- |
| 48       |          |          |          | 1        | 2        | 3        | 4        |
| 49       | 5        | 6        | 7        | 8        | 9        | 10       | 11       |
| 50       | 12       | 13       | 14       | 15       | 16       | 17       | 18       |
| 51       | 19       | 20       | 21       | 22       | 23       | 24       | 25       |
| 52       | 26       | 27       | 28       | 29       | 30       | 31       |          |

| Januar | Januar | Januar | Januar | Januar | Januar | Januar | Januar |
| Kw     | Mo     | Di     | Mi     | Do     | Fr     | Sa     | So     |
| ------ | ------ | ------ | ------ | ------ | ------ | ------ | ------ |
| 53     |        |        |        |        | 1      | 2      | 3      |
| 1      | 4      | 5      | 6      | 7      | 8      | 9      | 10     |
| 2      | 11     | 12     | 13     | 14     | 15     | 16     | 17     |
| 3      | 18     | 19     | 20     | 21     | 22     | 23     | 24     |
| 4      | 25     | 26     | 27     | 28     | 29     | 30     | 31     |

| Februar | Februar | Februar | Februar | Februar | Februar | Februar | Februar |
| Kw      | Mo      | Di      | Mi      | Do      | Fr      | Sa      | So      |
| ------- | ------- | ------- | ------- | ------- | ------- | ------- | ------- |
| 5       | 1       | 2       | 3       | 4       | 5       | 6       | 7       |
| 6       | 8       | 9       | 10      | 11      | 12      | 13      | 14      |
| 7       | 15      | 16      | 17      | 18      | 19      | 20      | 21      |
| 8       | 22      | 23      | 24      | 25      | 26      | 27      | 28      |
| 9       | 29      |         |         |         |         |         |         |

| März | März | März | März | März | März | März | März |
| Kw   | Mo   | Di   | Mi   | Do   | Fr   | Sa   | So   |
| ---- | ---- | ---- | ---- | ---- | ---- | ---- | ---- |
| 9    |      | 1    | 2    | 3    | 4    | 5    | 6    |
| 10   | 7    | 8    | 9    | 10   | 11   | 12   | 13   |
| 11   | 14   | 15   | 16   | 17   | 18   | 19   | 20   |
| 12   | 21   | 22   | 23   | 24   | 25   | 26   | 27   |
| 13   | 28   | 29   | 30   | 31   |      |      |      |

| April | April | April | April | April | April | April | April |
| Kw    | Mo    | Di    | Mi    | Do    | Fr    | Sa    | So    |
| ----- | ----- | ----- | ----- | ----- | ----- | ----- | ----- |
| 13    |       |       |       |       | 1     | 2     | 3     |
| 14    | 4     | 5     | 6     | 7     | 8     | 9     | 10    |
| 15    | 11    | 12    | 13    | 14    | 15    | 16    | 17    |
| 16    | 18    | 19    | 20    | 21    | 22    | 23    | 24    |
| 17    | 25    | 26    | 27    | 28    | 29    | 30    |       |

| Mai | Mai | Mai | Mai | Mai | Mai | Mai | Mai |
| Kw  | Mo  | Di  | Mi  | Do  | Fr  | Sa  | So  |
| --- | --- | --- | --- | --- | --- | --- | --- |
| 17  |     |     |     |     |     |     | 1   |
| 18  | 2   | 3   | 4   | 5   | 6   | 7   | 8   |
| 19  | 9   | 10  | 11  | 12  | 13  | 14  | 15  |
| 20  | 16  | 17  | 18  | 19  | 20  | 21  | 22  |
| 21  | 23  | 24  | 25  | 26  | 27  | 28  | 29  |
| 22  | 30  | 31  |     |     |     |     |     |

| Juni | Juni | Juni | Juni | Juni | Juni | Juni | Juni |
| Kw   | Mo   | Di   | Mi   | Do   | Fr   | Sa   | So   |
| ---- | ---- | ---- | ---- | ---- | ---- | ---- | ---- |
| 22   |      |      | 1    | 2    | 3    | 4    | 5    |
| 23   | 6    | 7    | 8    | 9    | 10   | 11   | 12   |
| 24   | 13   | 14   | 15   | 16   | 17   | 18   | 19   |
| 25   | 20   | 21   | 22   | 23   | 24   | 25   | 26   |
| 26   | 27   | 28   | 29   | 30   |      |      |      |

| Juli | Juli | Juli | Juli | Juli | Juli | Juli | Juli |
| Kw   | Mo   | Di   | Mi   | Do   | Fr   | Sa   | So   |
| ---- | ---- | ---- | ---- | ---- | ---- | ---- | ---- |
| 26   |      |      |      |      | 1    | 2    | 3    |
| 27   | 4    | 5    | 6    | 7    | 8    | 9    | 10   |
| 28   | 11   | 12   | 13   | 14   | 15   | 16   | 17   |
| 29   | 18   | 19   | 20   | 21   | 22   | 23   | 24   |
| 30   | 25   | 26   | 27   | 28   | 29   | 30   | 31   |

| August | August | August | August | August | August | August | August |
| Kw     | Mo     | Di     | Mi     | Do     | Fr     | Sa     | So     |
| ------ | ------ | ------ | ------ | ------ | ------ | ------ | ------ |
| 31     | 1      | 2      | 3      | 4      | 5      | 6      | 7      |
| 32     | 8      | 9      | 10     | 11     | 12     | 13     | 14     |
| 33     | 15     | 16     | 17     | 18     | 19     | 20     | 21     |
| 34     | 22     | 23     | 24     | 25     | 26     | 27     | 28     |
| 35     | 29     | 30     | 31     |        |        |        |        |

| September | September | September | September | September | September | September | September |
| Kw        | Mo        | Di        | Mi        | Do        | Fr        | Sa        | So        |
| --------- | --------- | --------- | --------- | --------- | --------- | --------- | --------- |
| 35        |           |           |           | 1         | 2         | 3         | 4         |
| 36        | 5         | 6         | 7         | 8         | 9         | 10        | 11        |
| 37        | 12        | 13        | 14        | 15        | 16        | 17        | 18        |
| 38        | 19        | 20        | 21        | 22        | 23        | 24        | 25        |
| 39        | 26        | 27        | 28        | 29        | 30        |           |           |

| Oktober | Oktober | Oktober | Oktober | Oktober | Oktober | Oktober | Oktober |
| Kw      | Mo      | Di      | Mi      | Do      | Fr      | Sa      | So      |
| ------- | ------- | ------- | ------- | ------- | ------- | ------- | ------- |
| 39      |         |         |         |         |         | 1       | 2       |
| 40      | 3       | 4       | 5       | 6       | 7       | 8       | 9       |
| 41      | 10      | 11      | 12      | 13      | 14      | 15      | 16      |
| 42      | 17      | 18      | 19      | 20      | 21      | 22      | 23      |
| 43      | 24      | 25      | 26      | 27      | 28      | 29      | 30      |
| 44      | 31      |         |         |         |         |         |         |

| November | November | November | November | November | November | November | November |
| Kw       | Mo       | Di       | Mi       | Do       | Fr       | Sa       | So       |
| -------- | -------- | -------- | -------- | -------- | -------- | -------- | -------- |
| 44       |          | 1        | 2        | 3        | 4        | 5        | 6        |
| 45       | 7        | 8        | 9        | 10       | 11       | 12       | 13       |
| 46       | 14       | 15       | 16       | 17       | 18       | 19       | 20       |
| 47       | 21       | 22       | 23       | 24       | 25       | 26       | 27       |
| 48       | 28       | 29       | 30       |          |          |          |          |

| Dezember | Dezember | Dezember | Dezember | Dezember | Dezember | Dezember | Dezember |
| Kw       | Mo       | Di       | Mi       | Do       | Fr       | Sa       | So       |
| -------- | -------- | -------- | -------- | -------- | -------- | -------- | -------- |
| 48       |          |          |          | 1        | 2        | 3        | 4        |
| 49       | 5        | 6        | 7        | 8        | 9        | 10       | 11       |
| 50       | 12       | 13       | 14       | 15       | 16       | 17       | 18       |
| 51       | 19       | 20       | 21       | 22       | 23       | 24       | 25       |
| 52       | 26       | 27       | 28       | 29       | 30       | 31       |          |

Das Jahr 2016 war geprägt vor allem durch verschiedene Terroranschläge, unter anderem in Brüssel, Nizza und Berlin, durch das Brexit-Referendum, die Wahl Donald Trumps zum Präsidenten der Vereinigten Staaten sowie den Tod zahlreicher Musiker und Schauspieler.

## Ereignisse

### Politik und Weltgeschehen
- 01. Januar: Die Niederlande übernehmen die EU-Ratspräsidentschaft.
- 01. Januar: Deutschland übernimmt die Präsidentschaft der Organisation für Sicherheit und Zusammenarbeit in Europa (OSZE).[1]
- 01. Januar: Johann Schneider-Ammann hat turnusgemäß das Amt des Bundespräsidenten der Schweizerischen Eidgenossenschaft angetreten.
- 02. Januar: In Saudi-Arabien werden 47 Personen – darunter der schiitische Kleriker Nimr al-Nimr – hingerichtet. Es kommt zu Protesten in zahlreichen Ländern gegen die Hinrichtungen und zum Abbruch der diplomatischen Beziehungen zwischen Saudi-Arabien und der Islamischen Republik Iran.
- 16. Januar: Nach der Erfüllung der eingegangenen Verpflichtungen durch Iran werden die mit dem iranischen Atomprogramm zusammenhängenden Sanktionen durch die Europäische Union und die Vereinten Nationen aufgehoben. Außerdem findet ein Gefangenenaustausch zwischen den Vereinigten Staaten und Iran statt.
- 01. Februar: Die WHO ruft aufgrund der raschen Ausbreitung des Zika-Virus den internationalen Gesundheitsnotfall aus.
- 15. Februar: Im Norden Syriens werden im Rahmen der als Bürgerkrieg in Syrien begonnenen Kämpfe mehrere Schulen und Krankenhäuser bombardiert, wobei etwa 50 Zivilisten getötet und zahlreiche weitere verletzt werden.
- 22. Februar: Aufgrund der Unvereinbarkeit seiner Positionen mit den „geplanten Verschärfungen der Asylgesetze“ erklärt der deutsche Beauftragte der Bundesregierung für Menschenrechtspolitik Christoph Strässer zum Monatsende seinen Rücktritt.
- 01. März: Vor dem Bundesverfassungsgericht beginnt die mündliche Verhandlung zum zweiten NPD-Verbotsverfahren.
- 01. März: Super Tuesday in den USA; Hillary Clinton und Donald Trump sind in jeweils sieben Bundesstaaten erfolgreich.
- 13. März: Landtagswahlen in Baden-Württemberg, Rheinland-Pfalz und Sachsen-Anhalt
- 24. März: Das UN-Kriegsverbrechertribunal verurteilt Radovan Karadžić, insbesondere wegen seiner Verantwortung für das Massaker von Srebrenica, nach mehrjährigem Prozess zu 40 Jahren Haft.
- 31. März: Durch einen satirischen Beitrag von Jan Böhmermann in einer ZDF-Sendung wird eine Affäre mit außenpolitischen Implikationen ausgelöst.
- 31. März bis 1. April: Nuclear Security Summit in Washington, D.C.[2]
- 06. April: Referendum in den Niederlanden über das Assoziierungsabkommen zwischen der Europäischen Union und der Ukraine
- 17. Mai: Nach dem Rücktritt von Werner Faymann am 9. Mai wird Christian Kern neuer österreichischer Bundeskanzler.
- 22. Mai: Alexander Van der Bellen wird im zweiten Wahlgang zum österreichischen Bundespräsidenten gewählt; wegen zahlreicher Unregelmäßigkeiten bei der Stimmenauszählung wird die Stichwahl am 1. Juli 2016 vom österreichischen Verfassungsgerichtshof jedoch für ungültig erklärt und muss wiederholt werden.[3]
- 26. – 27. Mai: G7-Gipfel in Ise-Shima (Japan)
- 01. Juni: Eröffnung des Gotthard-Basistunnels und der Neubaustrecke Gotthard-Süd in der Schweiz
- 02. Juni: Verabschiedung einer fraktionsübergreifenden Resolution im Deutschen Bundestag zum Völkermord an den Armeniern
- 23. Juni: In einem Referendum über den Verbleib des Vereinigten Königreichs in der Europäischen Union entscheiden sich 51,9 % der Briten für ein Ausscheiden aus der Europäischen Union.
- 26. Juni: Vorgezogene Neuwahlen in Spanien
- 01. Juli: Die Slowakei übernimmt die EU-Ratspräsidentschaft.
- 01. Juli: Lettland wird 35. Mitgliedstaat der OECD.[4]
- 08. – 9. Juli: NATO-Gipfeltreffen in Warschau (Polen)
- 13. Juli: Nach dem Rücktritt von David Cameron wird Theresa May zur britischen Premierministerin ernannt.
- 15. Juli: In der Türkei scheitert ein Putschversuch von Teilen des Militärs, bei dem nach offiziellen Angaben mehr als 290 Menschen ums Leben kommen, zumeist Zivilisten. In der Folge kommt es zu umfangreichen Repressionen durch Regierungskräfte in zahlreichen gesellschaftlichen Bereichen; am 20. Juli wird von Präsident Erdoğan zudem für drei Monate der Ausnahmezustand verhängt.
- 19. Juli: Die Republikanische Partei nominiert Donald Trump als Kandidaten für die Präsidentschaftswahl in den Vereinigten Staaten im November; am 26. Juli folgt die Nominierung Hillary Clintons durch die Demokratische Partei.
- 26. Juli: In Nigeria wird die Normalschienenverbindung Abuja-Kaduna in Betrieb genommen. Dies ist der erste bedeutende Schienenausbau des Landes seit über 80 Jahren.[5]
- 29. August: Das am 22. Juni 2016 im Vorgriff auf einen Friedensvertrag zwischen der kolumbianischen Regierung und der Guerillabewegung FARC-EP unterzeichnete Waffenstillstandsabkommen zur Beendigung des mehr als 50 Jahre andauernden Bürgerkriegs in Kolumbien tritt in Kraft.
- 31. August: In Brasilien wird die bisherige Präsidentin Dilma Rousseff ihres Amtes enthoben.
- 04. September: Landtagswahl in Mecklenburg-Vorpommern
- 04. – 5. September: G20-Gipfeltreffen in Hangzhou (Volksrepublik China)
- 11. September: Kommunalwahlen in Niedersachsen
- 18. September: Wahl zum Berliner Abgeordnetenhaus
- 25. September: Referendum über den „Tag der Republika Srpska“ in der Republika Srpska, Bosnien-Herzegowina, mit 99,8 % Zustimmung für den 9. Januar.
- 02. Oktober: Scheitern des Referendums gegen die EU-Flüchtlingspolitik in Ungarn
- 07. – 18. November: UN-Klimakonferenz in Marrakesch (Marokko)
- 08. November: Präsidentschaftswahl in den Vereinigten Staaten. Der Republikaner Donald Trump erhält 302 Wahlmännerstimmen und wird am 20. Januar 2017 der 45. US-Präsident.
- 04. Dezember: Bei der Wiederholung der Stichwahl zur Bestimmung des österreichischen Bundespräsidenten siegt – wie bei der annullierten Stichwahl zuvor – Alexander Van der Bellen, der seinen Vorsprung gegenüber Norbert Hofer etwas ausbauen kann.
- 05. Dezember: Nach dem Scheitern eines von ihm initiierten Verfassungsreferendums reicht Italiens Ministerpräsident Matteo Renzi seinen Rücktritt ein. Er bleibt geschäftsführend im Amt, bis am 12. Dezember Paolo Gentiloni als neuer Regierungschef vereidigt wird.
- 09. Dezember: Die südkoreanische Präsidentin Park Geun-hye wird ihres Amtes durch die Nationalversammlung suspendiert in Folge eines Korruptionsskandals und wochenlanger Demonstrationen in der Bevölkerung. Premierminister Hwang Kyo-ahn übernahm daraufhin die Amtsgeschäfte.
- 23. Dezember: Der Sicherheitsrat der Vereinten Nationen fordert Israel zur sofortigen Beendigung des Siedlungsbaus in den besetzten Palästinensergebieten auf, nachdem die USA erstmals seit 36 Jahren kein Veto gegen eine israelkritische Resolution eingelegt haben.

#### Terroranschläge (Auswahl)
- 12. Januar: Durch einen Anschlag werden in Istanbul zwölf Menschen, darunter elf deutsche Touristen, getötet und weitere Personen verletzt.
- 17. Februar: Bei einem Bombenanschlag werden in Ankara 29 Menschen getötet und mehr als 60 Menschen verletzt.
- 13. März: Bei einem Bombenanschlag werden in Ankara 37 Menschen getötet und mehr als 120 Menschen verletzt.
- 22. März: Bei drei Terroranschlägen werden in und nahe der belgischen Hauptstadt Brüssel mehr als 30 Menschen getötet und mehr als 300 werden verletzt.
- 27. März: Bei einem Selbstmordattentat der Jamaat-ul-Ahrar werden im pakistanischen Lahore mindestens 74 Menschen getötet und etwa 340 verletzt.
- 19. April: Bei einem Selbstmordattentat der Taliban werden in der afghanischen Hauptstadt Kabul mindestens 64 Menschen getötet und mehr als 340 verletzt.
- 07. Juni: Bei einem Bombenanschlag werden in Istanbul elf Menschen getötet und 36 Menschen verletzt.
- 08. Juni: Durch einen Anschlag sterben in Tel Aviv vier Menschen.
- 12. Juni: Durch einen Terroranschlag mit Geiselnahme sterben in einem Nachtklub in Orlando (Florida) 49 Menschen und 53 werden verletzt.
- 28. Juni: Bei einem Anschlag werden am Flughafen Istanbul-Atatürk durch drei Selbstmordattentäter 45 Menschen getötet und 238 verletzt.
- 01./2. Juli: Eine Geiselnahme in Dhaka (Bangladesch) fordert 22 Opfer.
- 03. Juli: Bei einem besonders schweren Bombenanschlag werden in Bagdad mehr als 290 Menschen getötet und mehr als 300 verletzt.
- 14. Juli: Bei einer vorsätzlichen Fahrt durch eine Menschenmenge werden am französischen Nationalfeiertag im südostfranzösischen Nizza 86 Menschen getötet und mehr als 300 verletzt.
- 22. Juli: Bei einem Anschlag auf das Münchner Olympia-Einkaufszentrum sterben neun Menschen und der Täter selbst.
- 24. Juli: Beim Sprengstoffanschlag von Ansbach werden 15 Menschen verletzt, der Attentäter selber stirbt bei der Tat.
- 08. August: Bei einem Bombenanschlag werden im pakistanischen Quetta mindestens 70 Menschen getötet und mehr als 100 verletzt.
- 20. August: Bei einem Selbstmordanschlag auf eine kurdische Hochzeitsgesellschaft werden im türkischen Gaziantep 54 Menschen getötet und 66 verletzt.
- 29. August: Bei einem Selbstmordanschlag werden im jemenitischen Aden mindestens 50 Menschen getötet.[6]
- 11. Dezember: Bei einem Anschlag auf eine koptische Kirche kommen in der ägyptischen Hauptstadt Kairo 28 Gottesdienst-Besucher ums Leben.
- 19. Dezember: Bei einem Anschlag werden in Berlin 12 Menschen getötet und mehr als 50 verletzt.

#### Weitere Anschläge (Auswahl)
- 07. Juli: Ein junger Mann tötet im texanischen Dallas fünf Polizisten und verletzt weitere Personen.
- 18. Juli: Ein Jugendlicher verletzt bei einem Angriff in einer Regionalbahn bei Würzburg fünf Menschen.
- 26. Juli: Ein junger Mann ersticht im japanischen Sagamihara mindestens 19 Heimbewohner und verletzt zahlreiche weitere.

### Sport
- 03. Januar: Gary Anderson gewinnt die PDC World Darts Championship
- 14. – 17. Januar: Skiflug-Weltmeisterschaft 2016 auf der Kulm Skiflugschanze in Bad Mitterndorf-Tauplitz
- 15. – 31. Januar: 12. Handball-Europameisterschaft in Polen; Europameister wird Deutschland.
- 18. – 31. Januar: 104. Australian Open; Sieger im Einzel werden Angelique Kerber (Damen) und Novak Đoković (Herren).
- 07. Februar: Super Bowl 50 in Santa Clara, Kalifornien
- 26. Februar: Gianni Infantino wird zum neuen FIFA-Präsidenten gewählt.
- 29. Februar bis 13. März: 48. Biathlon-Weltmeisterschaften in Oslo
- 17. – 20. März: 16. Leichtathletik-Hallenweltmeisterschaften in Portland, Oregon
- 20. März – 13. November: Austragung der 68. FIM-Motorrad-Straßenweltmeisterschaft
- 20. März – 27. November: Austragung der 67. Formel-1-Weltmeisterschaft
- 3. April: Die West Indies gewinnen die sechste World Twenty20 in Indien, indem sie im Finale England mit 4 Wickets besiegen.
- 06. – 22. Mai: Die 80. Eishockey-Weltmeisterschaft der Herren in Moskau und Sankt Petersburg gewinnt Kanada.
- 08. Mai: 3. Wings for Life World Run an 34 Orten weltweit
- 09. – 22. Mai: 33. Schwimmeuropameisterschaften in London
- 23. Mai bis 6. Juni: 115. French Open
- 28. Mai: Im Finale der UEFA Champions League 2015/16 im Giuseppe-Meazza-Stadion in Mailand gewinnt Real Madrid gegen Atlético Madrid.
- 03. Juni: Luis Salom stürzt im freien Training der Moto2 schwer und erliegt kurze Zeit später den Verletzungen.
- 10. Juni – 10. Juli: 15. Fußball-Europameisterschaft der Männer in Frankreich; Europameister wird Portugal.
- 26. Juni: Chile gewinnt zum zweiten Mal in Folge die Copa América. Argentinien holt zum vierten Mal in fünf Jahren den zweiten Platz.
- 27. Juni – 10. Juli: 130. Wimbledon Championships; Sieger werden Serena Williams und Andy Murray.
- 06. – 10. Juli: Leichtathletik-Europameisterschaften 2016 in Amsterdam
- 24. Juli: Das IOC gestattet trotz nachgewiesenen Staatsdopings in Russland unter bestimmten Bedingungen die Teilnahme russischer Sportler an den XXXI. Olympischen Sommerspielen; die Whistleblowerin Julija Stepanowa darf jedoch nicht starten.
- 05. – 21. August: XXXI. Olympische Sommerspiele in Rio de Janeiro
- 29. August bis 11. September: 135. US Open
- 16. Oktober: Marc Márquez gewinnt zum dritten Mal die MotoGP-Weltmeisterschaft.
- 27. November: Nico Rosberg gewinnt beim Saisonfinale beim Großen Preis von Abu Dhabi seinen ersten Formel 1 – Weltmeistertitel.
- 11. – 30. November: Schachweltmeisterschaft 2016 in New York City
- 04. – 18. Dezember: Handball-Europameisterschaft der Frauen 2016 in Schweden

### Kultur und Gesellschaft
- 100 Jahre Dadaismus in Zürich[7]
- Horrorclown-Phänomen
- 20. Januar: Verleihung des Österreichischen Filmpreises 2016 in Grafenegg
- 31. Januar: Uraufführung der Oper South Pole von Miroslav Srnka an der Bayerischen Staatsoper
- 08. Februar: Chinesisches Neujahrsfest, Jahr des Feuer-Affen (33. Jahr im 78. Zyklus)
- 11. – 21. Februar: Internationale Filmfestspiele Berlin
- 28. Februar: 88. Oscarverleihung in Los Angeles
- 29. Februar: Der Equal Care Day wird ins Leben gerufen
- 22. April: Eröffnung des Musée du Bagage in Hagenau
- 10. – 14. Mai: 61. Eurovision Song Contest in Stockholm, Schweden
- 12. – 15. Mai: 24. Düsseldorfer Jazz-Rally in Düsseldorf
- 20. – 29. Mai: 56. Hessentag in Herborn
- 26. – 29. Mai: 28. Africa Festival in Würzburg
- 26. – 29. Mai: Schlossgrabenfest in Darmstadt
- 03. – 5. Juni: 33. Rheinland-Pfalz-Tag in Alzey
- 03. – 5. Juni: Rock am Ring auf dem Gelände des ehemaligen Bundeswehr-Flugplatzes in Mendig
- 18. Juni – 3. Juli: The Floating Piers von Christo auf dem oberitalienischen Iseosee
- 24. – 26. Juni: Hurricane Festival in Scheeßel
- 29. Juni – 3. Juli: 13. Fusion Festival auf dem Gelände des ehemaligen Militärflugplatzes in Lärz
- 07. – 9. Juli: Electric Love Festival in Salzburg
- 07. – 10. Juli: Rudolstadt-Festival in Rudolstadt
- 08. – 10. Juli: 25. Internationales Samba-Festival in Coburg
- 13. – 17. Juli: Breminale – Open-Air-Kulturfestival in Bremen
- 15./16. Juli: Schlagermove in Hamburg
- 22. – 24. Juli: Das Fest (Open-Air-Musikfestival) in Karlsruhe
- 22. – 24. Juli: 12. Tomorrowland in Boom, Belgien
- 29. – 31. Juli: 41. Bardentreffen (Open-Air-Musikfestival) in Nürnberg
- 04. – 6. August: Wacken Open Air in Wacken
- 17. – 21. August: Gamescom in Köln
- 26. – 28. August: Nordrhein-Westfalen-Tag in Düsseldorf (70 Jahre NRW)
- 02. – 4. September: 25. Tag der Sachsen in Limbach-Oberfrohna
- 09. – 11. September: 20. Sachsen-Anhalt-Tag in Sangerhausen
- 17. September bis 3. Oktober: Oktoberfest in München
- 01. – 3. Oktober: Feierlichkeiten zum 26. Tag der Deutschen Einheit in Dresden
- 22. – 25. Oktober: 24. IKA/Olympiade der Köche in Erfurt
- 09. Dezember: Eröffnung des Museum of Urban and Contemporary Art in München

### Religion
- 07. Januar: orthodoxe Weihnachten
- 12. Februar: Historische Begegnung zwischen Papst Franziskus und Patriarch Kyrill I. auf Kuba
- 27. März: Ostern
- 01. Mai: orthodoxe Ostern
- 05. Mai: Christi Himmelfahrt
- 15. Mai: Pfingsten
- 17. Mai: Der Rücktritt des Bischofs von Mainz, Karl Kardinal Lehmann, wird wirksam.
- 21. Mai: Vesakh
- 21. Mai: Kumbh Mela in Ujjain
- 25. – 29. Mai: 100. Deutscher Katholikentag in Leipzig
- 26. Mai Fronleichnam
- 09. Juni: orthodoxe Christi Himmelfahrt
- 19. Juni: orthodoxe Pfingsten
- 06. Juni – 8. Juli: Ramadan
- 26. – 31. Juli: XXXI. Weltjugendtag der römisch-katholischen Kirche in Krakau
- 04. September: Heiligsprechung von Mutter Teresa durch Papst Franziskus in Rom
- 12. September: Islamisches Opferfest
- 03. Oktober: Tag der offenen Moschee
- 12. Oktober: Jom Kippur
- 30. Oktober: Diwali
- 25. Dezember bis 1. Januar 2017: Chanukka

### Wirtschaft
- 15. – 24. Januar: Internationale Grüne Woche Berlin
- 20. – 23. Januar: Weltwirtschaftsforum in Davos, Schweiz
- 14. – 18. März: Cebit; Messe für Informationstechnik in Hannover
- 25. – 29. April: Hannover-Messe
- 12. Juli: Das Oberlandesgericht Düsseldorf setzt in einer Eilentscheidung die von Sigmar Gabriel erteilte Ministererlaubnis aus dem März 2016 für die Übernahme von Kaiser’s Tengelmann durch Edeka zunächst außer Kraft, indem es feststellt: „Die Erlaubnis erweise sich schon nach einer vorläufigen Prüfung im Eilverfahren als rechtswidrig.“[8]
- 02. – 7. September: Internationale Funkausstellung in Berlin
- 22. – 29. September: Internationale Automobil-Ausstellung für Nutzfahrzeuge in Hannover
- 08. November – 31. Dezember: Demonetisierung in Indien: In einer großangelegten Umtauschaktion müssen sämtliche 500- und 1000-Rupien-Banknoten gegen neue Scheine umgetauscht werden.

### Wissenschaft und Technik
- 12. März: Dem spezialisierten Computerprogramm AlphaGo gelingt es, in einer Wettkampfserie gegen Lee Sedol einen der weltbesten Go-Spieler zu deklassieren.
- 07. Juni: Die Regierung von Queensland stuft die Bramble-Cay-Mosaikschwanzratte auf Grund von wissenschaftlichen Untersuchungen als ausgestorben ein. Sie wird als erste Säugetierart bezeichnet, die durch den Klimawandel ausgestorben sei.
- 20. Juni: Der Sunway TaihuLight wird zum schnellsten Computer der Welt erklärt. Er ist als erster Computer in der Lage, mit 125,436 Petaflops/sec. mehr als 100 Petaflops pro Sekunde auszuführen.[9]

### Astronomie und Astrophysik
- 20. Januar: Nach einer diesbezüglichen Publikation von Konstantin Batygin und Michael E. Brown wird verstärkt über die Existenz eines neunten Planeten spekuliert.
- 11. Februar: Bekanntgabe des ersten direkten Nachweises von Gravitationswellen
- Totale Sonnenfinsternis am 9. März; sichtbar im Indischen Ozean, Sumatra, im Pazifik und in Mikronesien
- Ringförmige Sonnenfinsternis am 1. September; sichtbar in Gabun, Tansania, Mosambik, Madagaskar und der Insel La Réunion
- Halbschattenfinsternis (Mondfinsternis) am 16. September
- Der nächste Ausbruch des Quasars und binären schwarzen Lochs OJ 287
- Merkurtransit vor der Sonne am 9. Mai

### Katastrophen

#### Naturkatastrophen
2016 nahm die globale Erwärmung weiter zu. Zum dritten Mal in Folge wurde ein neuer globaler Temperaturrekord verzeichnet. Der langfristige Rückzug des Meereises in der Arktis und der Antarktis hielt an.
- 06. Februar: Bei einem Erdbeben auf Taiwan sterben mindestens 115 Menschen und 550 Menschen werden verletzt.
- 19./20. Februar: der stärkste jemals auf der Südhalbkugel registrierten Zyklon verursacht insbesondere auf den Fidschi-Inseln schwere Verwüstungen; dort sterben mindestens 42 Menschen.
- 14. – 16. April: Bei einer Reihe von Erdbeben in der japanischen Präfektur Kumamoto sterben mehr als 40 Menschen und mehr als 1500 werden verletzt.
- 16. April: Im Westen Ecuadors ereignet sich ein schweres Erdbeben, durch das mehr als 650 Menschen sterben und mehr als 27.000 Menschen verletzt werden.
- 29./30. Mai: Bei schweren Unwettern insbesondere im Südwesten Deutschlands sterben mehrere Menschen und entstehen hohe Sachschäden.
- 01. Juni: Bei Überschwemmungen Niederbayern sterben sieben Menschen und es entstehen Schäden in Millionenhöhe.
- 24. August: Bei einem Erdbeben werden in Mittelitalien mindestens 290 Menschen getötet und mehr als 350 verletzt.
- Anfang Oktober: Durch den Hurrikan Matthew sterben in Mittelamerika über 1000 Menschen.

#### Schwere Unglücksfälle
Kleinere Unglücksfälle sind in den Unterartikeln von Katastrophe und in der Liste von Katastrophen aufgeführt.
- 09. Februar: Eisenbahnunfall von Bad Aibling; elf Menschen sterben und 85 werden verletzt.
- 09. April: Beim Umstieg von Migranten auf dem Mittelmeer vor Ägypten kentert ein Trawler (vermutlich die Abu Nawal) und etwa 500 von ihnen ertrinken.[11]
- 10. April: Bei einer Explosionskatastrophe nahe einem Hindutempel werden im südindischen Bundesstaat Kerala mehr als 100 Menschen getötet und mehrere hundert Personen verletzt.
- 20. Juni: Nach dem Untergang der Fähre Sinar Bangun V auf dem Tobasee in Indonesien werden 192 Menschen vermisst.[12]
- 12. Juli: Beim Frontalzusammenstoß zweier Züge in Apulien sterben 23 Menschen und 54 werden verletzt.
- 27. August: In Moskau sterben 17 Menschen bei einem Brand in einem Lagerhaus.[13]
- 21. Oktober: Bei einem Eisenbahnunglück in Kamerun sterben etwa 70 Menschen und 300 weitere werden verletzt.
- 25. Dezember: Beim Absturz eines Flugzeugs des russischen Verteidigungsministeriums in Südrussland sterben alle 92 Menschen an Bord, darunter 64 der 67 Mitglieder des Alexandrow-Ensembles.

### Wissenschaftspreise

#### Nobelpreise
Die Bekanntgabe der Nobelpreisträger des Jahres 2016 erfolgte vom 3. bis zum 10. Oktober bzw. am 13. Oktober (Literatur).
Die Verleihungen fanden am 10. Dezember, dem Todestag Alfred Nobels, in Stockholm und Oslo (nur Friedensnobelpreis) statt.
- Physiologie oder Medizin: Yoshinori Ōsumi „für seine Entdeckungen der Mechanismen der Autophagie“.[16]
- Physik: David J. Thouless, F. Duncan M. Haldane und John M. Kosterlitz „für theoretische Entdeckungen von topologischen Phasenübergängen und topologischen Phasen von Materie“[17]
- Chemie: Jean-Pierre Sauvage, Fraser Stoddart und Ben Feringa „für das Design und die Synthese von molekularen Maschinen“[18]
- Literatur: Bob Dylan „für seine poetischen Neuschöpfungen in der großen amerikanischen Songtradition“.[19]
- Frieden: Juan Manuel Santos „für seine entschlossenen Anstrengungen, den mehr als 50 Jahre andauernden Bürgerkrieg in dem Land zu beenden“[20]
- Alfred-Nobel-Gedächtnispreis für Wirtschaftswissenschaften: Oliver Hart und Bengt Holmström „für ihre Beiträge zur Vertragstheorie“[21]

#### Turing Award
- Tim Berners-Lee für das World Wide Web, den ersten Webbrowser und grundlegende Protokolle und Algorithmen, die das Web skalieren lassen.

### Gedenktage
- 23. Januar: 150. Todestag des deutschen Garten- und Landschaftsarchitekten Peter Joseph Lenné
- 19. Februar: 100. Todestag des österreichischen Physikers Ernst Mach
- 21. Februar: 100. Jahrestag des Beginns der Schlacht um Verdun
- 03. März: 200. Geburtstag des sorbischen Wissenschaftlers, Schriftstellers und Herausgebers Jan Arnošt Smoler
- 04. März: 100. Todestag des deutschen Malers Franz Marc
- 11. März: 100. Geburtstag des britischen Politikers und Premierministers Harold Wilson
- 05. April: 100. Geburtstag des US-amerikanischen Schauspielers Gregory Peck
- 21. April: 750 Jahre Stadtrecht Arnstadt durch die Abtei Hersfeld
- 24. April: 100. Jahrestag des Osteraufstands in Irland
- 01. Mai: 100. Geburtstag des US-amerikanischen Schauspielers Glenn Ford
- 03. Mai: 400. Todestag des britischen Dichters, Schriftstellers und Schauspielers William Shakespeare
- 11. Mai: 100. Todestag des deutschen Astronomen Karl Schwarzschild
- 16. Mai: 100. Jahrestag des Sykes-Picot-Abkommens
- 08. Juni: 100. Geburtstag des englischen Physikers und Biochemikers Francis Crick
- 14. Juni: 150. Jahrestag Beginn Deutscher Krieg (Deutscher Bundestag stimmt der Mobilmachung der Bundestruppen gegen Preußen zu.)
- 22. – 24. Juli: 500-Jahr-Feier des bayerischen Reinheitsgebots
- 24. Juni: 100. Jahrestag des Beginns der Schlacht an der Somme
- 01. Juli: 100. Geburtstag der britisch-amerikanischen Schauspielerin Olivia de Havilland
- 09. Juli: 100. Geburtstag des britischen Politikers und Premierministers Edward Heath
- 16. Juli: 800. Todestag des Papstes Innozenz III.
- 21. Juli: 200. Geburtstag des deutsch-britischen Unternehmers Paul Julius Reuter
- 23. Juli: 100. Todestag des britischen Chemikers und Nobelpreisträgers William Ramsay
- 23. August: 150. Jahrestag des Prager Friedens und der formellen Auflösung des Deutschen Bundes in Augsburg auf Druck Preußens nach der Niederlage der Bundestruppen
- 11. September: 200. Geburtstag des deutschen Unternehmers Carl Zeiß
- 26. Oktober: 100. Geburtstag des französischen Politikers François Mitterrand
- 14. November: 300. Todestag des deutschen Universalgelehrten (Mathematikers, Physikers, Historikers, Philosophen, Diplomaten und Politberaters) Gottfried Wilhelm Leibniz
- 21. November: 100. Todestag des österreichischen Kaisers Franz Joseph I.
- 09. Dezember: 100. Geburtstag des US-amerikanischen Schauspielers Kirk Douglas
- 13. Dezember: 200. Geburtstag des deutschen Erfinders Werner von Siemens
- 19. Dezember: 200. Geburtstag des österreichischen Konditors Franz Sacher
- 400. Jahrestag des Beginns der Qing-Dynastie in China (1616–1911)

## Jahreswidmungen
- Wissenschaftsjahr 2016*17: Meere und Ozeane
- Internationales Jahr der globalen Verständigung (IYGU) (Wissenschaftsjahr der Geographie), proklamiert von den Weltdachverbänden der Natur-, Sozial- und Geisteswissenschaften[22]
- Internationales Jahr der Hülsenfrüchte[23]

Artenschutz:
- Der Stieglitz (Carduelis carduelis) ist Vogel des Jahres.
- Der Hecht (Esox lucius) ist Fisch des Jahres (Deutscher Angelfischerverband DAFV).
- Der Feuersalamander (Salamandra salamandra) ist Lurch des Jahres.
- Das Stachelbeerspanner (Abraxas grossulariata) ist Schmetterling des Jahres (Bund für Umwelt und Naturschutz Deutschland Bund).
- Die Winterlinde (Tilia cordata) ist Baum des Jahres (Kuratorium Baum des Jahres).
- Die Echte Schlüsselblume (Primula veris) ist Blume des Jahres (Stiftung Natur und Pflanzen).
- Der Lilastiel-Rötelritterling (Lepista saeva) ist Pilz des Jahres (Deutsche Gesellschaft für Mykologie).

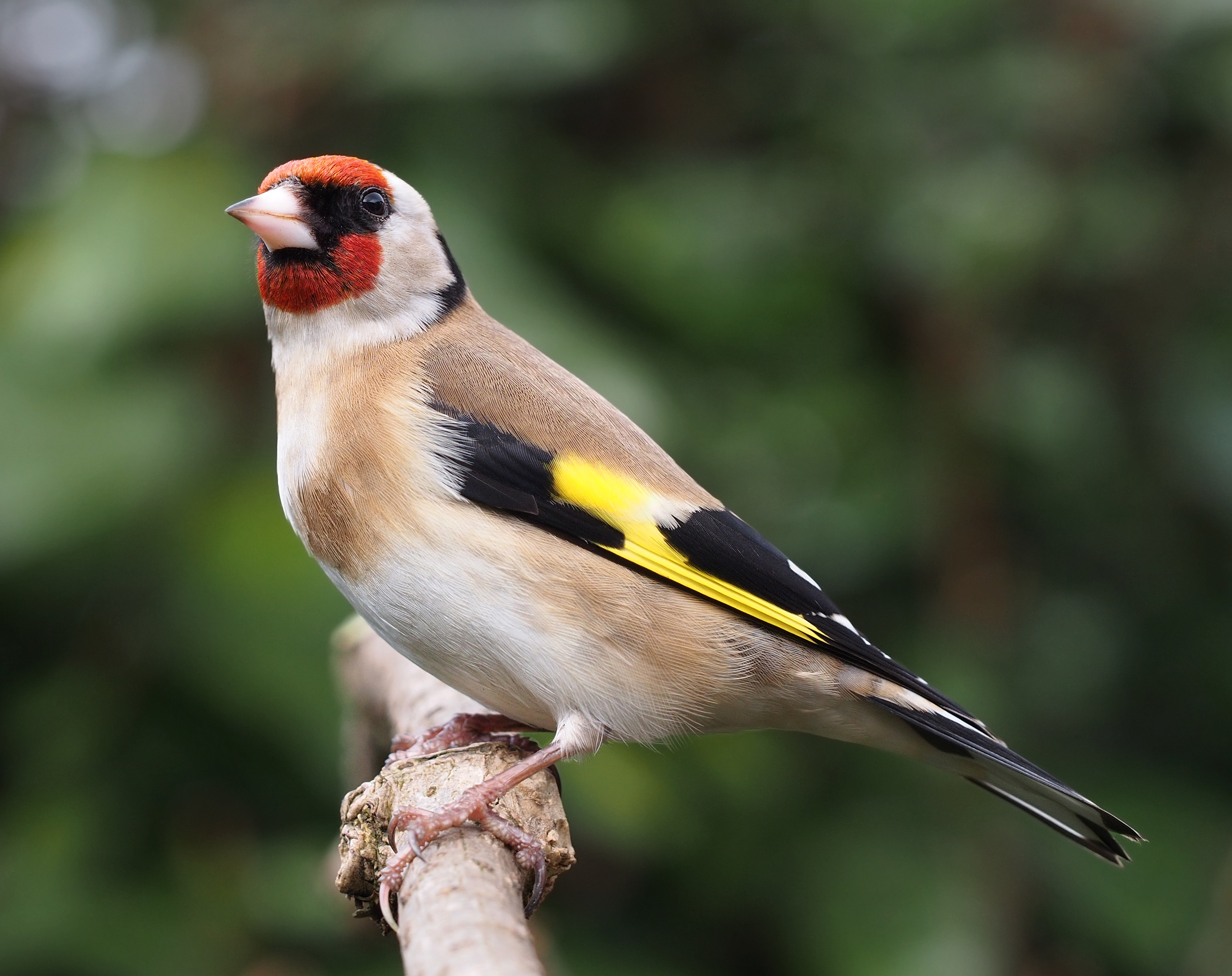
Stieglitz (Carduelis carduelis)
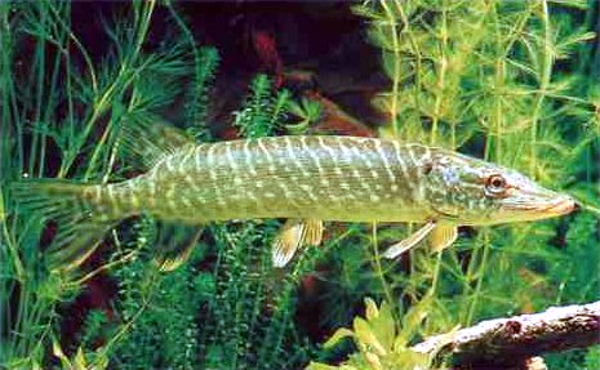
Hecht (Esox lucius)
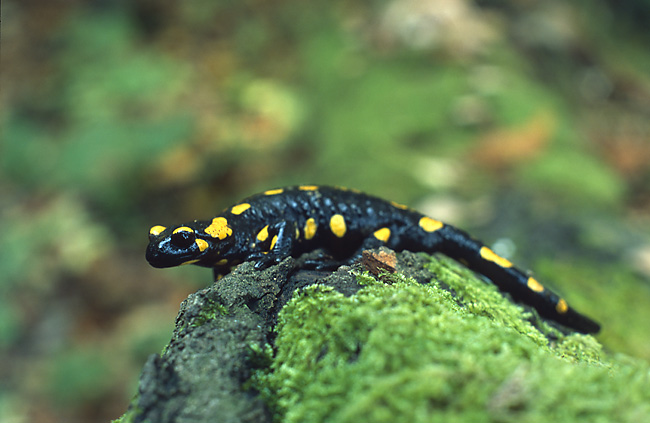
Feuersalamander (Salamandra salamandra )
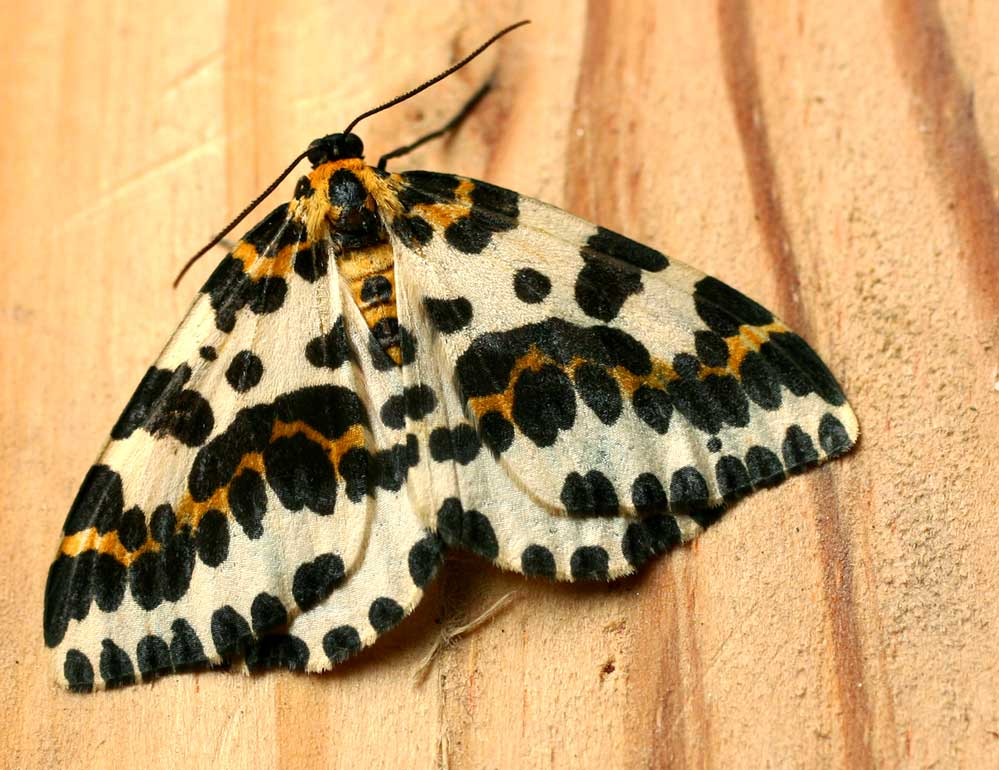
Stachelbeerspanner (Abraxas grossulariata)
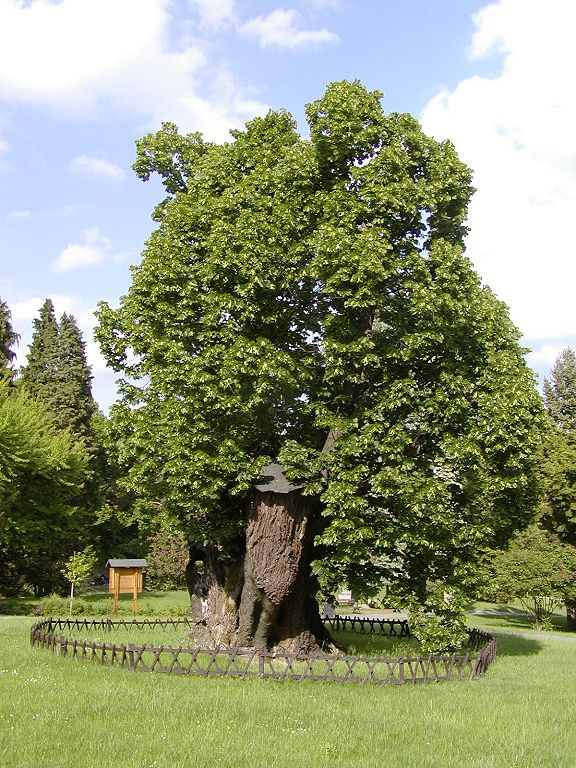
Winterlinde (Tilia cordata)
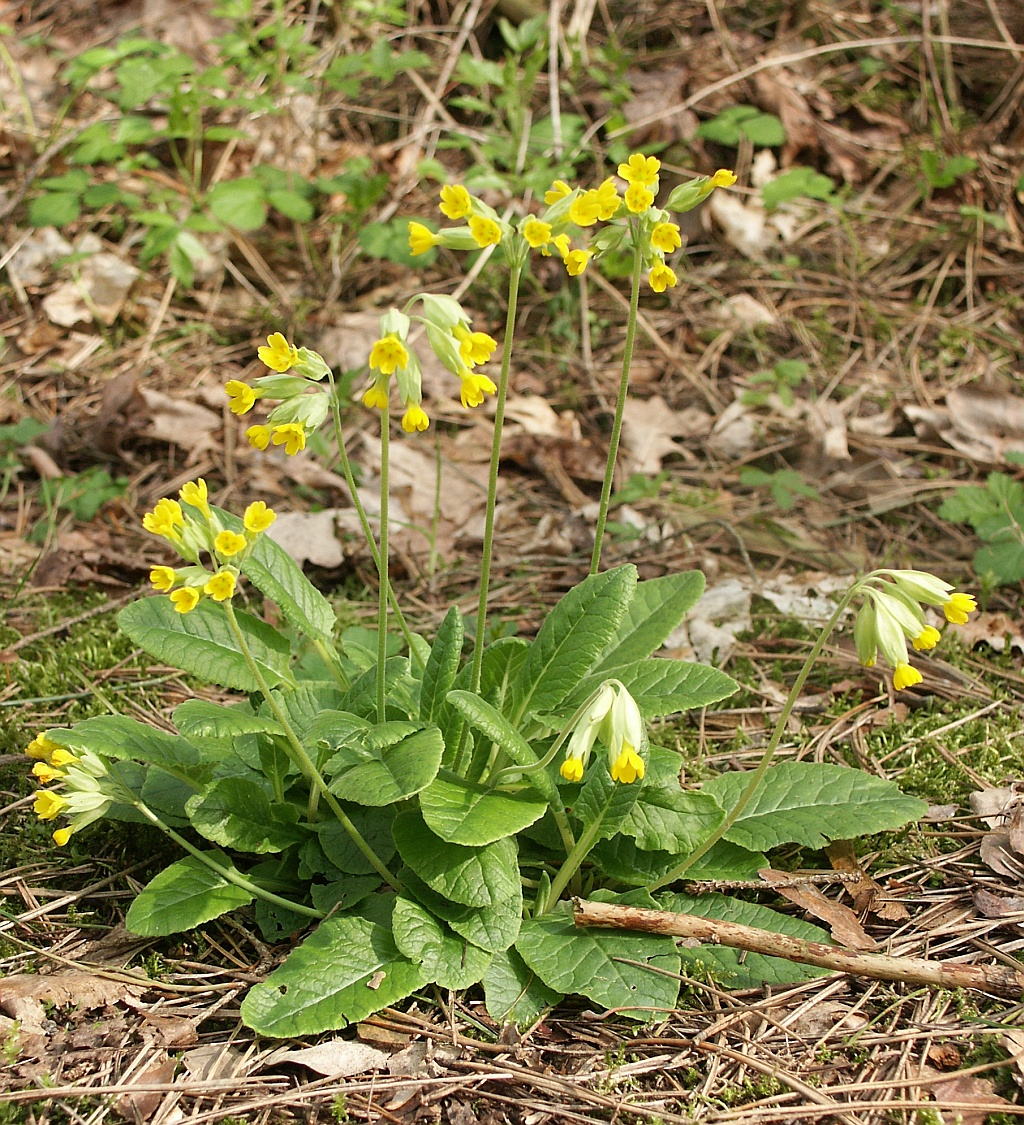
Echte Schlüsselblume (Primula veris)
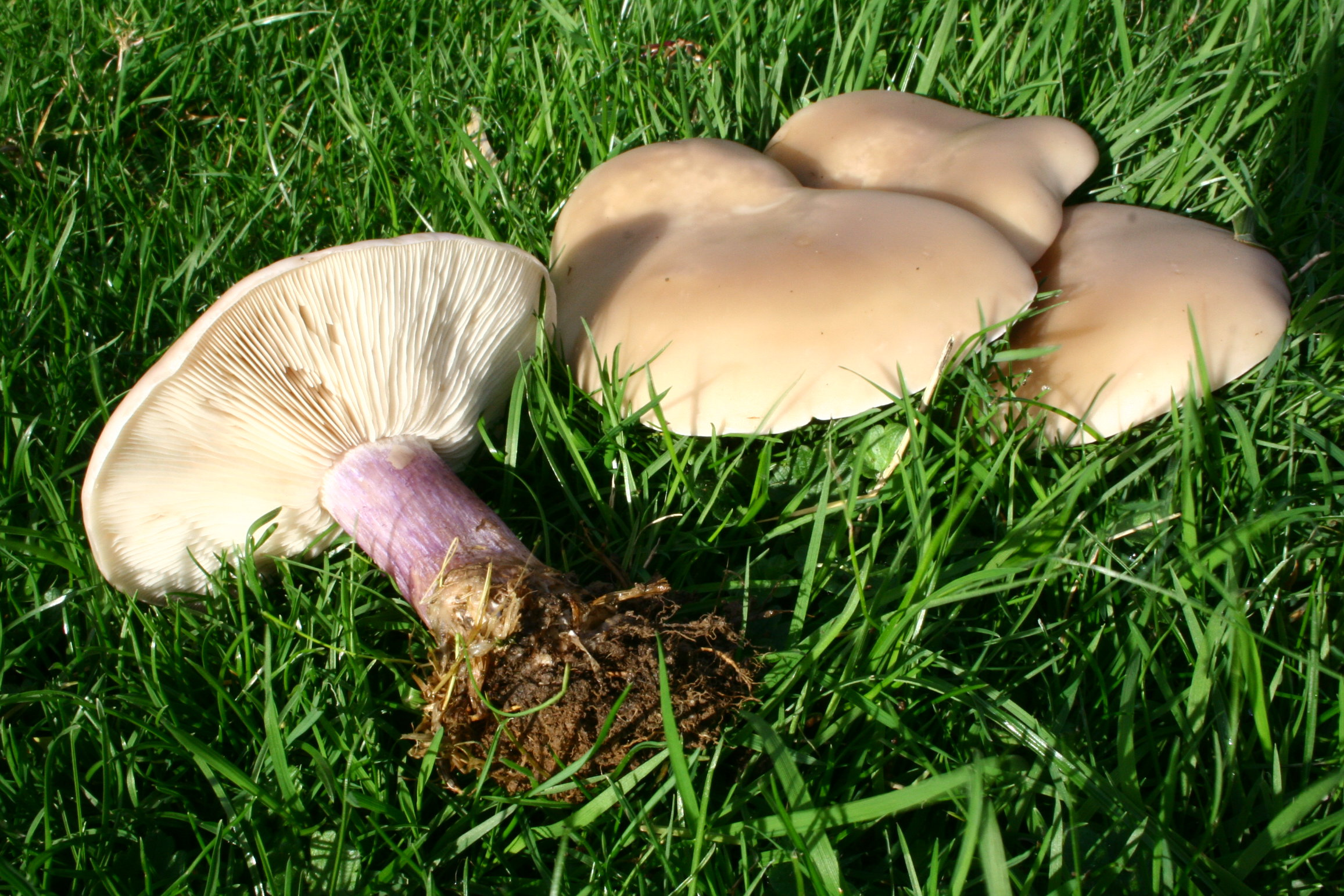
Lilastiel-Rötelritterling (Lepista saeva)

## Geboren
- 02. März: Oscar von Schweden, schwedischer Prinz

## Gestorben

### Januar
- 01. Januar: Vilmos Zsigmond, ungarisch-amerikanischer Kameramann (* 1930)
- 02. Januar: Michel Delpech, französischer Chansonnier (* 1946)
- 02. Januar: Nimr al-Nimr, saudi-arabischer Geistlicher und Bürgerrechtler (* 1959)
- 03. Januar: Paul Bley, kanadischer Jazzpianist und Komponist (* 1932)
- 03. Januar: Peter Naur, dänischer Informatiker (* 1928)
- 04. Januar: Franz Daebeler, deutscher Agrarwissenschaftler und Hochschullehrer (* 1929)
- 04. Januar: Michel Galabru, französischer Schauspieler und Komiker (* 1922)
- 04. Januar: Maja Maranow, deutsche Schauspielerin (* 1961)
- 04. Januar: Achim Mentzel, deutscher Musiker und Fernsehmoderator (* 1946)
- 05. Januar: Pierre Boulez, französischer Dirigent und Komponist (* 1925)
- 05. Januar: Rudolf Haag, deutscher Physiker (* 1922)
- 07. Januar: André Courrèges, französischer Designer (* 1923)
- 07. Januar: Hansrudi Wäscher, deutscher Comiczeichner und -autor (* 1928)
- 08. Januar: Elmar Hillebrand, deutscher Bildhauer (* 1925)
- 10. Januar: David Bowie, britischer Sänger und Musiker (* 1947)
- 11. Januar: Anke Martiny, deutsche Politikerin und Publizistin (* 1939)
- 12. Januar: Ruth Leuwerik, deutsche Schauspielerin (* 1924)
- 14. Januar: Franco Citti, italienischer Schauspieler (* 1935)
- 14. Januar: Alan Rickman, britischer Schauspieler und Regisseur (* 1946)
- 16. Januar: Wolfgang Schnur, deutscher Jurist und Politiker (* 1944)
- 17. Januar: Gottfried Honegger, Schweizer bildender Künstler (* 1917)
- 18. Januar: Glenn Frey, US-amerikanischer Rockmusiker (* 1948)
- 18. Januar: Michel Tournier, französischer Schriftsteller (* 1924)
- 19. Januar: Andreas Buro, deutscher Politikwissenschaftler (* 1928)
- 19. Januar: Ettore Scola, italienischer Filmregisseur und Drehbuchautor (* 1931)
- 20. Januar: George Weidenfeld, britisch-österreichischer Verleger und Kolumnist (* 1919)
- 21. Januar: Anton-Wolfgang Graf von Faber-Castell, deutscher Unternehmer (* 1941)
- 22. Januar: Elisa Soteldo, venezolanische Sängerin, Pianistin und Musikpädagogin (* 1922)
- 24. Januar: Fredrik Barth, norwegischer Kulturanthropologe (* 1928)
- 24. Januar: Marvin Minsky, US-amerikanischer Kognitionswissenschaftler (* 1927)
- 26. Januar: Doris Abeßer, deutsche Schauspielerin (* 1935)
- 26. Januar: Black, britischer Sänger (* 1962)
- 26. Januar: Abe Vigoda, US-amerikanischer Schauspieler (* 1921)
- 27. Januar: Artur Fischer, deutscher Unternehmer und Erfinder (* 1919)
- 29. Januar: Jacques Rivette, französischer Filmregisseur (* 1928)
- 29. Januar: Wolbert Klaus Smidt, deutscher Geheimdienstler und Publizist (* 1936)
- 30. Januar: Frank Finlay, britischer Schauspieler (* 1926)
- 31. Januar: Wolfgang Rademann, deutscher Fernsehproduzent (* 1934)

### Februar
- 03. Februar: Maurice White, US-amerikanischer Musiker (* 1941)
- 04. Februar: Edgar Mitchell, US-amerikanischer Astronaut (* 1930)
- 04. Februar: Haro Senft, deutscher Filmemacher (* 1928)
- 07. Februar: Roger Willemsen, deutscher Publizist und Fernsehmoderator (* 1955)
- 09. Februar: Zdravko Tolimir, bosnisch-serbischer Kriegsverbrecher (* 1948)
- 10. Februar: Günter Schröter, deutscher Fußballspieler (* 1927)
- 13. Februar: Yvonne Barr, irisch-australische Virologin (* 1932)
- 13. Februar: Trifon Iwanow, bulgarischer Fußballspieler (* 1965)
- 13. Februar: Antonin Scalia, US-amerikanischer Richter am Bundesgericht (* 1936)
- 14. Februar: Hein Kröher, deutscher Sänger und Liedermacher (* 1927)
- 15. Februar: George Gaynes, US-amerikanischer Schauspieler (* 1917)
- 16. Februar: Boutros Boutros-Ghali, ägyptischer Diplomat und Politiker (* 1922)
- 16. Februar: Hans-Jacob Krümmel, deutscher Betriebswirt (* 1928)
- 17. Februar: Andrzej Żuławski, polnischer Filmregisseur und Autor (* 1940)
- 18. Februar: Dorothea, Walda, deutsche Schauspielerin (* 1931)
- 19. Februar: Umberto Eco, italienischer Philosoph und Schriftsteller (* 1932)
- 19. Februar: Harper Lee, US-amerikanische Schriftstellerin (* 1926)
- 20. Februar: Ulrike Bumke, deutsche Juristin (* 1958)
- 22. Februar: Douglas Slocombe, britischer Kameramann (* 1913)
- 22. Februar: Erika Stiska, deutsche Schauspielerin (* 1926)
- 23. Februar: Peter Lustig, deutscher Fernsehmoderator und Autor (* 1937)
- 25. Februar: Viktoras Ašmenskas, litauischer Ingenieur, Segelflieger, Pilot und Widerstandskämpfer (* 1912)
- 26. Februar: Karl Dedecius, deutscher Schriftsteller und Übersetzer (* 1921)
- 26. Februar: Stefan Lisewski, deutscher Schauspieler (* 1933)
- 27. Februar: Claude Parent, französischer Architekt (* 1923)
- 27. Februar: Lúcio Lara, angolanischer Politiker (* 1929)
- 28. Februar: George Kennedy, US-amerikanischer Schauspieler (* 1925)
- 29. Februar: Hannes Löhr, deutscher Fußballspieler und -trainer (* 1942)

### März
- 03. März: Franz Mußner, deutscher Theologe und Autor (* 1916)
- 05. März: Nikolaus Harnoncourt, österreichischer Cellist und Dirigent (* 1929)
- 05. März: Ray Tomlinson, US-amerikanischer Informatiker (* 1941)
- 06. März: Nancy Reagan, US-amerikanische Präsidentengattin (* 1921)
- 08. März: George Martin, britischer Musikproduzent und Musiker (* 1926)
- 09. März: Naná Vasconcelos, brasilianischer Jazzmusiker (* 1944)
- 10. März: Ken Adam, deutsch-britischer Szenenbildner (* 1921)
- 10. März: Keith Emerson, britischer Musiker (* 1944)
- 11. März: Peter Conradi, deutscher Politiker (* 1932)
- 11. März: Pierre Flahault, französischer Autorennfahrer (* 1921)
- 12. März: Lloyd S. Shapley, US-amerikanischer Ökonom und Nobelpreisträger (* 1923)
- 13. März: Hilary Putnam, US-amerikanischer Philosoph (* 1926)
- 14. März: Peter Maxwell Davies, britischer Komponist (* 1934)
- 15. März: Hans Krollmann, deutscher Politiker und Landesminister (* 1929)
- 16. März: Frank Sinatra junior, US-amerikanischer Musiker (* 1944)
- 17. März: Rudolf Waldemar Brem, deutscher Schauspieler (* 1948)
- 17. März: Meir Dagan, israelischer General und Geheimdienstchef (* 1945)
- 17. März: Ingeborg Hansen, deutsche Malerin und Kunsterzieherin (* 1934)
- 17. März: Hugo Strasser, deutscher Klarinettist und Bandleader (* 1922)
- 18. März: Lothar Späth, deutscher Politiker und Ministerpräsident (* 1937)
- 18. März: Guido Westerwelle, deutscher Politiker und Bundesminister (* 1961)
- 20. März: Anker Jørgensen, dänischer Politiker und Ministerpräsident (* 1922)
- 21. März: Andrew Grove, US-amerikanischer Unternehmer (* 1936)
- 23. März: Ken Howard, US-amerikanischer Schauspieler (* 1944)
- 23. März: Dmitri Iwanowitsch Sidorow, russischer Dokumentarfilmregisseur (* 1962)
- 24. März: Roger Cicero, deutscher Jazzsänger (* 1970)
- 24. März: Johan Cruyff, niederländischer Fußballspieler und -trainer (* 1947)
- 24. März: Garry Shandling, US-amerikanischer Schauspieler und Komiker (* 1949)
- 26. März: Christina Schultheiß, deutsche Bauingenieurin und Präsidentin der Thüringer Landessynode (* 1918)
- 27. März: Abraham Ashkenasi, US-amerikanischer Politikwissenschaftler (* 1934)
- 29. März: Patty Duke, US-amerikanische Schauspielerin und Sängerin (* 1946)
- 30. März: Howard Cable, kanadischer Dirigent, Arrangeur und Komponist (* 1920)
- 31. März: Georges Cottier, Schweizer Kardinal (* 1922)
- 31. März: Hans-Dietrich Genscher, deutscher Politiker und Bundesminister (* 1927)
- 31. März: Zaha Hadid, irakisch-britische Architektin (* 1950)
- 31. März: Imre Kertész, ungarischer Schriftsteller und Nobelpreisträger (* 1929)

### April
- 03. April: Lars Gustafsson, schwedischer Schriftsteller (* 1936)
- 03. April: Cesare Maldini, italienischer Fußballspieler und -trainer (* 1932)
- 03. April: Kōji Wada, japanischer Sänger (* 1974)
- 06. April: Merle Haggard, US-amerikanischer Country-Musiker (* 1937)
- 07. April: Hendrikje Fitz, deutsche Schauspielerin (* 1961)
- 12. April: Arnold Wesker, britischer Schriftsteller und Dramatiker (* 1932)
- 13. April: Gerd Fuchs, deutscher Schriftsteller (* 1932)
- 17. April: Doris Roberts, US-amerikanische Schauspielerin (* 1925)
- 18. April: Brian Asawa, US-amerikanischer Countertenor (* 1966)
- 18. April: Cox Habbema, niederländische Schauspielerin (* 1944)
- 18. April: Fritz Herkenrath, deutscher Fußballspieler (* 1928)
- 19. April: Patricio Aylwin, chilenischer Politiker und Staatspräsident (* 1918)
- 19. April: Karl-Heinz von Hassel, deutscher Schauspieler (* 1939)
- 19. April: Silkirtis Nichols, indigener amerikanischer Schauspieler (* 1923)
- 19. April: Walter Kohn, US-amerikanischer Physiker und Nobelpreisträger (* 1923)
- 20. April: Chyna, US-amerikanische Wrestlerin und Darstellerin (* 1969)
- 20. April: Guy Hamilton, britischer Filmregisseur (* 1922)
- 21. April: Hans Koschnick, deutscher Politiker (* 1929)
- 21. April: Prince, US-amerikanischer Sänger und Musiker (* 1958)
- 24. April: George Pieterson, niederländischer Klarinettist (* 1942)
- 24. April: Klaus Siebert, deutscher Biathlet und Biathlontrainer (* 1955)
- 24. April: Papa Wemba, kongolesischer Sänger und Musiker (* 1949)
- 25. April: Wolfgang Rohde, deutscher Musiker (* 1950)
- 25. April: Rudolf Wessely, österreichischer Schauspieler (* 1925)
- 26. April: Arne Elsholtz, deutscher Synchronsprecher und -regisseur (* 1944)
- 27. April: Wolfgang Hess, Schweizer Synchronsprecher und Schauspieler (* 1937)
- 27. April: Horst Tautenhahn, deutscher Fußballspieler (* 1937)
- 28. April: Georg Kronawitter, deutscher Politiker und Oberbürgermeister (* 1928)
- 30. April: Marisol Escobar, US-amerikanische bildende Künstlerin (* 1930)
- 30. April: Uwe Friedrichsen, deutscher Schauspieler (* 1934)
- 30. April: Harold Kroto, britischer Chemiker und Nobelpreisträger (* 1939)
- 30. April: Walter Schädlich, deutscher Handballspieler und -trainer (* 1922)

### Mai
- 04. Mai: Ursula Mamlok, deutsch-amerikanische Komponistin (* 1923)
- 05. Mai: Isao Tomita, japanischer Komponist (* 1932)
- 06. Mai: Klaus Ampler, deutscher Radsportler (* 1940)
- 06. Mai: Margot Honecker, deutsche Politikerin und Ministerin (* 1927)
- 08. Mai: William Schallert, US-amerikanischer Schauspieler (* 1922)
- 09. Mai: Walther Leisler Kiep, deutscher Politiker und Landesminister (* 1926)
- 10. Mai: Thomas Luckmann, deutsch-amerikanischer Soziologe (* 1927)
- 11. Mai: Peter Behrens, deutscher Musiker (* 1947)
- 14. Mai: Engelbert „Berti“ Kraus, deutscher Fußballspieler (* 1934)
- 14. Mai: André Wicky, Schweizer Automobilrennfahrer und Rennstallbesitzer (* 1928)
- 15. Mai: Erika Berger, deutsche Fernsehmoderatorin und Autorin (* 1939)
- 16. Mai: Moidele Bickel, deutsche Kostümbildnerin (* 1937)
- 18. Mai: Fritz Stern, US-amerikanischer Historiker (* 1926)
- 19. Mai: Alexandre Astruc, französischer Filmregisseur und Schriftsteller (* 1923)
- 24. Mai: Burt Kwouk, britischer Filmschauspieler (* 1930)
- 26. Mai: Loris Francesco Capovilla, italienischer Kardinal (* 1915)
- 31. Mai: Mohamed Abdelaziz, marokkanisch-saharauischer Politiker (* 1947)
- 31. Mai: Corry Brokken, niederländische Sängerin (* 1932)
- 31. Mai: Rupert Neudeck, deutscher Journalist und Menschenrechtsaktivist (* 1939)

### Juni
- 03. Juni: Muhammad Ali, US-amerikanischer Boxer (* 1942)
- 03. Juni: Luis Salom, spanischer Motorradrennfahrer (* 1991)
- 05. Juni: Jerome Bruner, US-amerikanischer Psychologe (* 1915)
- 06. Juni: Viktor Kortschnoi, sowjetisch-schweizerischer Schachspieler (* 1931)
- 06. Juni: Peter Shaffer, britischer Dramatiker (* 1926)
- 08. Juni: Pierre Aubert, Schweizer Politiker (* 1927)
- 10. Juni: Gordie Howe, kanadischer Eishockeyspieler (* 1928)
- 10. Juni: Christina Grimmie, US-amerikanische Sängerin (* 1994)
- 11. Juni: Rudi Altig, deutscher Radsportler (* 1937)
- 12. Juni: Fabrizio Pirovano, italienischer Motorradrennfahrer (* 1960)
- 12. Juni: George Voinovich, US-amerikanischer Politiker (* 1936)
- 14. Juni: Ann Guilbert, US-amerikanische Schauspielerin (* 1928)
- 15. Juni: Ruth Epting, Deutschschweizer evangelische Geistliche und Frauenaktivistin (* 1919)
- 15. Juni: Klaus Hänel, deutscher Fußballspieler (* 1936)
- 16. Juni: Jo Cox, britische Politikerin (* 1974)
- 19. Juni: Götz George, deutscher Schauspieler (* 1938)
- 19. Juni: Anton Yelchin, US-amerikanischer Filmschauspieler (* 1989)
- 20. Juni: Benoîte Groult, französische Schriftstellerin (* 1920)
- 25. Juni: Manfred Deix, österreichischer Karikaturist und Autor (* 1949)
- 26. Juni: Jürgen von Beckerath, deutscher Ägyptologe (* 1920)
- 27. Juni: Bud Spencer, italienischer Schauspieler (* 1929)
- 27. Juni: Alvin Toffler, US-amerikanischer Futurologe und Publizist (* 1928)
- 28. Juni: Scotty Moore, US-amerikanischer Musiker (* 1931)
- 28. Juni: Pat Summitt, US-amerikanische Basketballspielerin und -trainerin (* 1952)
- 00. Juni: Sascha Lewandowski, deutscher Fußballtrainer (* 1971)

### Juli
- 01. Juli: Yves Bonnefoy, französischer Lyriker und Essayist (* 1923)
- 02. Juli: Michael Cimino, US-amerikanischer Filmregisseur (* 1939)
- 02. Juli: Rudolf Kálmán, US-amerikanischer Mathematiker (* 1930)
- 02. Juli: Michel Rocard, französischer Politiker (* 1930)
- 02. Juli: Elie Wiesel, US-amerikanischer Schriftsteller und Publizist (* 1928)
- 03. Juli: Markus Werner, Schweizer Schriftsteller (* 1944)
- 04. Juli: Abbas Kiarostami, iranischer Filmregisseur (* 1940)
- 04. Juli: Martina Servatius, deutsche Schauspielerin (* 1954)
- 05. Juli: Werner Schinko, deutscher Grafiker und Illustrator (* 1929)
- 07. Juli: Turgay Şeren, türkischer Fußballspieler und -trainer (* 1932)
- 07. Juli: Wolfram Siebeck, deutscher Gastronomiekritiker und Autor (* 1928)
- 08. Juli: Abdul Sattar Edhi, pakistanischer Philanthrop (* 1928)
- 08. Juli: William Hardy McNeill, US-amerikanischer Historiker und Autor (* 1917)
- 10. Juli: Katharina Focke, deutsche Politikerin und Bundesministerin (* 1922)
- 11. Juli: Jana Thiel, deutsche Sportjournalistin und -moderatorin (* 1971)
- 12. Juli: Goran Hadžić, kroatisch-serbischer Politiker (* 1958)
- 12. Juli: Miriam Pielhau, deutsche Moderatorin und Autorin (* 1975)
- 13. Juli: Héctor Babenco, argentinisch-brasilianischer Filmregisseur (* 1946)
- 13. Juli: Bernardo Provenzano, italienischer Verbrecher (* 1933)
- 14. Juli: Péter Esterházy, ungarischer Schriftsteller (* 1950)
- 17. Juli: Dieter Biallas, deutscher Mathematiker und Hamburger Senator (* 1936)
- 17. Juli: Paul Johnson, amerikanischer Eishockeyspieler (* 1937)
- 18. Juli: Sigi Maron, österreichischer Liedermacher (* 1944)
- 19. Juli: Bommi Baumann, deutscher Autor und Ex-Terrorist (* 1947)
- 19. Juli: Garry Marshall, US-amerikanischer Filmregisseur (* 1934)
- 20. Juli: Peter Velhorn, deutscher Fußballspieler und -trainer (* 1932)
- 22. Juli: Ursula Franklin, deutsch-kanadische Physikerin (* 1921)
- 23. Juli: Thorbjörn Fälldin, schwedischer Politiker und Ministerpräsident (* 1926)
- 25. Juli: Halil İnalcık, türkischer Historiker (* 1916)
- 25. Juli: Tim LaHaye, US-amerikanischer Prediger und Autor (* 1926)
- 27. Juli: Piet de Jong, niederländischer Politiker (* 1915)
- 27. Juli: Gertraude Nath-Krüger, deutsche Malerin und Grafikerin (* 1933)
- 27. Juli: Einojuhani Rautavaara, finnischer Komponist (* 1928)
- 28. Juli: Jacqueline Crevoisier, Schweizer Schriftstellerin und Übersetzerin (* 1942)
- 28. Juli: Jane Reichhold, US-amerikanische Objektkünstlerin und Haiku-Poetin (* 1937)
- 29. Juli: Peter Sadlo, deutscher Perkussionist (* 1962)
- 30. Juli: Gloria DeHaven, US-amerikanische Schauspielerin (* 1925)
- 30. Juli: Angelika Schrobsdorff, deutsche Schriftstellerin (* 1927)
- 31. Juli: Felix Mathias Auer, schweizerischer Ökonom, Journalist und Politiker (* 1925)
- 31. Juli: Chiyonofuji Mitsugu, japanischer Sumōringer (* 1955)
- 31. Juli: Fasil Iskander, abchasischer Schriftsteller (* 1929)
- 31. Juli: Seymour Papert, US-amerikanischer Mathematiker und Lerntheoretiker (* 1928)

### August
- 02. August: David Huddleston, US-amerikanischer Schauspieler (* 1930)
- 02. August: Franciszek Kardinal Macharski, polnischer Geistlicher, Erzbischof von Krakau (* 1927)
- 02. August: Kurt Weiler, deutscher Trickfilmregisseur (* 1921)
- 02. August: Ahmed Zewail, ägyptischer Chemiker und Nobelpreisträger (* 1946)
- 06. August: Jan Wilsgaard, norwegischer Fahrzeugdesigner (* 1930)
- 09. August: Karl Bögelein, deutscher Fußballspieler und -trainer (* 1927)
- 09. August: Ernst Neiswestny, russischer Bildhauer (* 1925)
- 09. August: Gerhard Tötschinger, österreichischer Schauspieler, Intendant, Autor und Moderator (* 1946)
- 13. August: Kenny Baker, britischer Schauspieler (* 1934)
- 13. August: Gita Hall, schwedisch-US-amerikanisches Model und Schauspielerin (* 1933)
- 14. August: Hermann Kant, deutscher Schriftsteller und Kulturfunktionär (* 1926)
- 16. August: João Havelange, brasilianischer Fußballfunktionär (* 1916)
- 17. August: Arthur Hiller, kanadischer Filmregisseur (* 1923)
- 18. August: Ernst Nolte, deutscher Historiker und Philosoph (* 1923)
- 18. August: Oliver Rath, deutscher Fotograf (* 1978)
- 20. August: Lothar Kusche, deutscher Schriftsteller und Satiriker (* 1929)
- 20. August: Kurt Tittel, deutscher Sportmediziner (* 1920)
- 22. August: Sellapan Ramanathan, singapurischer Politiker und Staatspräsident (* 1924)
- 22. August: Toots Thielemans, belgischer Jazzmusiker (* 1922)
- 23. August: Steven Hill, US-amerikanischer Schauspieler (* 1922)
- 23. August: Reinhard Selten, deutscher Ökonom und Nobelpreisträger (* 1930)
- 24. August: Michel Butor, französischer Schriftsteller (* 1926)
- 24. August: Walter Scheel, deutscher Politiker und Bundespräsident (* 1919)
- 24. August: Roger Tsien, US-amerikanischer Biochemiker und Nobelpreisträger (* 1952)
- 24. August: Henning Voscherau, deutscher Politiker (* 1941)
- 25. August: James Cronin, US-amerikanischer Physiker und Nobelpreisträger (* 1931)
- 25. August: Sonia Rykiel, französische Modeschöpferin (* 1930)
- 25. August: Rudy Van Gelder, US-amerikanischer Tonmeister im Jazz-Bereich (* 1924)
- 29. August: Bronisław Baczko, polnisch-schweizerischer Philosoph (* 1924)
- 29. August: Mónica Lista, deutsche Malerin und Objektkünstlerin (* 1945)
- 29. August: Gene Wilder, US-amerikanischer Schauspieler und Komiker (* 1933)
- 30. August: Věra Čáslavská, tschechoslowakische Kunstturnerin (* 1942)
- 30. August: Marc Riboud, französischer Fotograf (* 1923)

### September
- 01. September: Jon Polito, US-amerikanischer Schauspieler (* 1950)
- 02. September: Islom Karimov, usbekischer Politiker und Staatspräsident (* 1938)
- 03. September: Jean-Christophe Yoccoz, französischer Mathematiker (* 1957)
- 03. September: Nené, brasilianischer Fußballspieler und -trainer (* 1942)
- 04. September: Klaus Traube, deutscher Umweltforscher (* 1928)
- 05. September: Hugh O’Brian, US-amerikanischer Schauspieler (* 1925)
- 05. September: Phyllis Schlafly, US-amerikanische politische Aktivistin (* 1924)
- 06. September: Lilian Uchtenhagen, Schweizer Politikerin (* 1928)
- 09. September: Erich Storz, deutscher Sänger und Musikproduzent (* 1927)
- 09. September: Jörg Zink, deutscher Theologe (* 1922)
- 10. September: Jutta Limbach, deutsche Juristin und Politikerin (* 1934)
- 10. September: Horst Linde, deutscher Architekt und Stadtplaner (* 1912)
- 14. September: Hilmar Thate, deutscher Schauspieler (* 1931)
- 15. September: Deborah Jin, US-amerikanische Physikerin (* 1968)
- 15. September: Rolf Losansky, deutscher Regisseur (* 1931)
- 16. September: Tarık Akan, türkischer Schauspieler (* 1949)
- 16. September: Edward Albee, US-amerikanischer Schriftsteller und Dramatiker (* 1928)
- 16. September: Carlo Azeglio Ciampi, italienischer Politiker und Staatspräsident (* 1920)
- 16. September: António Mascarenhas Monteiro, kap-verdischer Präsident (* 1944)
- 17. September: Günter-Peter Ploog, deutscher Sportjournalist und TV-Produzent (* 1948)
- 19. September: Karl Dietrich Bracher, deutscher Politologe und Historiker (* 1922)
- 20. September: Jean Chabbert OFM, französischer Ordensgeistlicher und römisch-katholischer Bischof von Perpignan-Elne (* 1920)
- 20. September: Curtis Hanson, US-amerikanischer Filmregisseur (* 1945)
- 21. September: Donald Arthur, US-amerikanischer Synchronsprecher (* 1937)
- 21. September: Klaus Harpprecht, deutscher Journalist und Buchautor (* 1927)
- 23. September: Alain Bertaut, französischer Autorennfahrer und Motorsportfunktionär (* 1928)
- 23. September: Max Mannheimer, deutscher Holocaustüberlebender (* 1920)
- 25. September: Hans Korte, deutscher Schauspieler und Synchronsprecher (* 1929)
- 25. September: Arnold Palmer, US-amerikanischer Profigolfer (* 1929)
- 27. September: Scooter Patrick, US-amerikanischer Automobilrennfahrer (* 1932)
- 28. September: Schimon Peres, israelischer Politiker, Staatspräsident und Friedensnobelpreisträger (* 1923)
- 30. September: Paul Frantz, französischer Fußballtrainer, -spieler und -funktionär und Pädagoge (* 1927)

### Oktober
- 02. Oktober: Neville Marriner, britischer Dirigent (* 1924)
- 05. Oktober: Michal Kováč, slowakischer Politiker (* 1930)
- 07. Oktober: Barbara Kisseler, deutsche Politikerin (* 1949)
- 10. Oktober: Tamme Hanken, deutscher Heilkundler und Pferdeflüsterer (* 1960)
- 11. Oktober: Günter Delling, deutscher Pathologe (* 1941)
- 12. Oktober: Dschaber al-Bakr, syrischer Terrorverdächtiger (* 1994)
- 12. Oktober: Gudrun Piper, deutsche Malerin (* 1917)
- 13. Oktober: Dario Fo, italienischer Theaterregisseur, Schauspieler und Nobelpreisträger (* 1926)
- 13. Oktober: Bhumibol Adulyadej, von 1946 bis 2016 König von Thailand (* 1927)
- 14. Oktober: Pierre Étaix, französischer Clown, Schauspieler, Zeichner, Filmregisseur und Autor (* 1928)
- 16. Oktober: Jerzy Tuszewski, polnischer Journalist, Dokumentarfilmer, Dramatiker, Radio- und Theaterregisseur und Produzent von Dokumentarfilmen (* 1931)
- 18. Oktober: Dieter Hömig, deutscher Verfassungsrichter (* 1938)
- 19. Oktober: Wolfgang Throll, deutscher Politiker (* 1930)
- 20. Oktober: Manfred Durban, Sänger von den Flippers (* 1942)
- 20. Oktober: Uwe Dreher, deutscher Fußballspieler (* 1960)
- 20. Oktober: Simone Schaller, US-amerikanische Leichtathletin (* 1912)
- 21. Oktober: Manfred Krug, deutscher Schauspieler, Sänger und Schriftsteller (* 1937)
- 21. Oktober: C. Peter Wagner, US-amerikanischer Theologe, evangelischer Missionar, Missiologe und Gemeindebauspezialist (* 1930)
- 23. Oktober: Ricardo Lindo Fuentes, salvadorianischer Lyriker, Erzähler, Dramatiker und Essayist (* 1947)
- 24. Oktober: Reinhard Häfner, deutscher Fußballspieler und -trainer (* 1952)
- 24. Oktober: Rudolf Schauss, österreichischer Fußballspieler (* 1957)
- 25. Oktober: Paul Vincent, deutscher Gitarrist (* 1950)
- 27. Oktober: Karl Heinz Oppel, deutscher Schauspieler und Synchronsprecher (* 1924)
- 27. Oktober: Nelson Pinedo, kolumbianischer Sänger (* 1928)
- 30. Oktober: Hermann Motschach, deutscher Schauspieler und Übersetzer (* 1926)
- 30. Oktober: Gustava Schefer-Viëtor, deutsche Pädagogin, Erziehungswissenschaftlerin, Geschlechterforscherin und Feministin (* 1932)

### November
- 02. November: Oleg Popow, russischer Clown und Pantomime (* 1930)
- 06. November: Zoltán Kocsis, ungarischer Pianist, Dirigent und Komponist (* 1952)
- 07. November: Leonard Cohen, kanadischer Sänger, Dichter und Schriftsteller (* 1934)
- 07. November: Janet Reno, US-amerikanische Politikerin (* 1938)
- 11. November: Ilse Aichinger, österreichische Schriftstellerin (* 1921)
- 13. November: Enzo Maiorca, italienischer Apnoetaucher (* 1931)
- 15. November: Ada Pace, italienische Automobilrennfahrerin (* 1924)
- 15. November: Sixto Durán Ballén, ecuadorianischer Politiker (* 1921)
- 16. November: Hans-Joachim Wolfram, deutscher Journalist und Fernsehmoderator (* 1934)
- 20. November: William Trevor, irischer Schriftsteller (* 1928)
- 21. November: Karimat El-Sayed, ägyptische Physikerin (* 1933)
- 21. November: Matthias Mauritz, deutscher Fußballspieler (* 1924)
- 25. November: Fidel Castro, kubanischer Revolutionär und Staatspräsident (* 1926)
- 26. November: Peter Hintze, deutscher Politiker (* 1950)
- 27. November: Werner Krolikowski, deutscher Politiker (* 1928)

### Dezember
- 02. Dezember: Gisela May, deutsche Schauspielerin und Sängerin (* 1924)
- 05. Dezember: Dave Edwards, US-amerikanischer American-Football-Spieler (* 1939)
- 05. Dezember: J. Jayalalithaa, indische Schauspielerin und Politikerin (* 1948)
- 05. Dezember: Rashaan Salaam, US-amerikanischer American-Football-Spieler (* 1974)
- 07. Dezember: Hildegard Hamm-Brücher, deutsche Politikerin (* 1921)
- 07. Dezember: Greg Lake, britischer Musiker (* 1947)
- 08. Dezember: John Glenn, US-amerikanischer Astronaut (* 1921)
- 08. Dezember: Thomas Clark Oden, US-amerikanischer methodistischer Theologe (* 1931)
- 10. Dezember: Ernst Zaugg, Schweizer Leichtathlet (* 1934)
- 11. Dezember: Sadiq al-Azm, syrischer Philosoph (* 1934)
- 12. Dezember: Javier Echevarría, spanischer Bischof (* 1932)
- 13. Dezember: Sabine Hoffmann, deutsche Malerin und Bildhauerin (* 1926)
- 13. Dezember: Betsy Pecanins, mexikanische Sängerin (* 1954)
- 13. Dezember: Thomas Schelling, US-amerikanischer Ökonom und Nobelpreisträger (* 1921)
- 18. Dezember: Zsa Zsa Gabor, ungarisch-US-amerikanische Schauspielerin (* 1917)
- 20. Dezember: Michèle Morgan, französische Schauspielerin (* 1920)
- 22. Dezember: Andres Contreras, mexikanischer Autorennfahrer (* 1943)
- 24. Dezember: Richard Adams, britischer Schriftsteller (* 1920)
- 24. Dezember: Rick Parfitt, britischer Musiker (* 1948)
- 25. Dezember: Ağaxan Abdullayev, aserbaidschanischer Mughamsänger und Musikpädagoge (* 1950)
- 25. Dezember: George Michael, britischer Sänger und Musiker (* 1963)
- 25. Dezember: Vera Rubin, US-amerikanische Astronomin (* 1928)
- 27. Dezember: Karl Oskar Blase, deutscher Grafiker und Briefmarkengestalter (* 1925)
- 27. Dezember: Carrie Fisher, US-amerikanische Schauspielerin und Autorin (* 1956)
- 27. Dezember: Claude Gensac, französische Schauspielerin (* 1927)
- 27. Dezember: Betty-Jean Hagen, kanadische Geigerin und Musikpädagogin (* 1930)
- 27. Dezember: Hans Tietmeyer, deutscher Volkswirt und Bundesbankpräsident (* 1931)
- 28. Dezember: Michel Déon, französischer Schriftsteller (* 1919)
- 28. Dezember: Knut Kiesewetter, deutscher Jazzsänger und Liedermacher (* 1941)
- 28. Dezember: Debbie Reynolds, US-amerikanische Schauspielerin und Sängerin (* 1932)
- 28. Dezember: Jean-Christophe Victor, französischer Politikwissenschaftler und Fernsehmoderator (* 1947)
- 29. Dezember: Ferdy Kübler, Schweizer Radrennfahrer (* 1919)
- 29. Dezember: William Salice, italienischer Produktentwickler und -manager (* 1933)
- 29. Dezember: Peter Tamm, deutscher Verlagsmanager (* 1928)
- 30. Dezember: Josef Krainer junior, österreichischer Politiker (* 1930)
- 31. Dezember: Martin Naylor, englischer Bildhauer (* 1944)
- 31. Dezember: Dietz-Werner Steck, deutscher Schauspieler (* 1936)

### Galerie der Verstorbenen

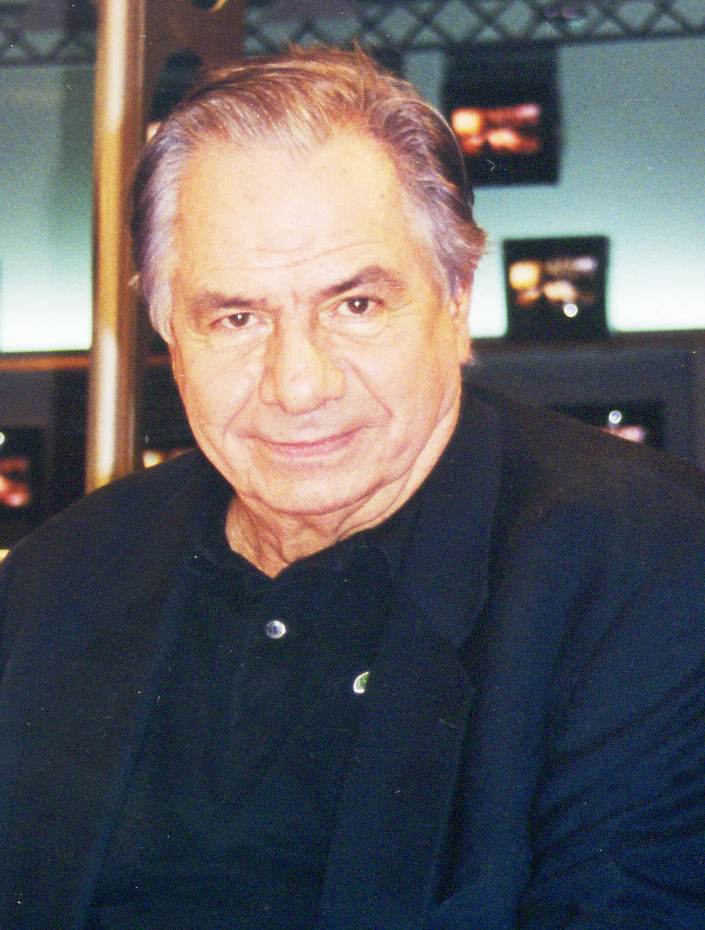
4. Januar: Michel Galabru (1999)
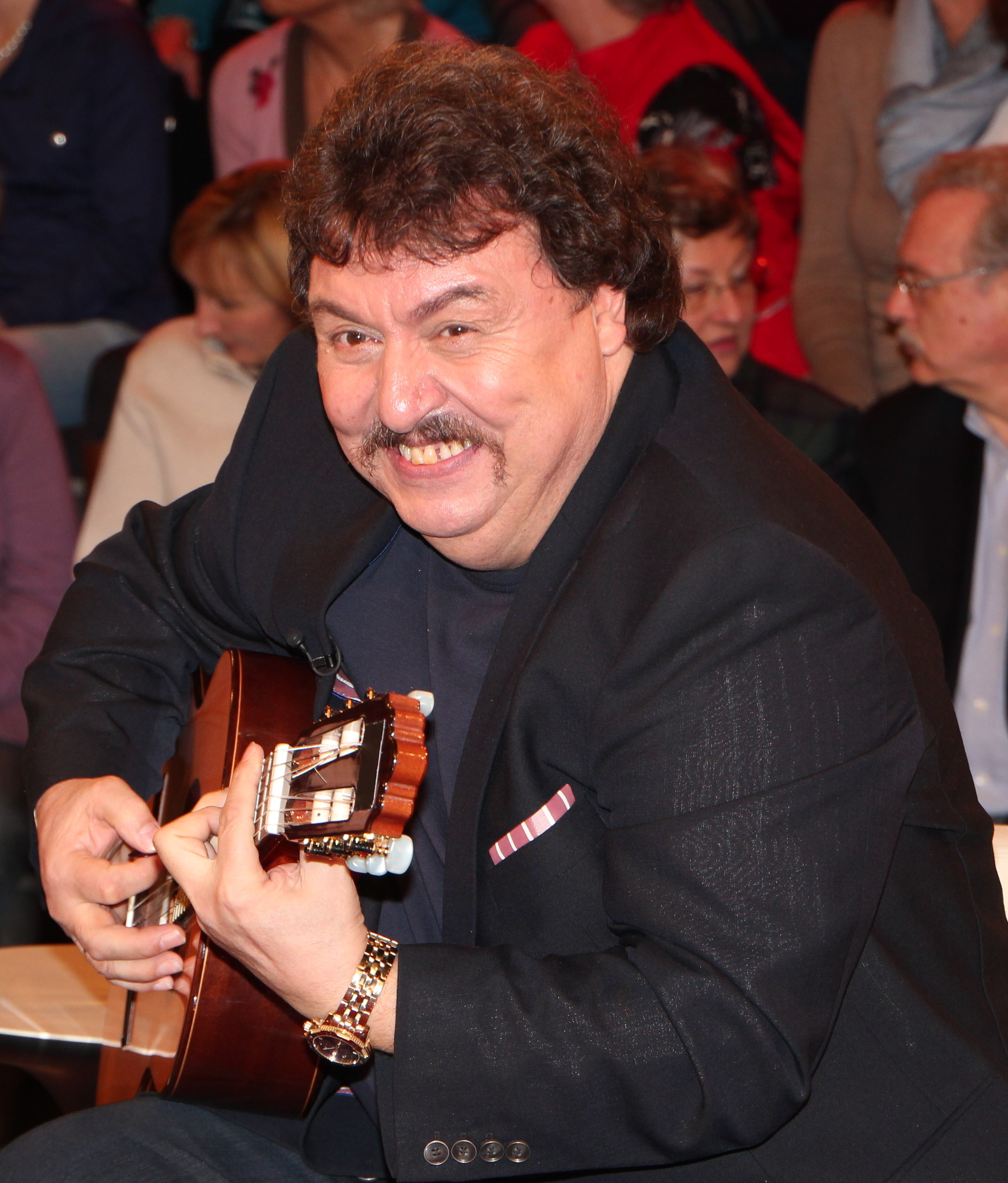
4. Januar: Achim Mentzel (2011)
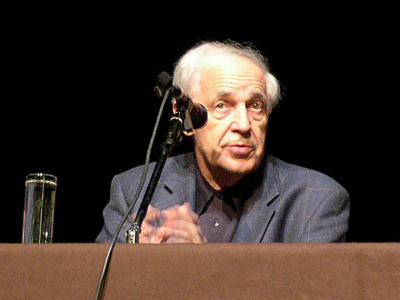
5. Januar: Pierre Boulez (2004)
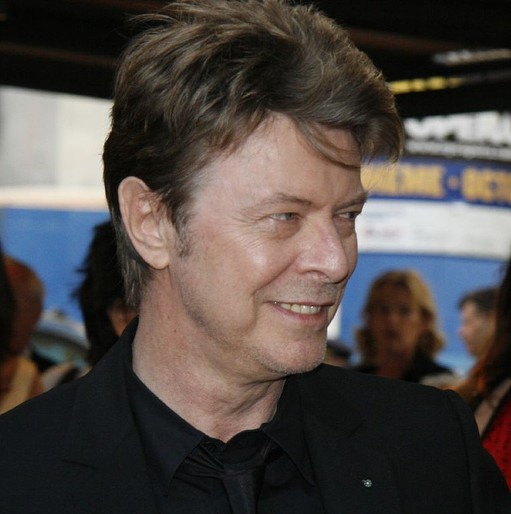
10. Januar: David Bowie (2006)
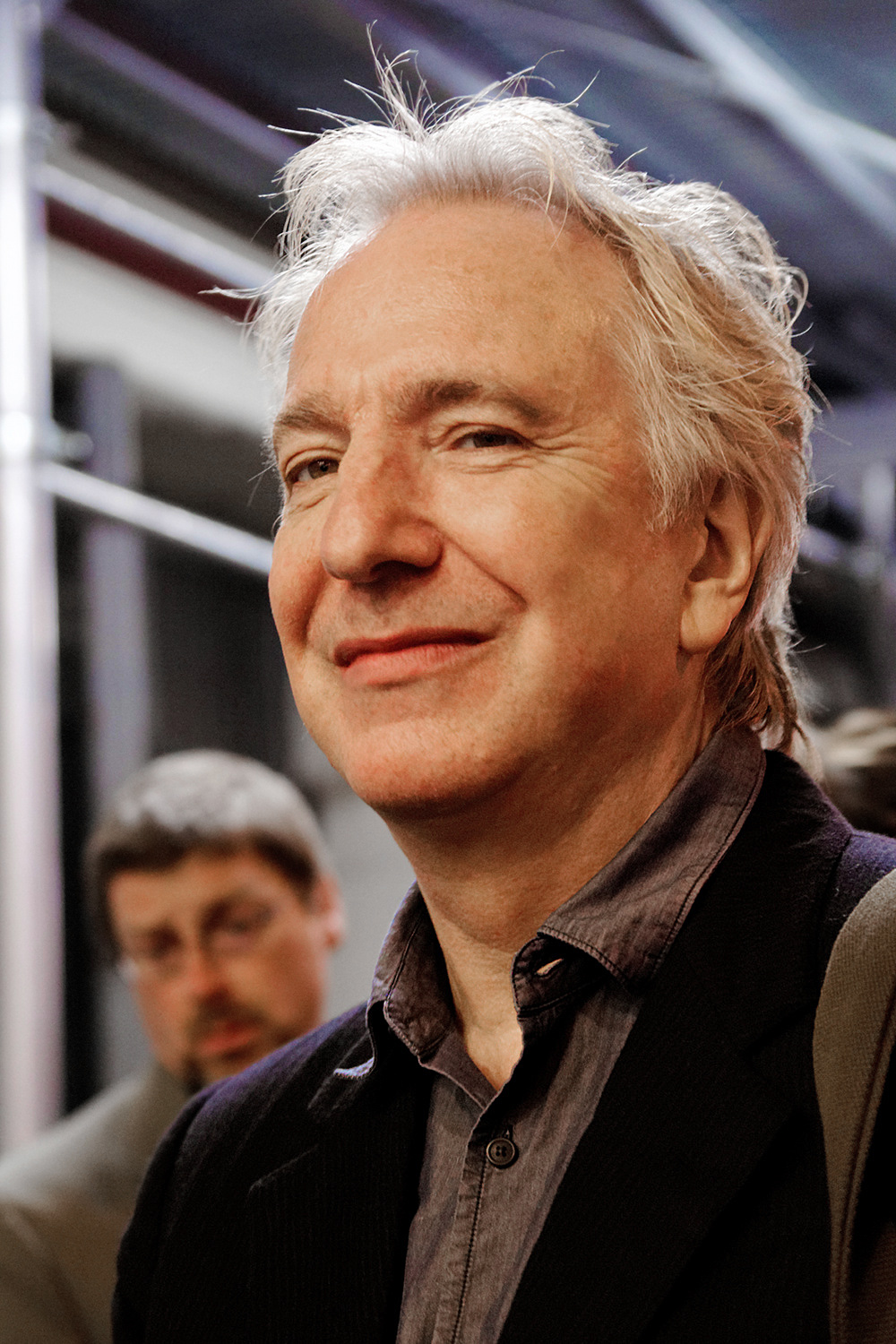
14. Januar: Alan Rickman (2011)
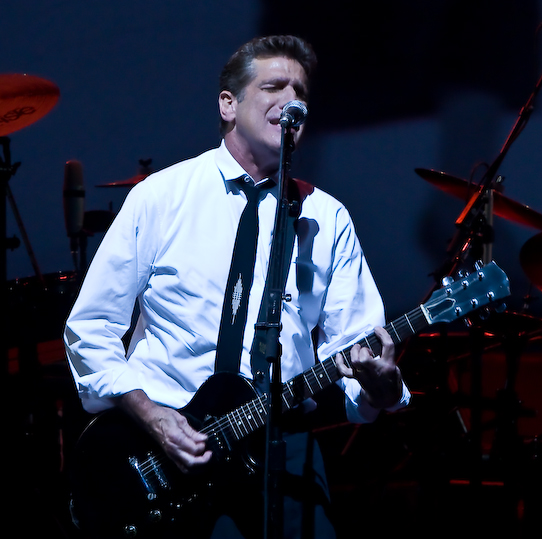
18. Januar: Glenn Frey (2008)
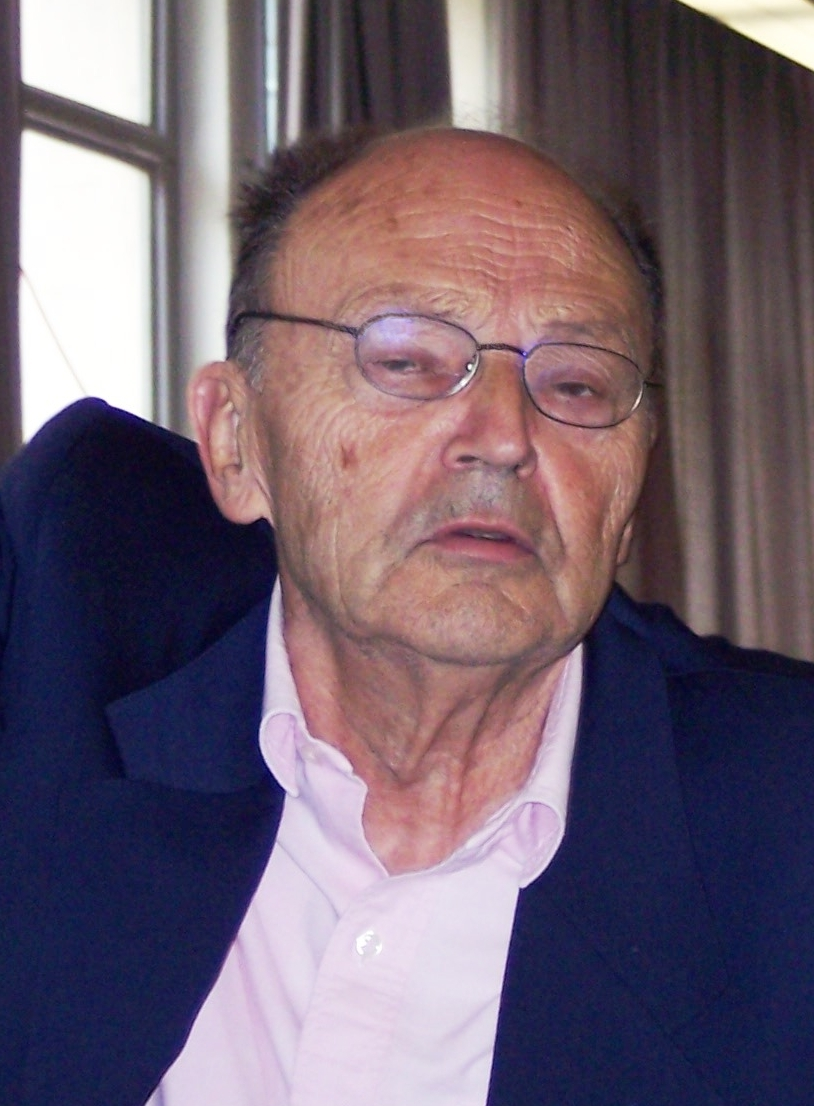
18. Januar: Michel Tournier (2005)
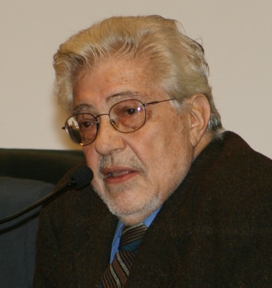
19. Januar: Ettore Scola (2007)
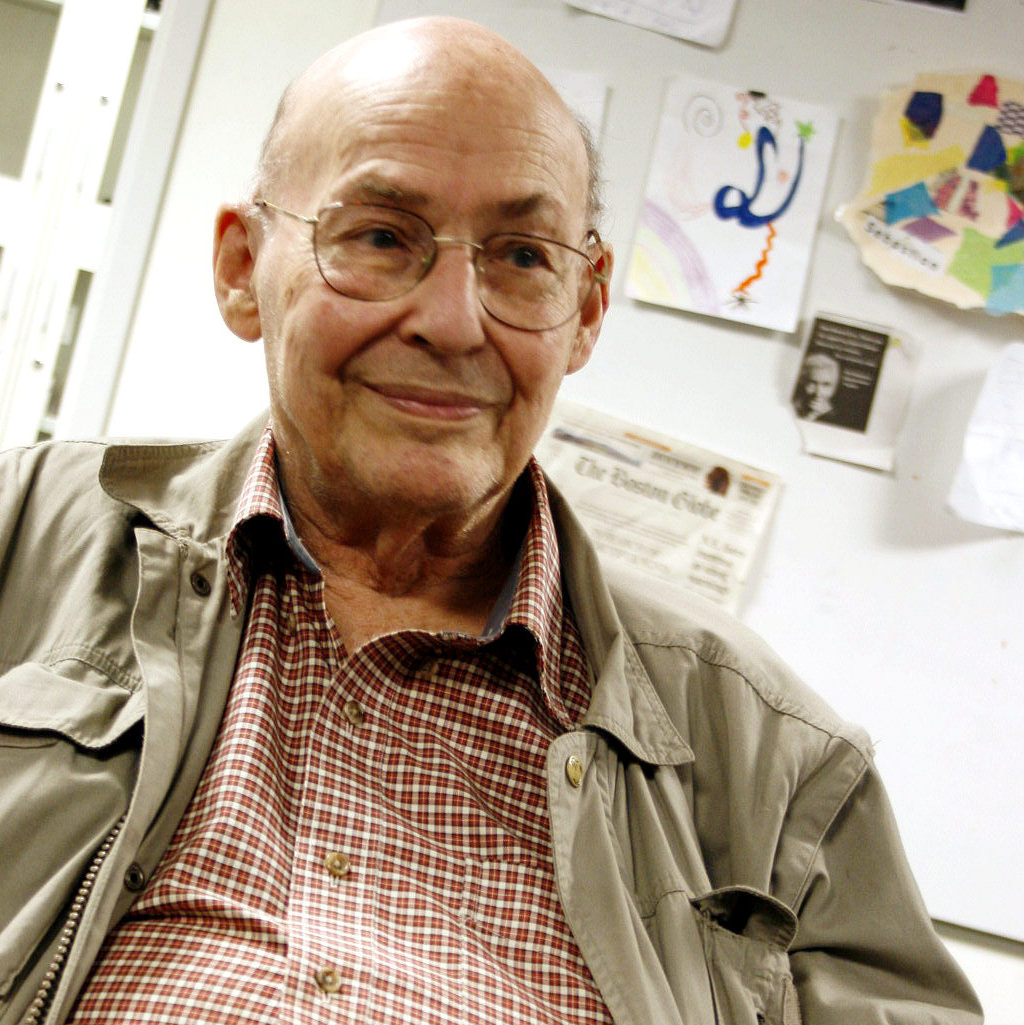
24. Januar: Marvin Minsky (2008)
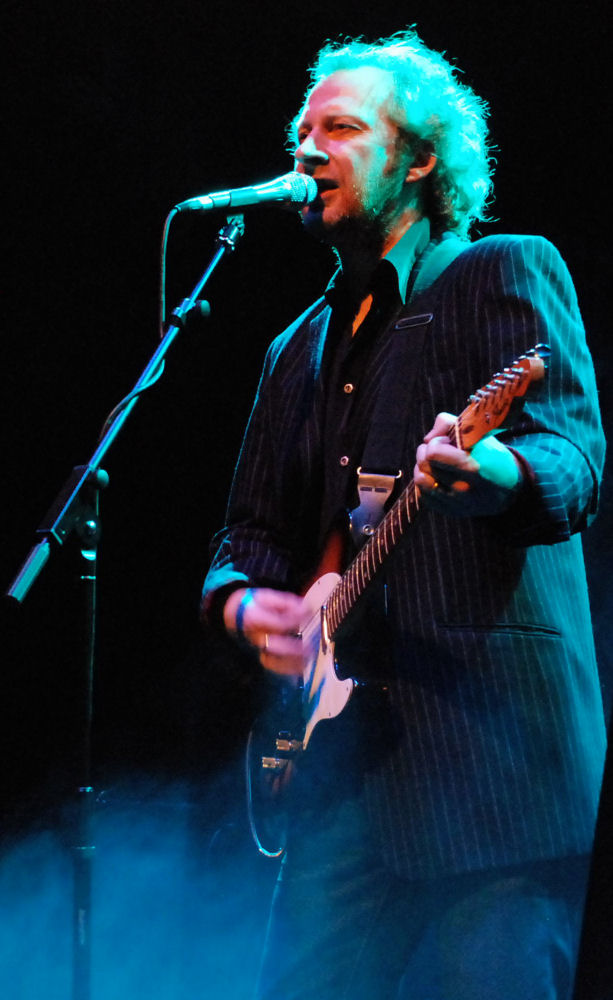
26. Januar: Black (2007)
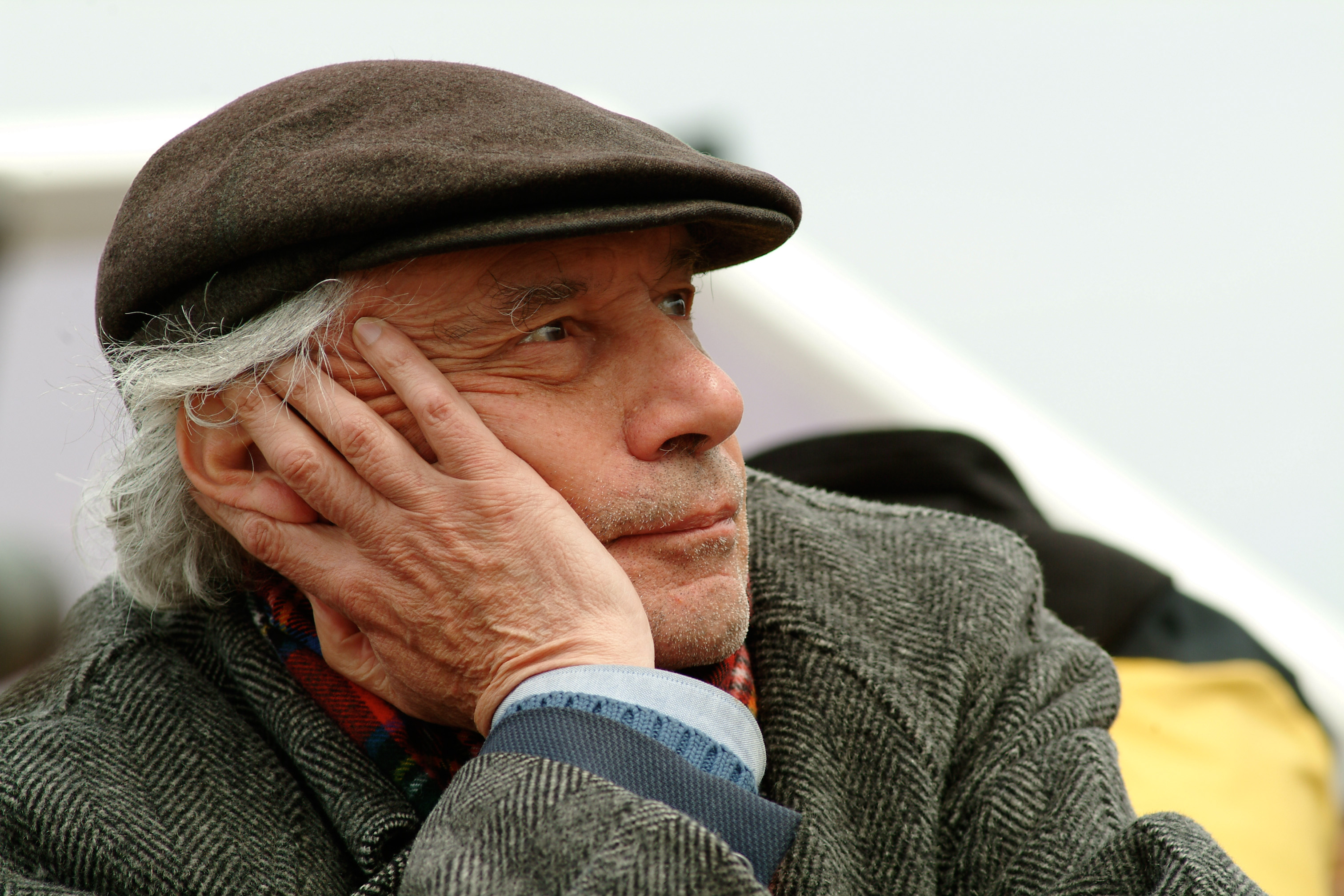
29. Januar: Jacques Rivette (2006)
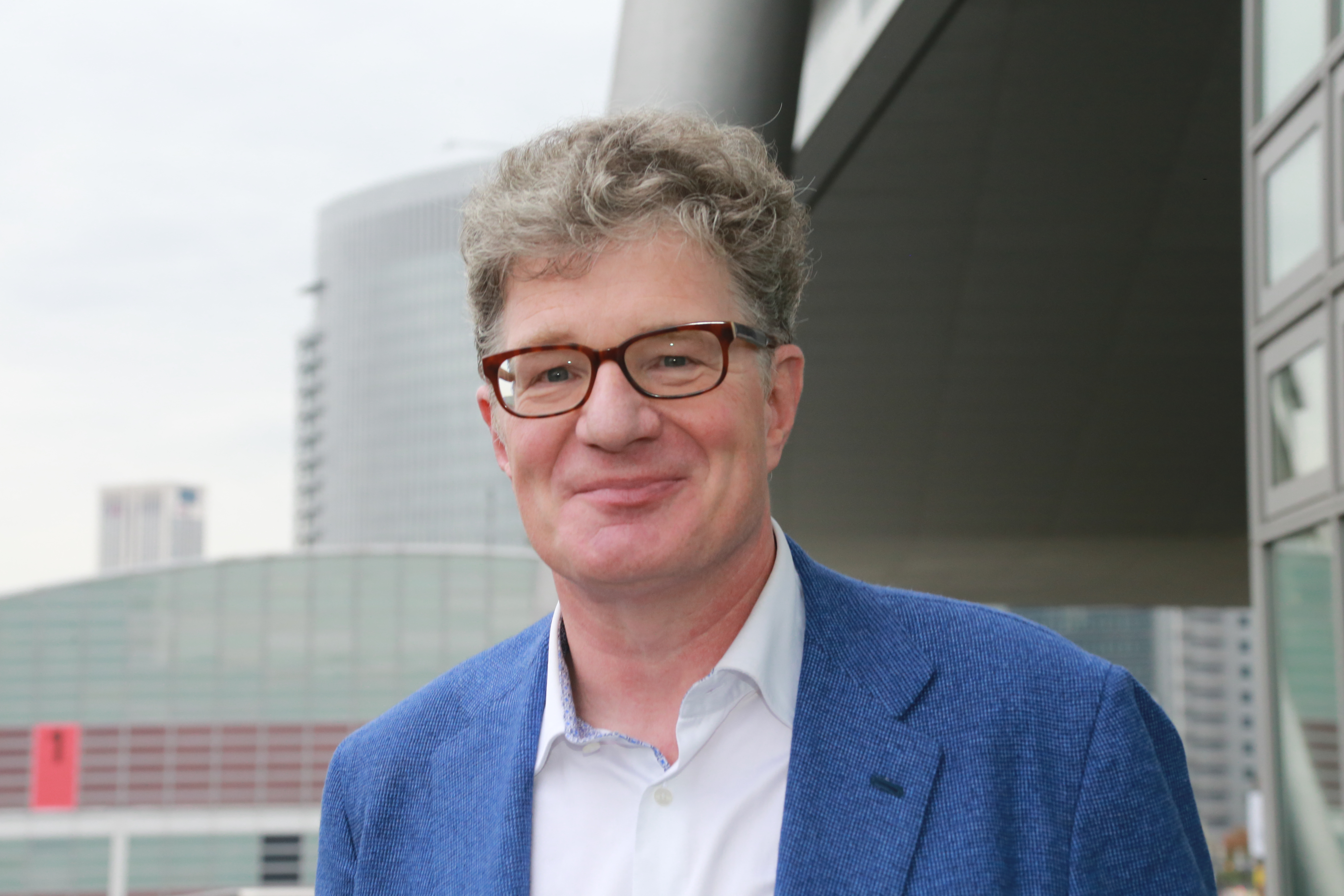
7. Februar: Roger Willemsen (2014)
16. Februar: Boutros Boutros-Ghali (2002)
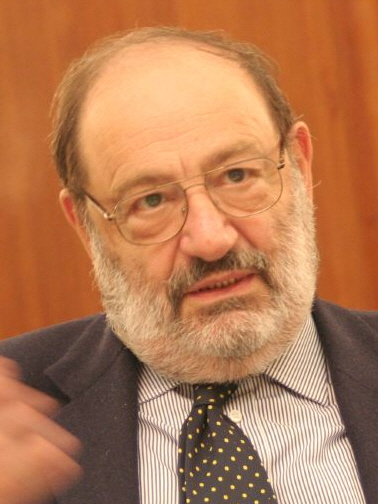
19. Februar: Umberto Eco (2010)
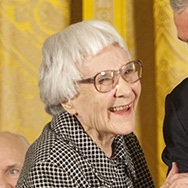
19. Februar: Harper Lee (2007)
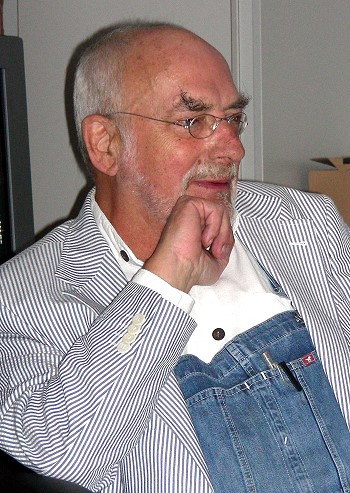
23. Februar: Peter Lustig (2005)
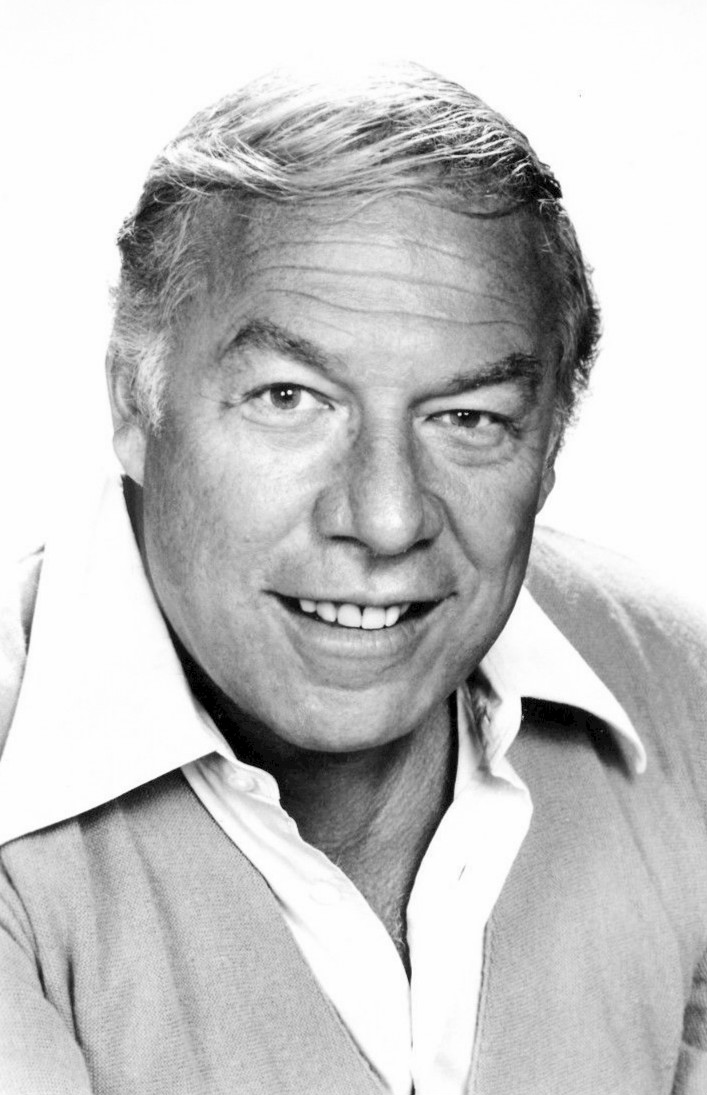
28. Februar: George Kennedy (1975)
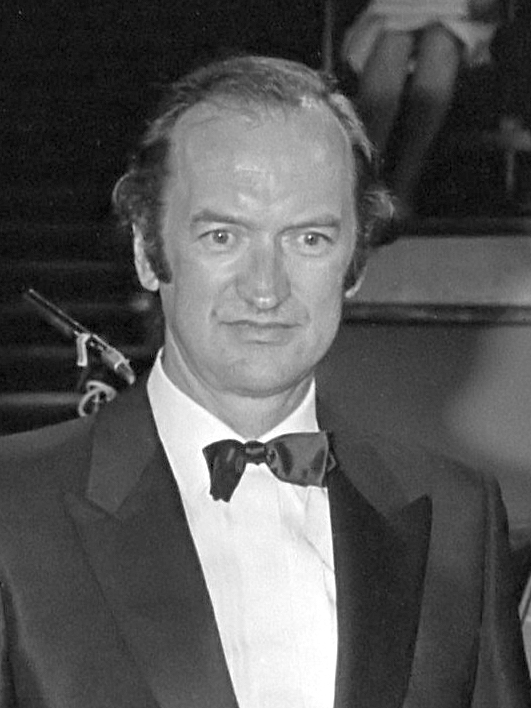
5. März: Nikolaus Harnoncourt (1980)
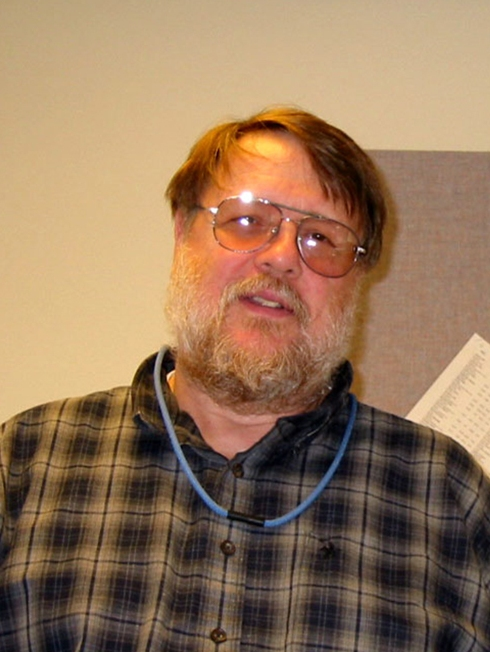
5. März: Ray Tomlinson (2004)
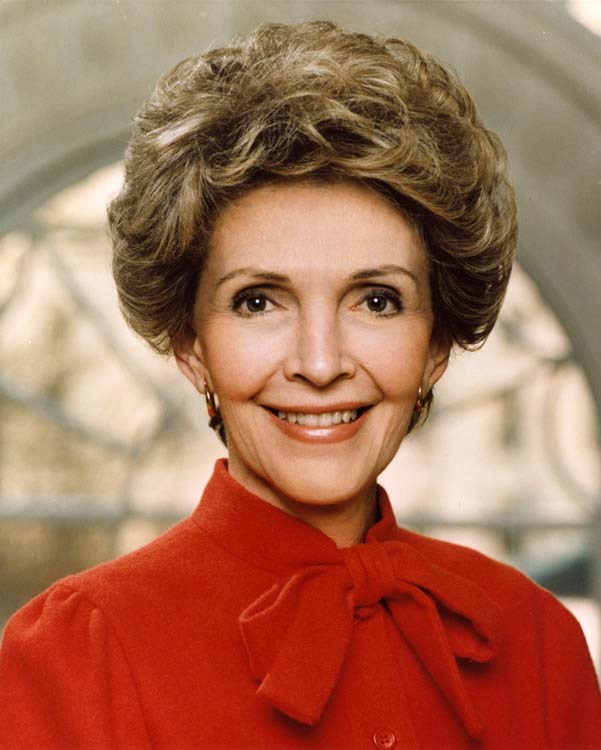
6. März: Nancy Reagan (1983)
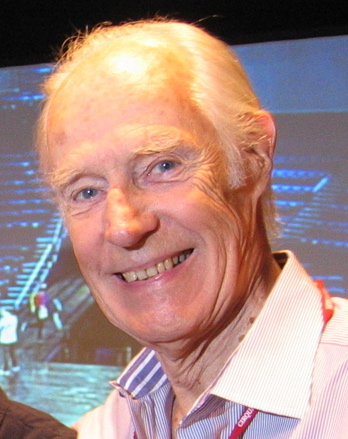
8. März: George Martin (2006)
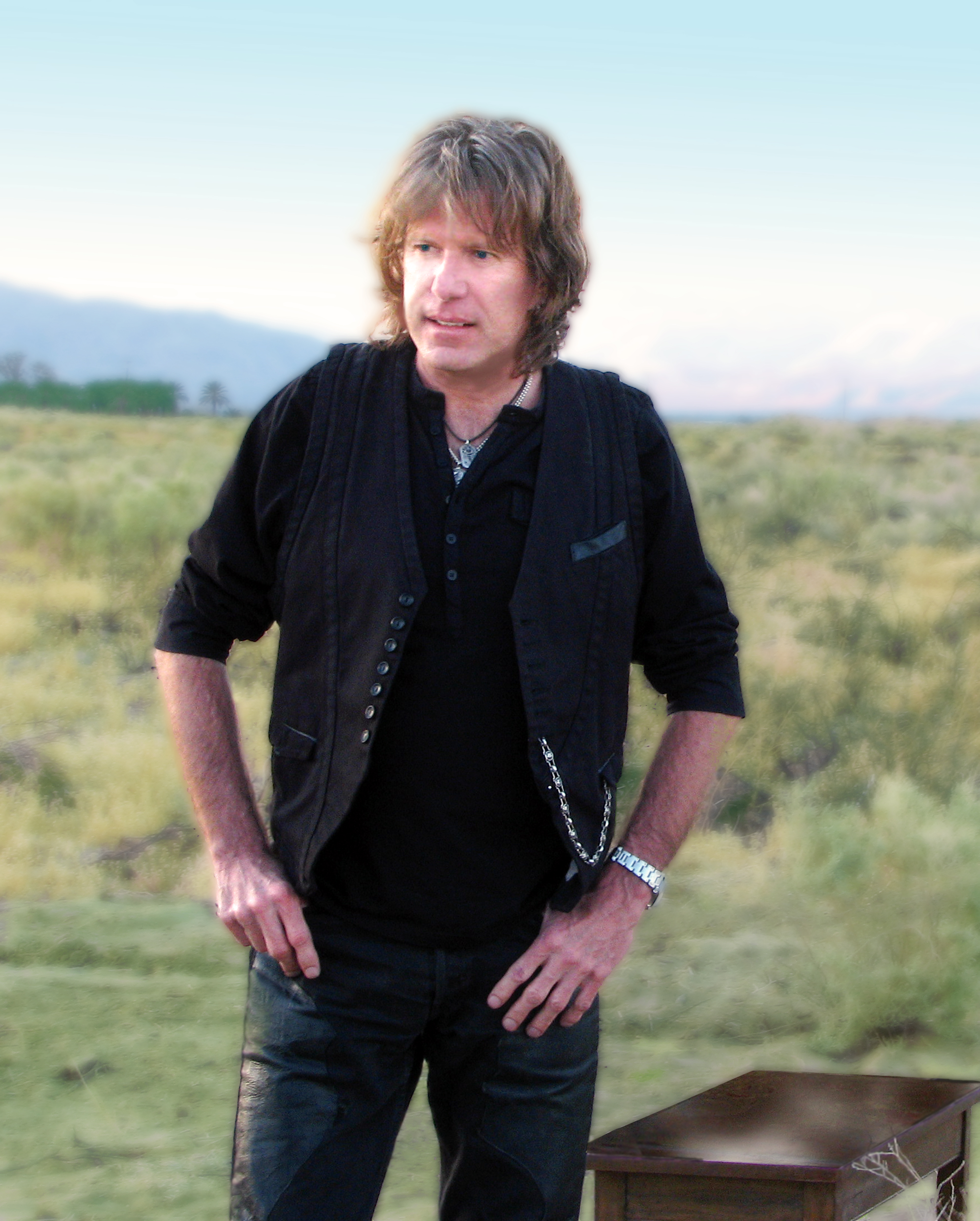
10. März: Keith Emerson (2008)
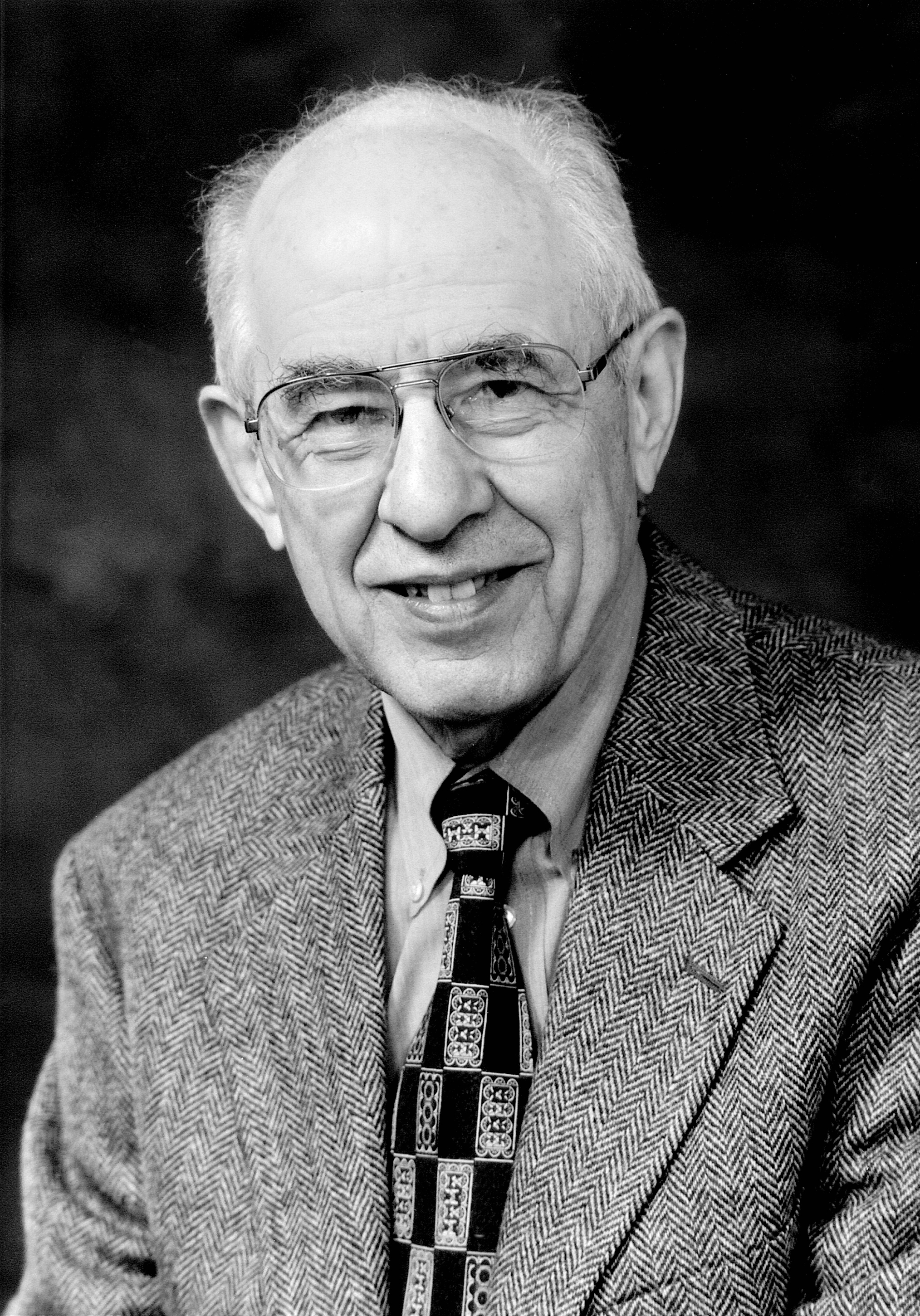
13. März: Hilary Putnam
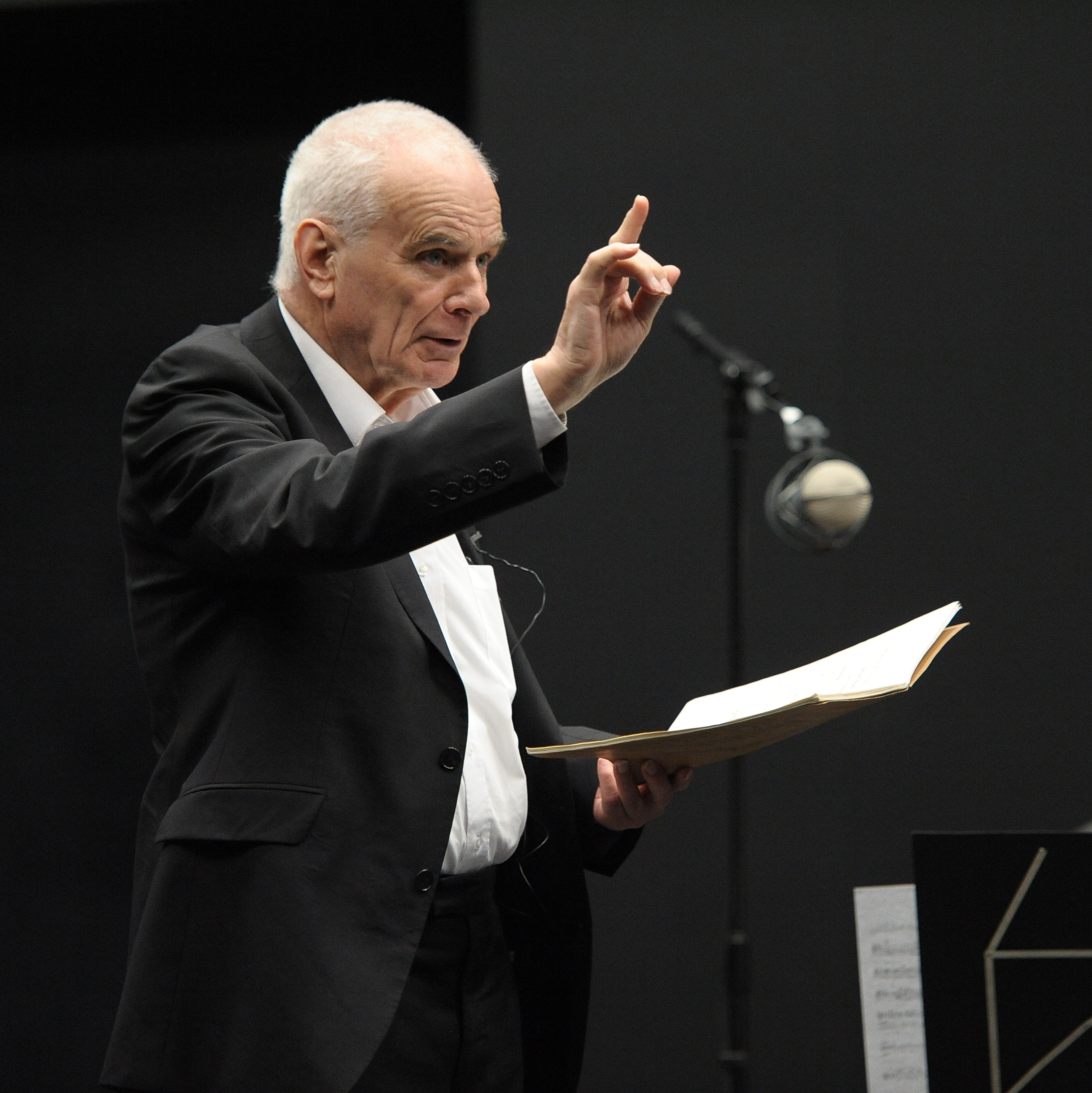
14. März: Peter Maxwell Davies (2012)
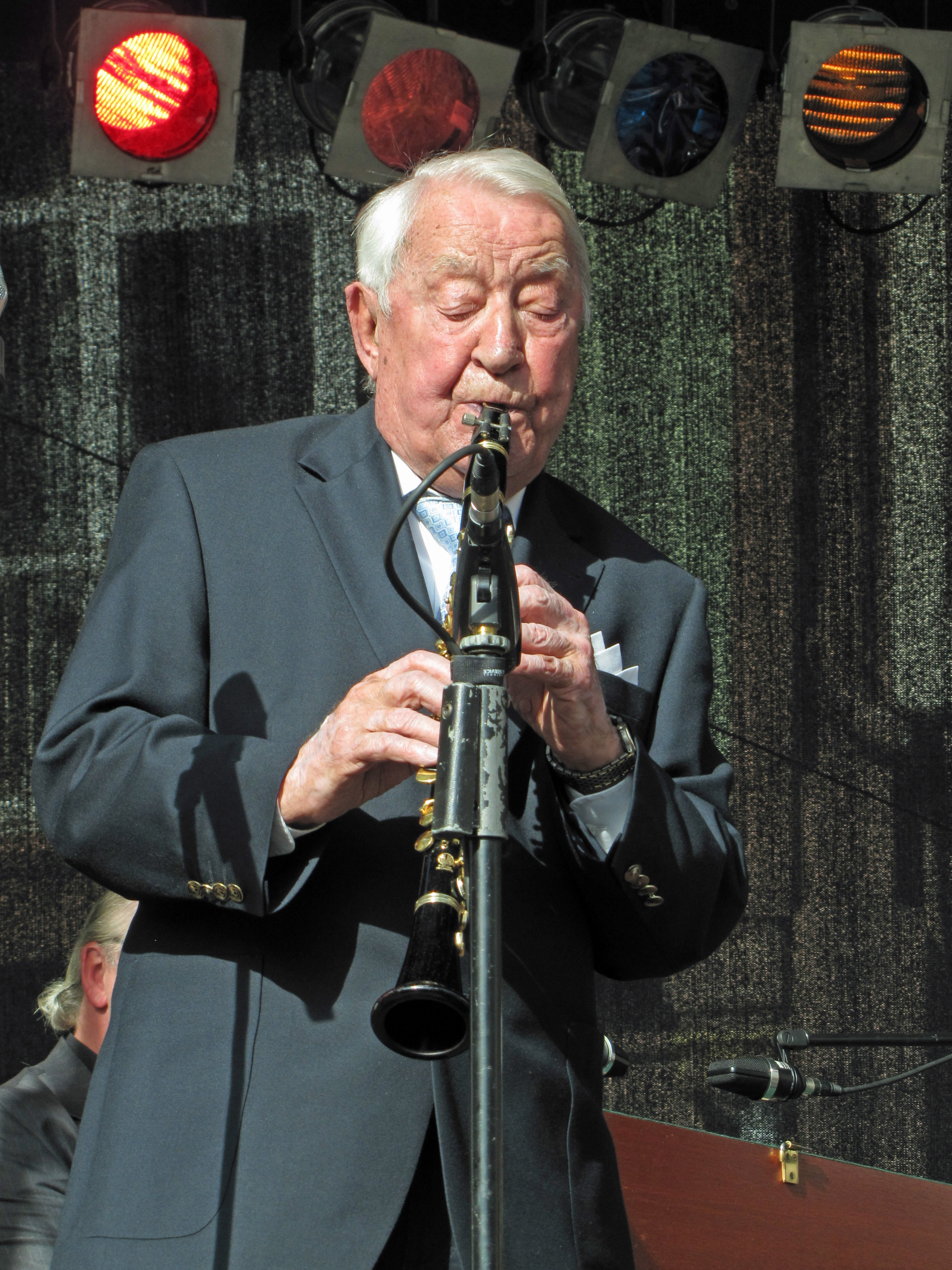
17. März: Hugo Strasser (2013)
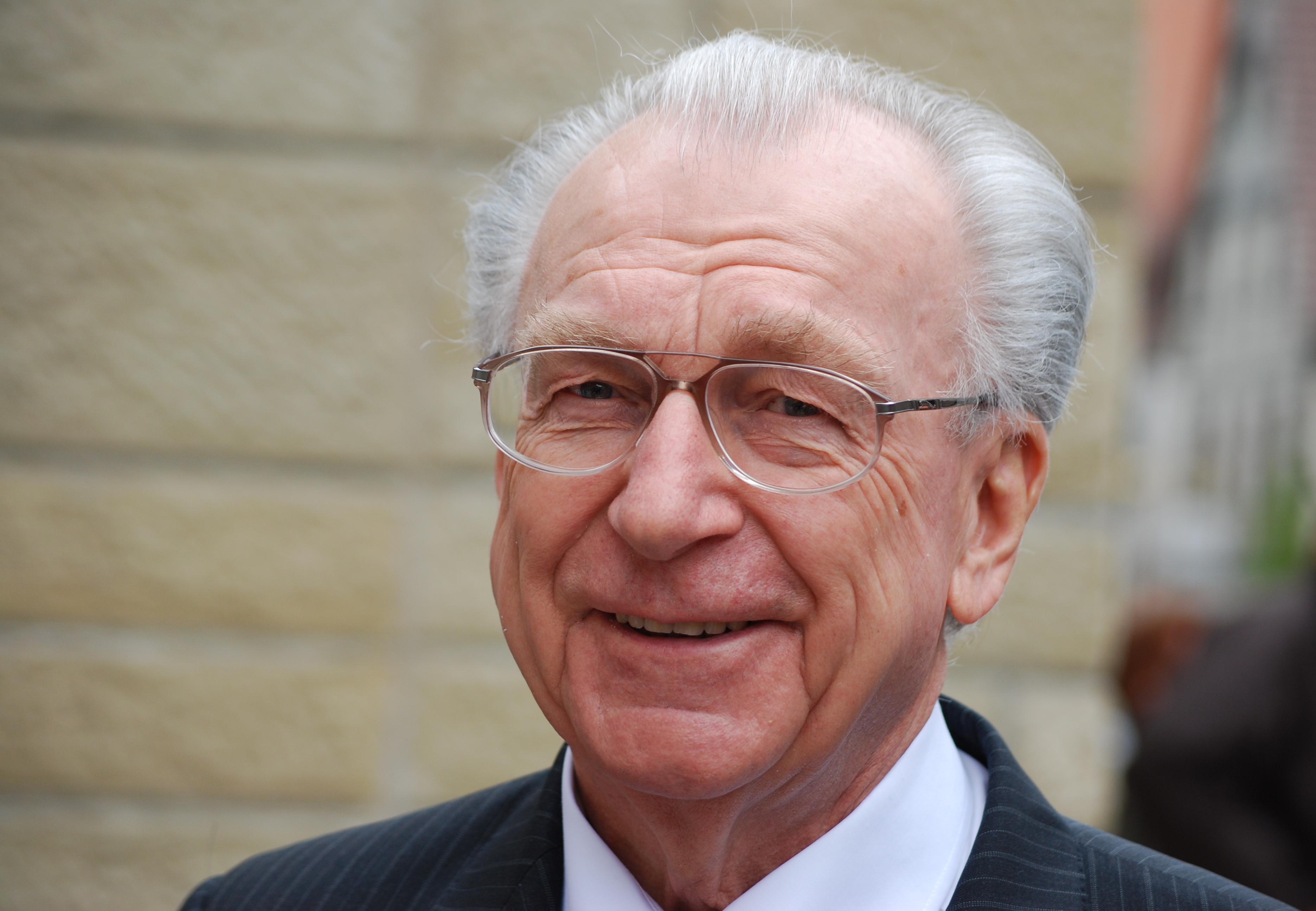
18. März: Lothar Späth (2011)
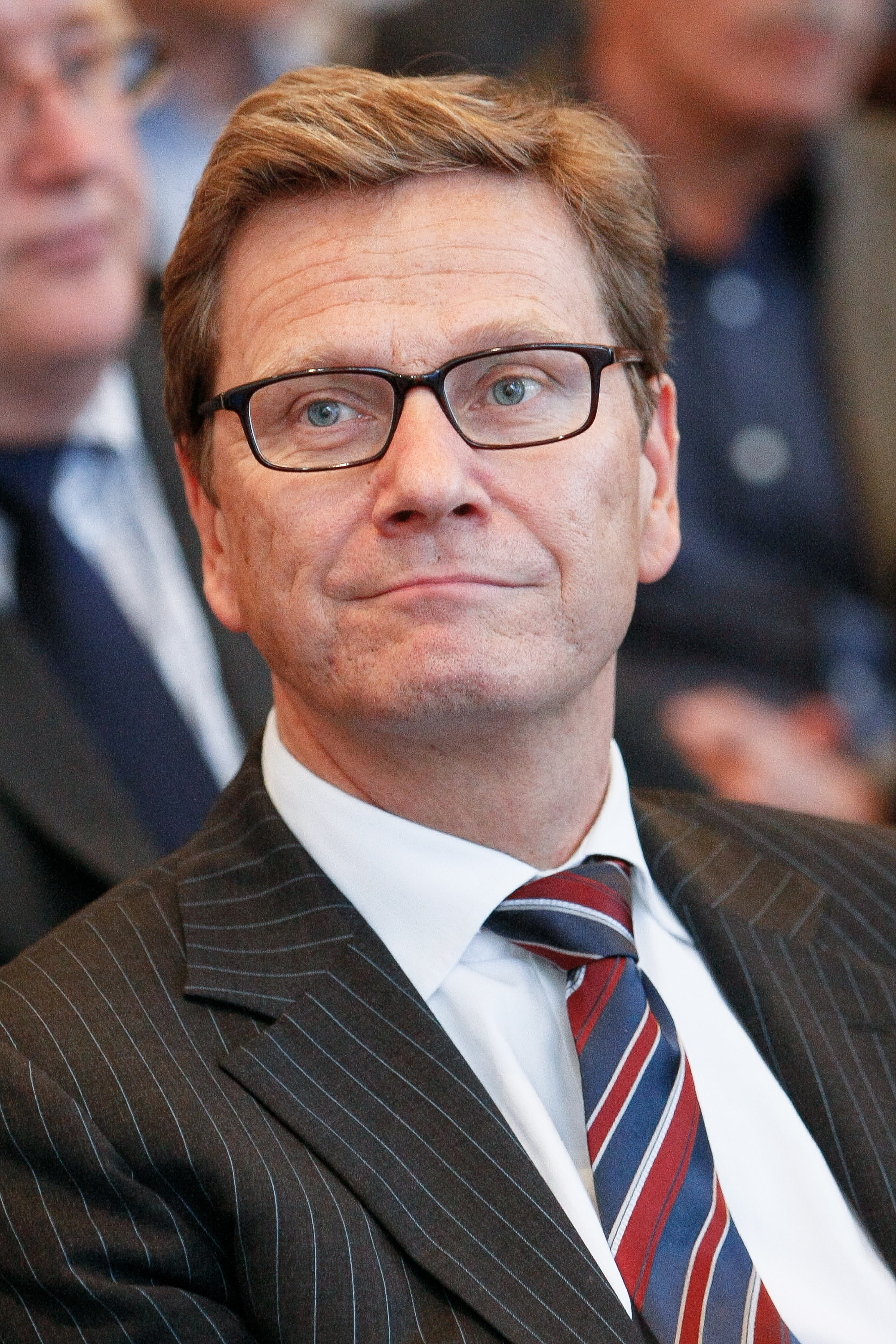
18. März: Guido Westerwelle (2012)
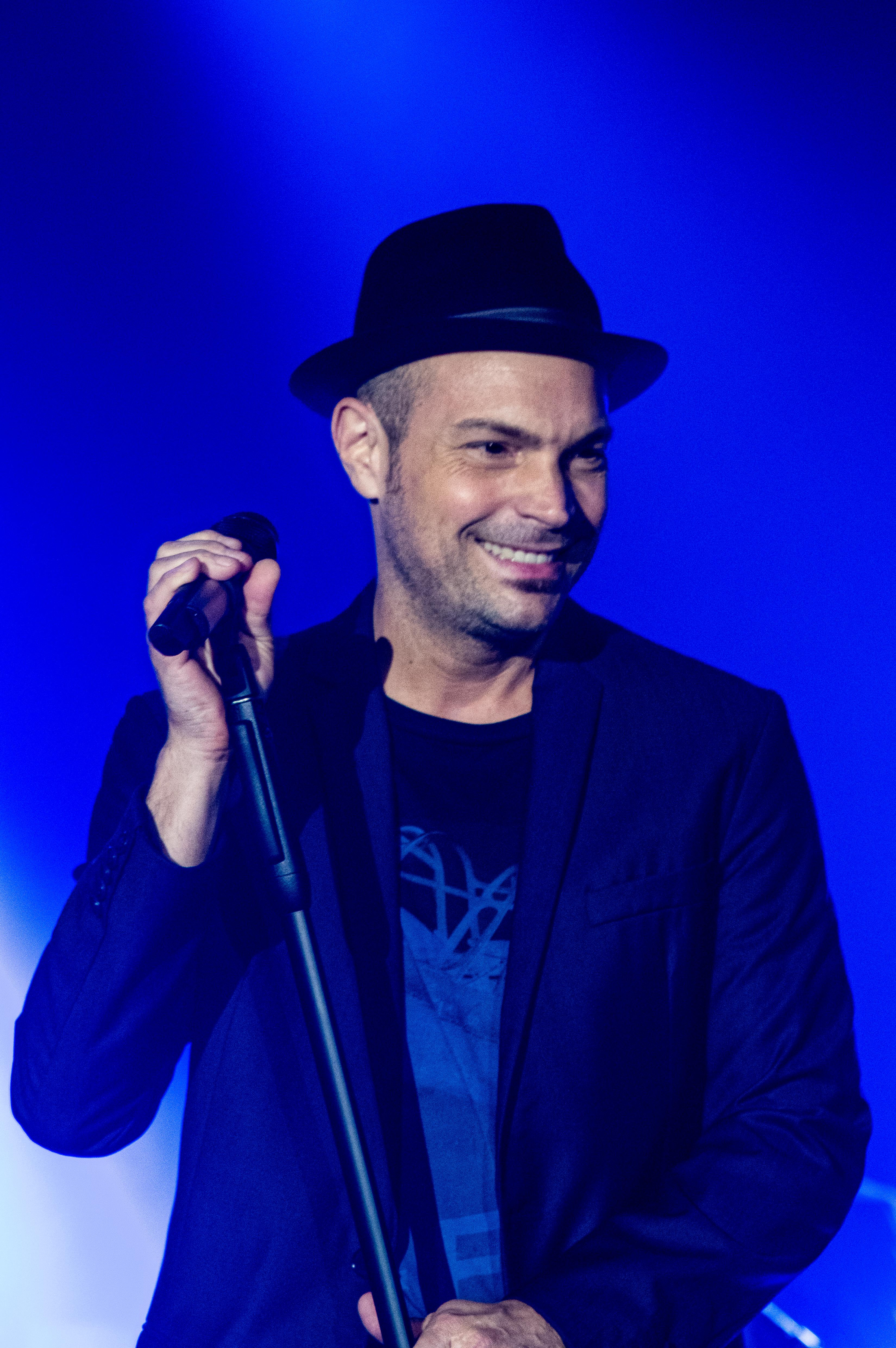
24. März: Roger Cicero (2014)
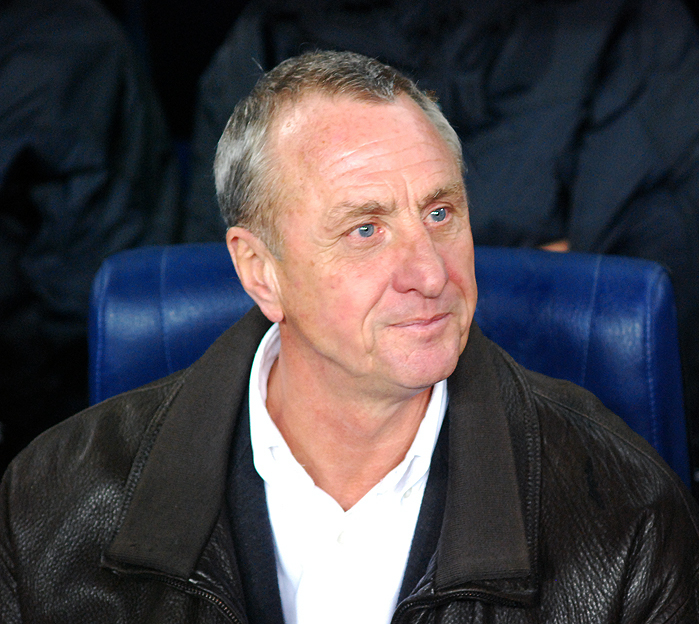
24. März: Johan Cruyff (2009)
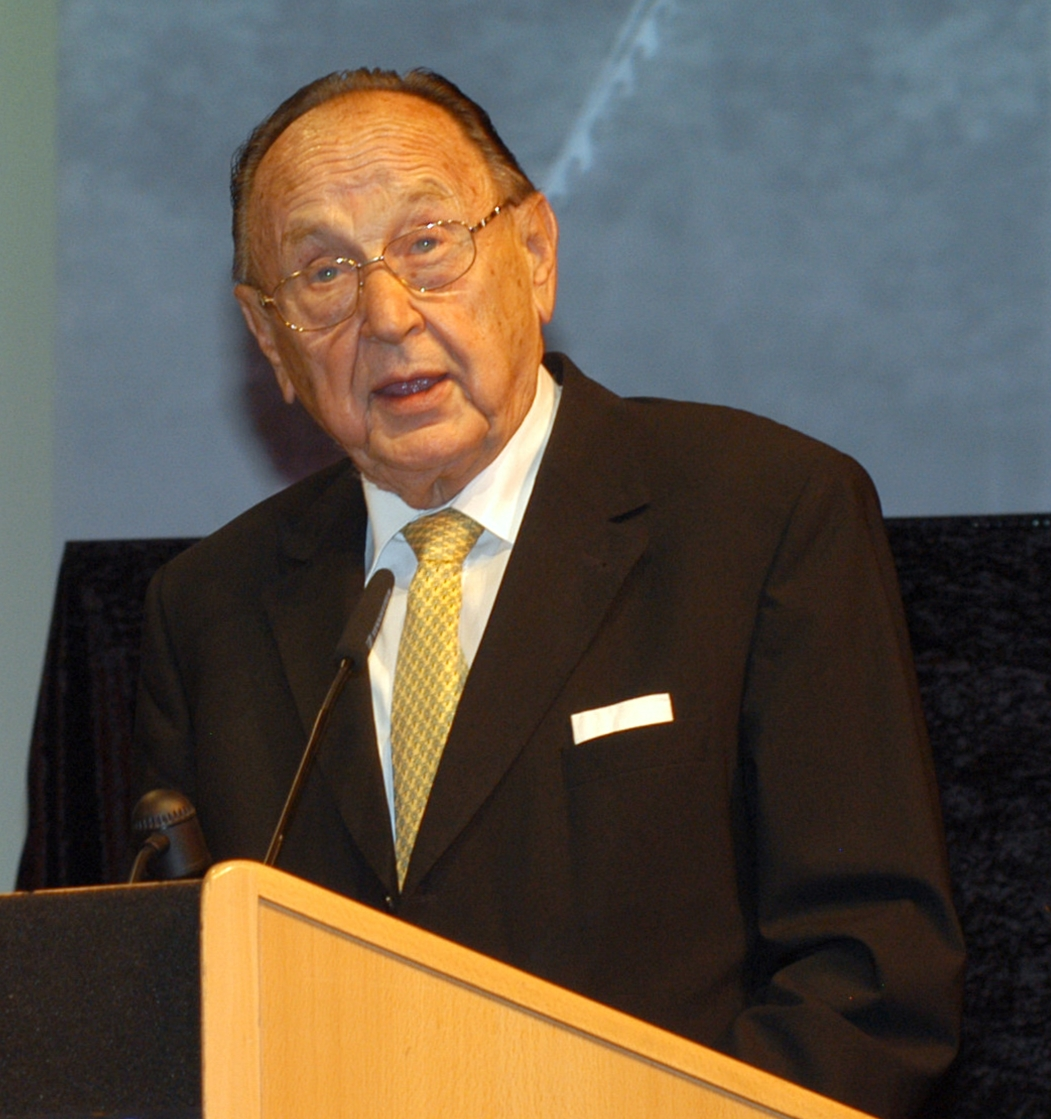
31. März: Hans-Dietrich Genscher (2008)
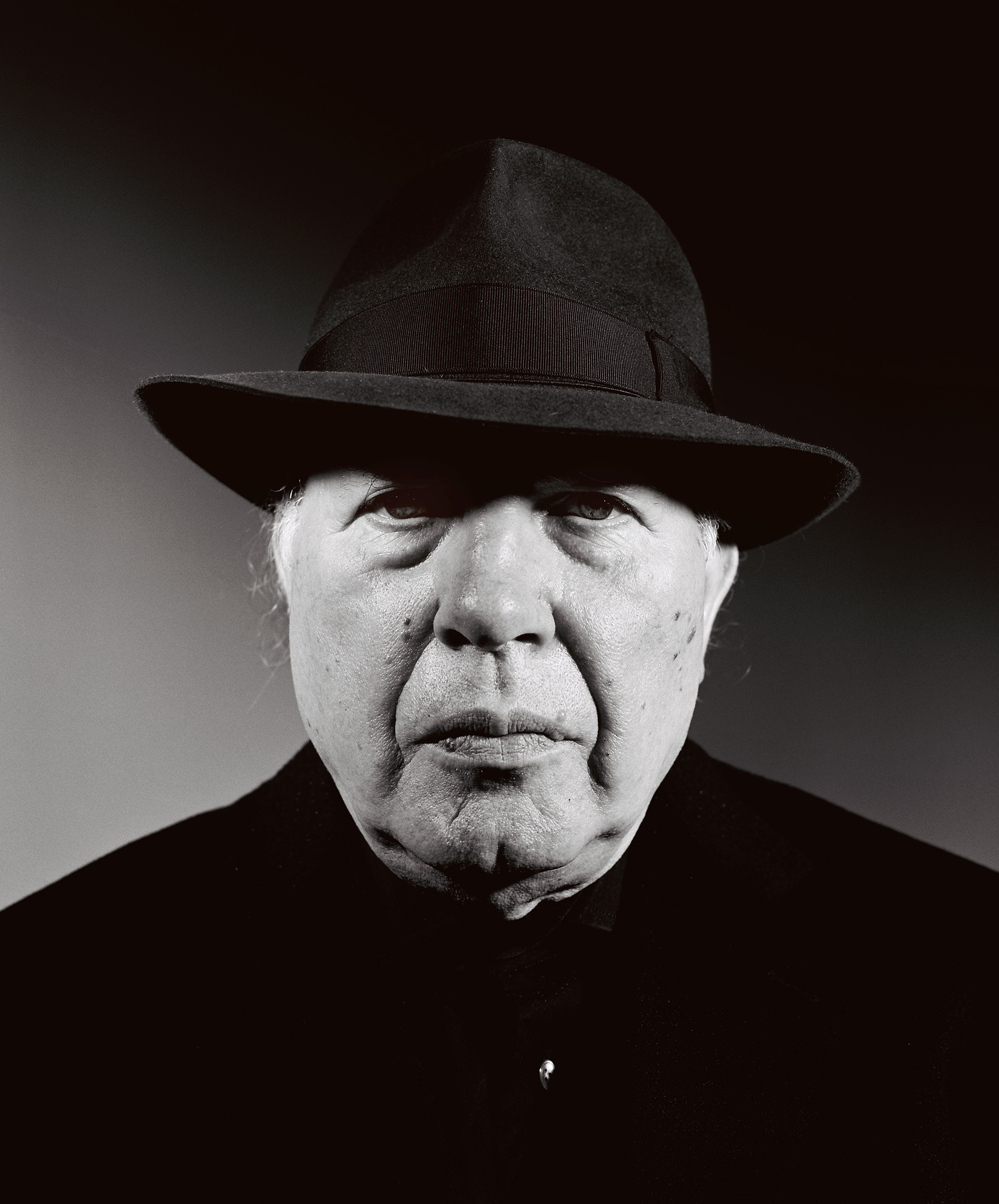
31. März: Imre Kertész
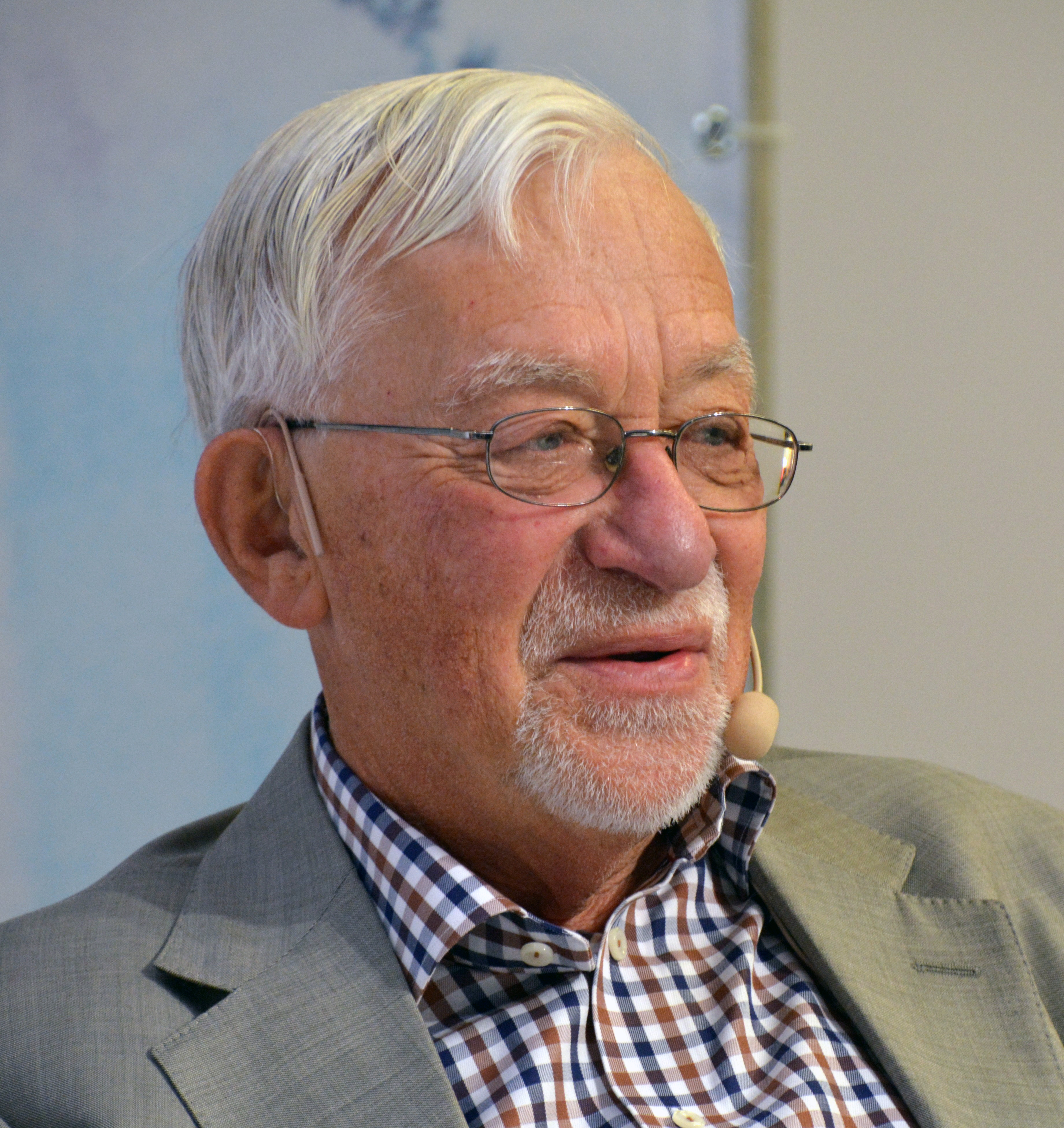
3. April: Lars Gustafsson (2015)
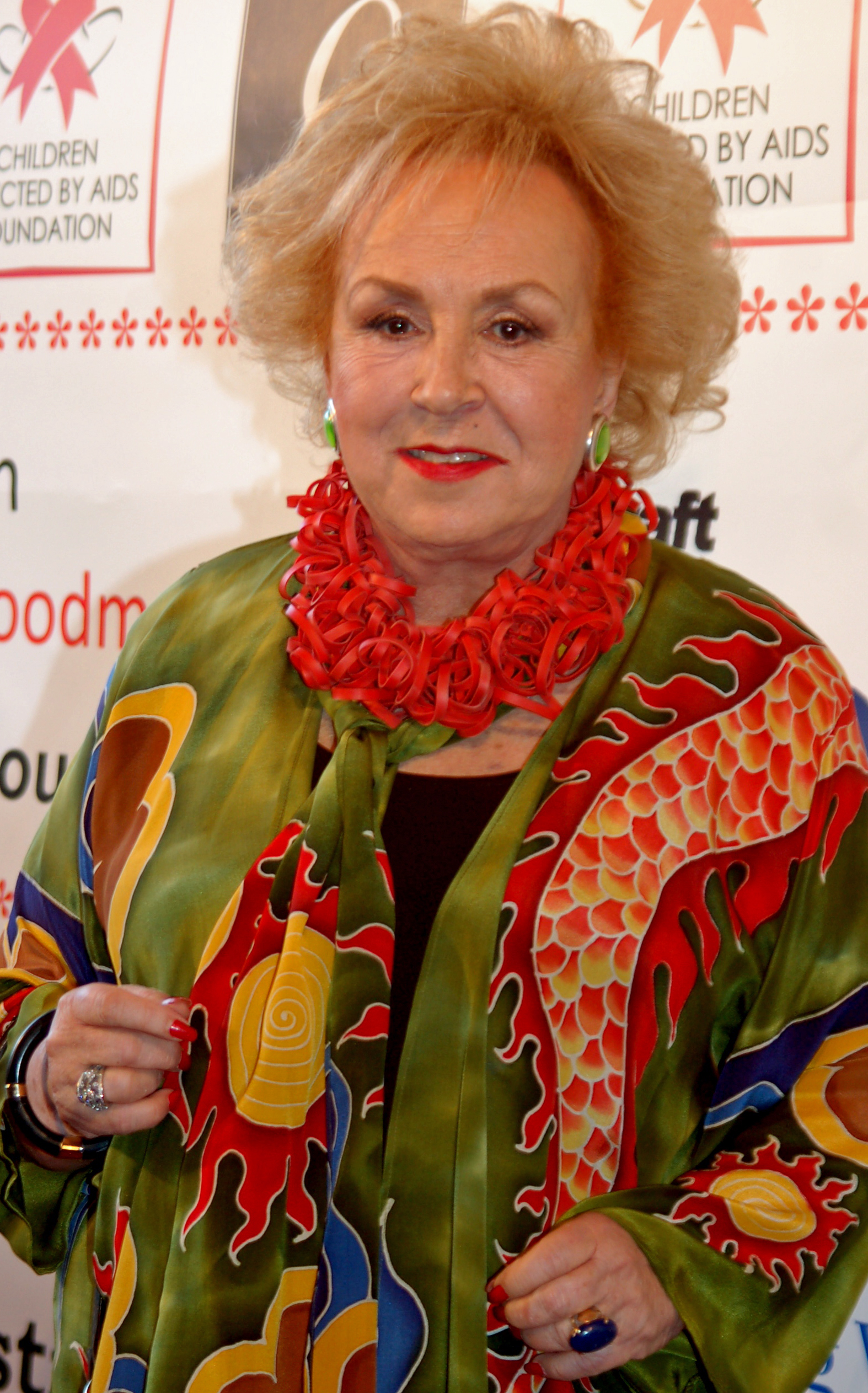
17. April: Doris Roberts (2011)
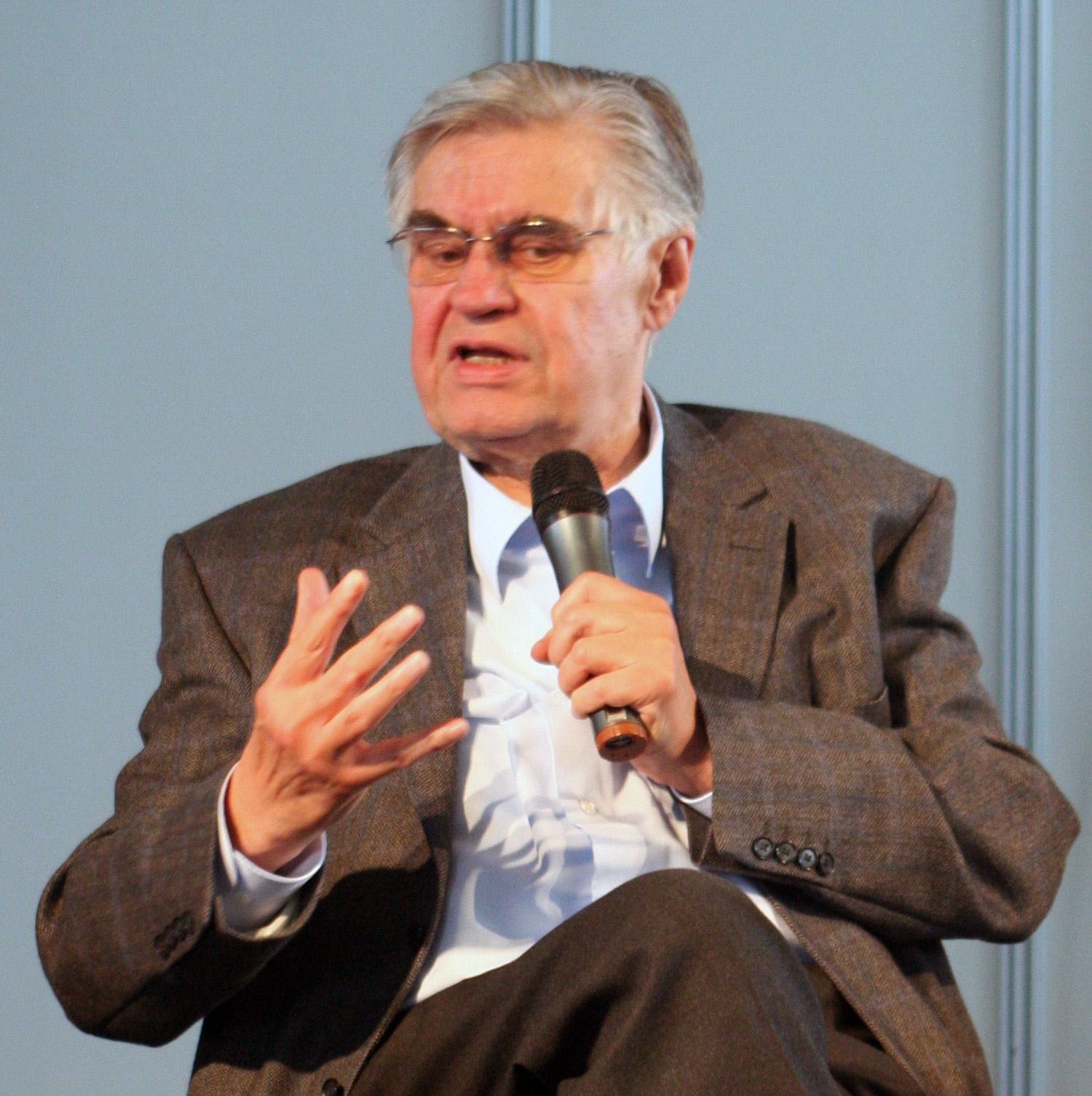
21. April: Hans Koschnick (2009)
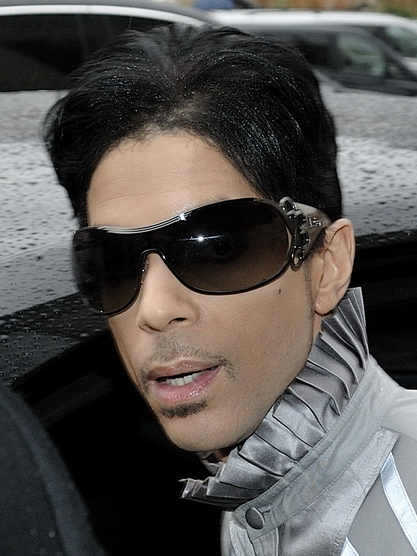
21. April: Prince (2009)
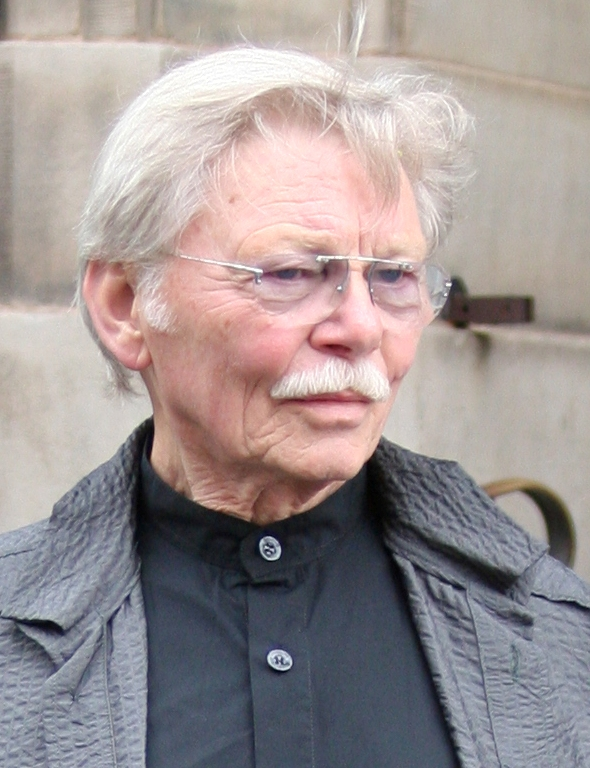
30. April: Uwe Friedrichsen (2010)
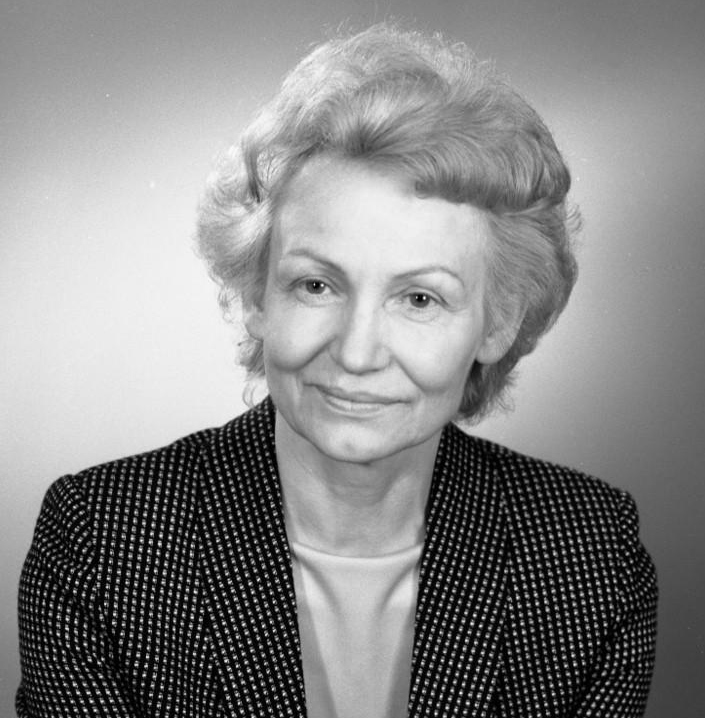
6. Mai: Margot Honecker (1986)
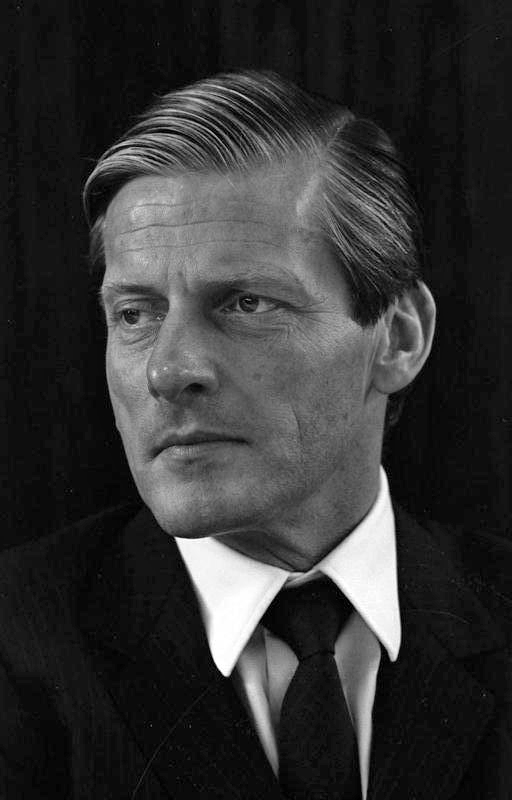
9. Mai: Walther Leisler Kiep (1973)
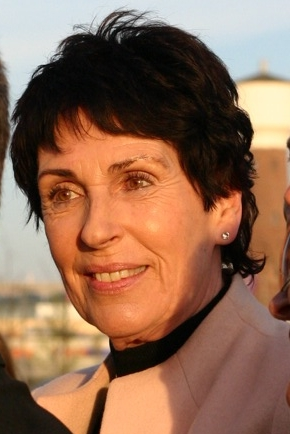
15. Mai: Erika Berger (2007)
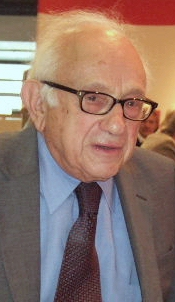
18. Mai: Fritz Stern (2007)
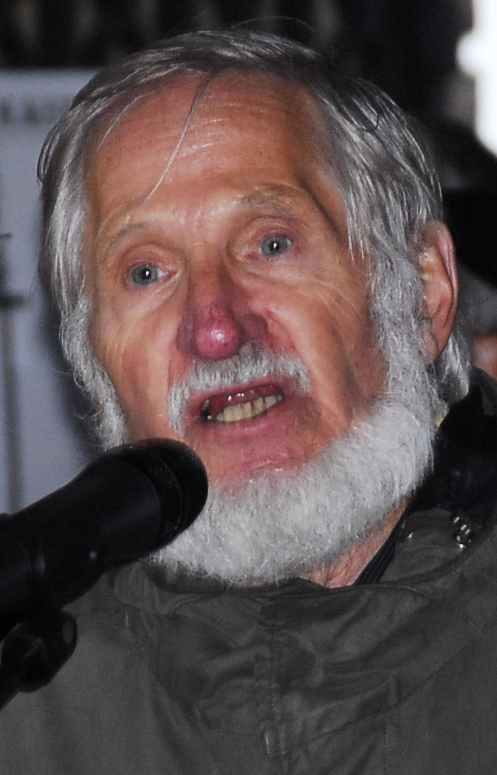
31. Mai: Rupert Neudeck (2008)
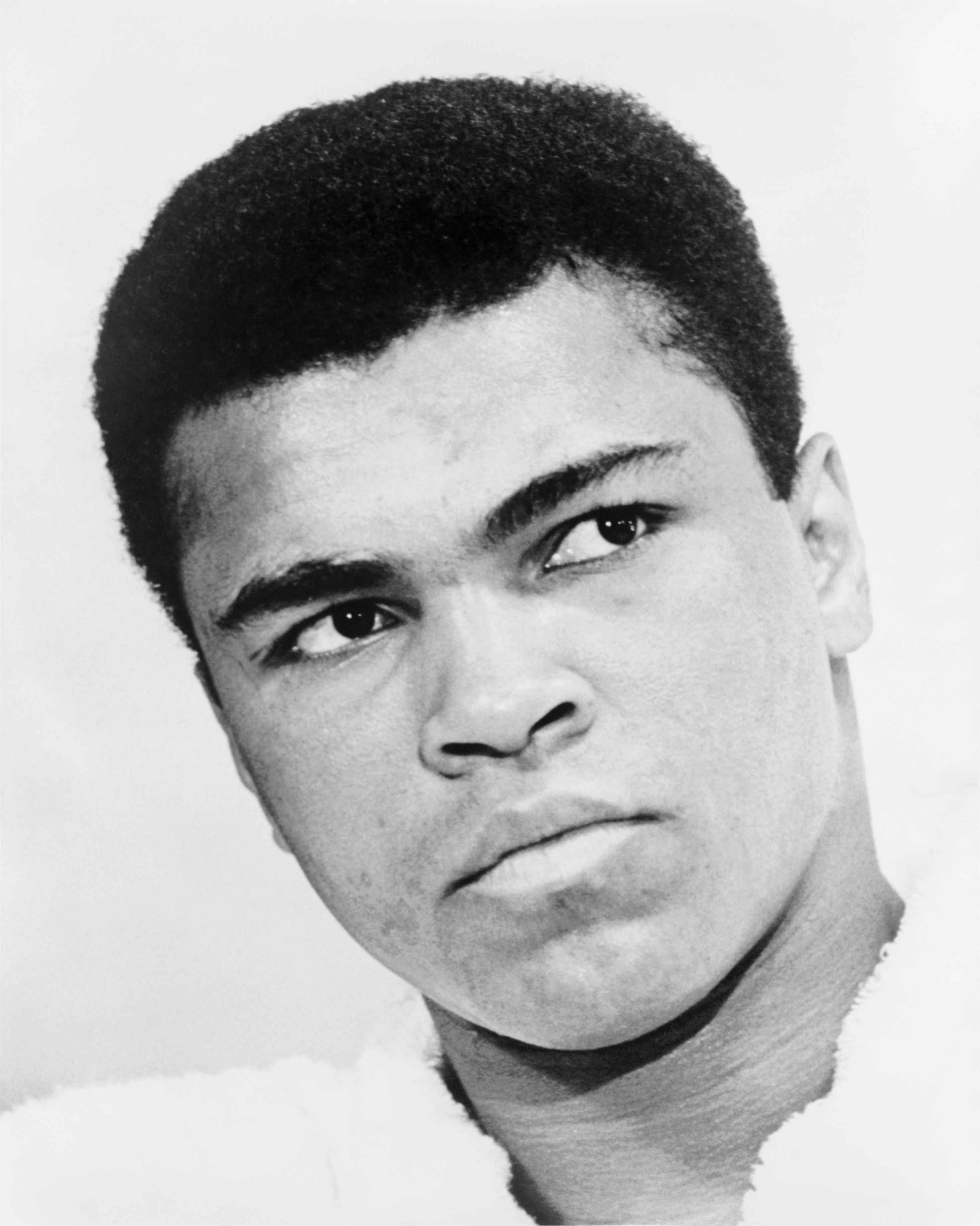
3. Juni: Muhammad Ali (1967)
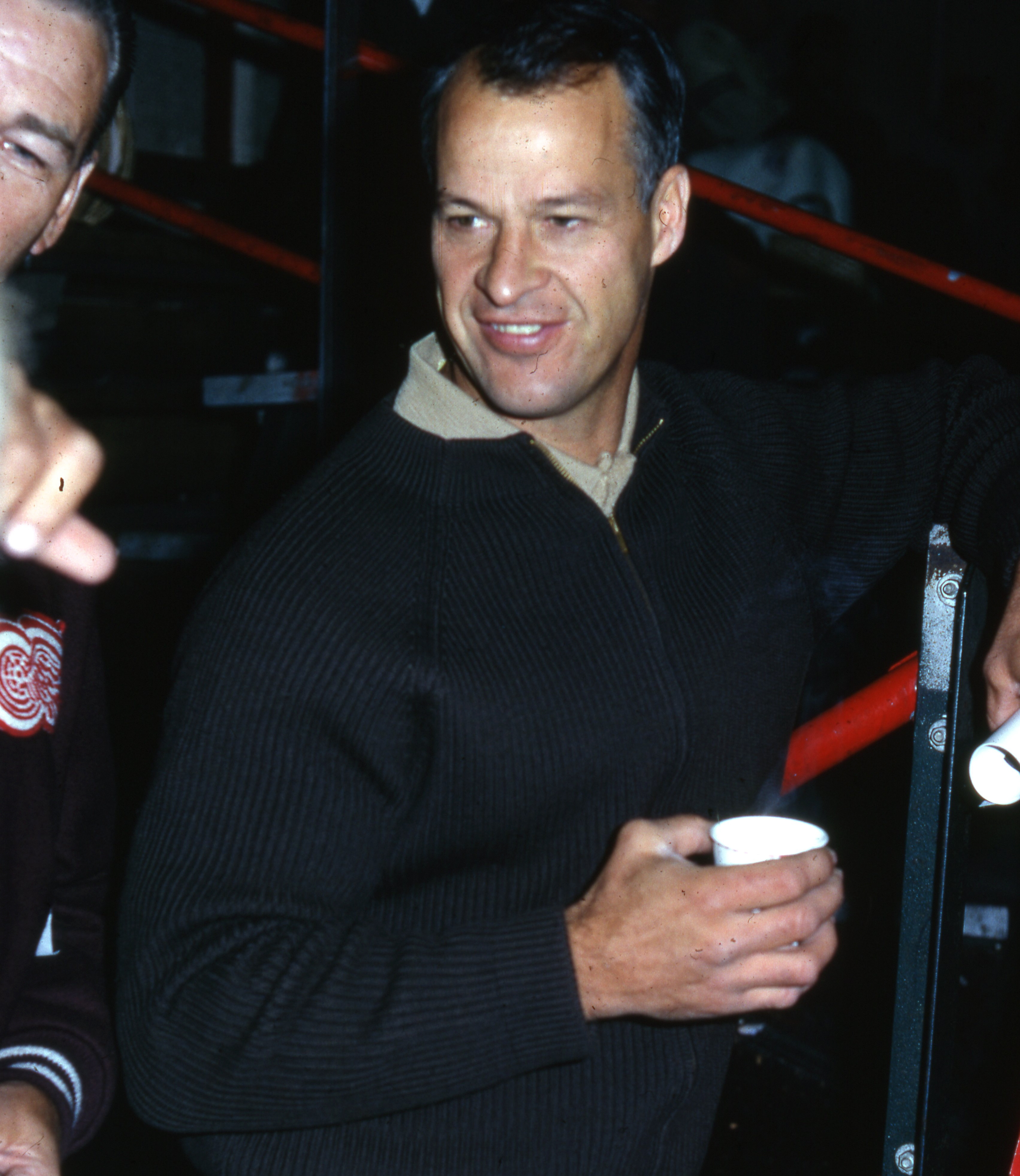
10. Juni: Gordie Howe (um 1966)
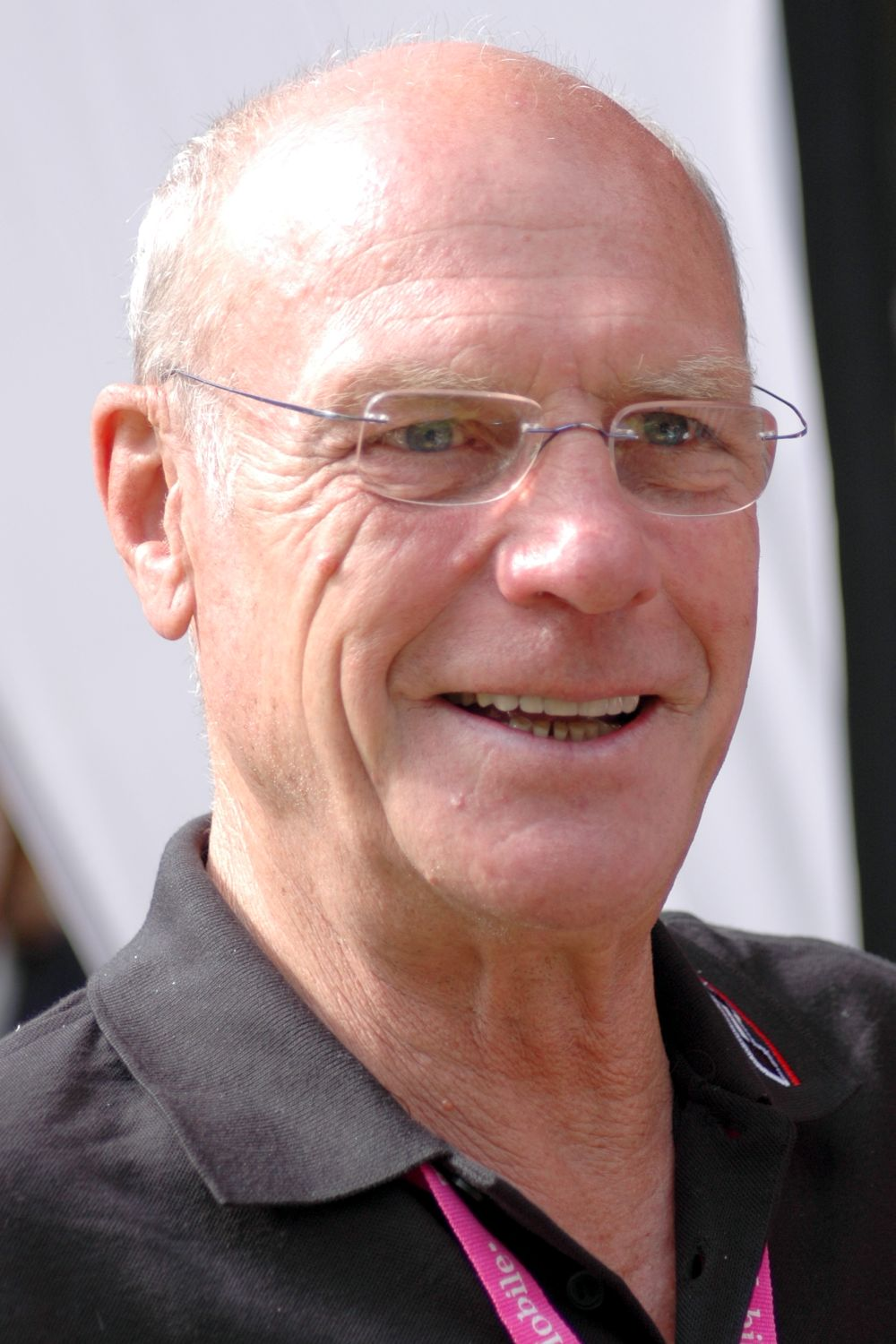
11. Juni: Rudi Altig (2006)
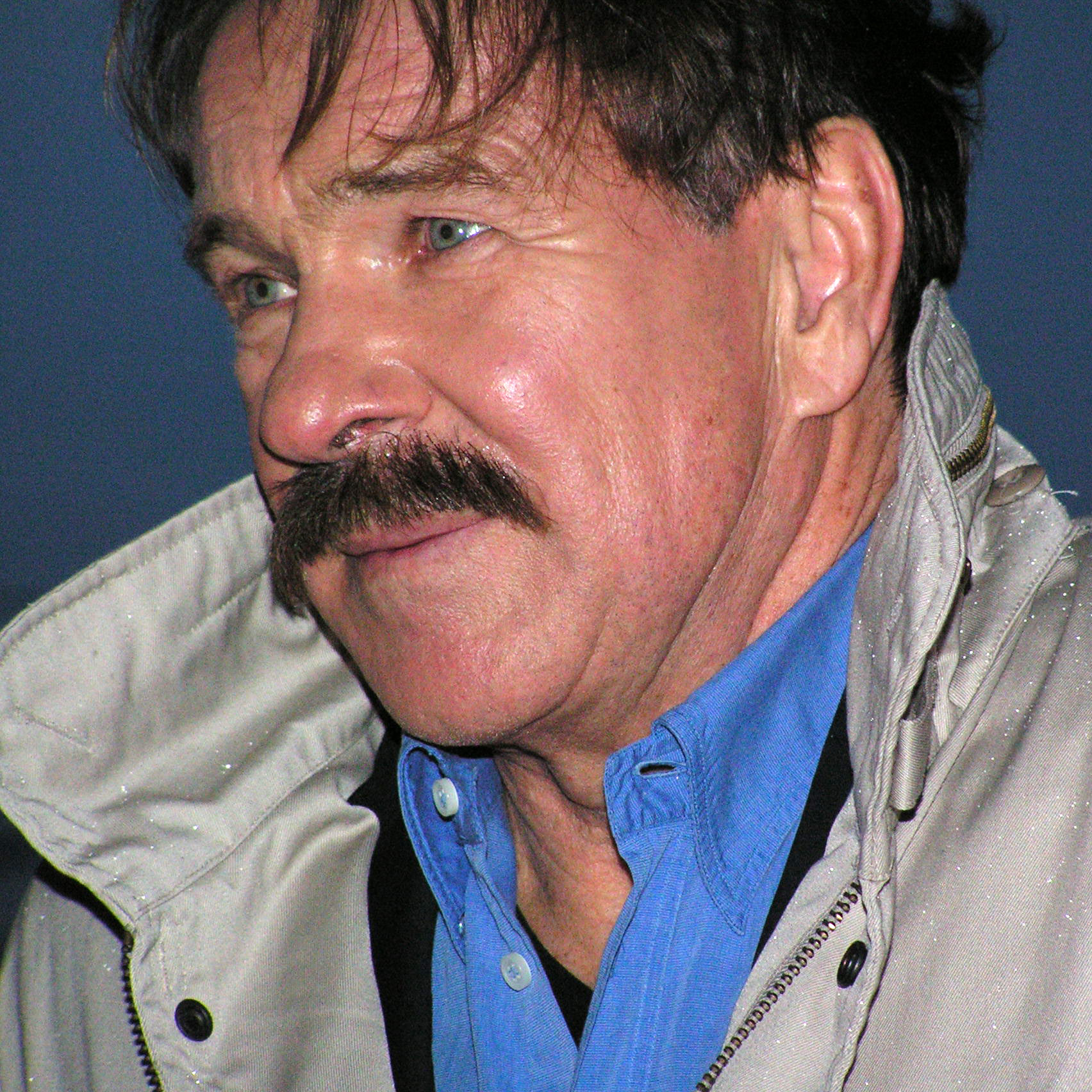
19. Juni: Götz George (2007)
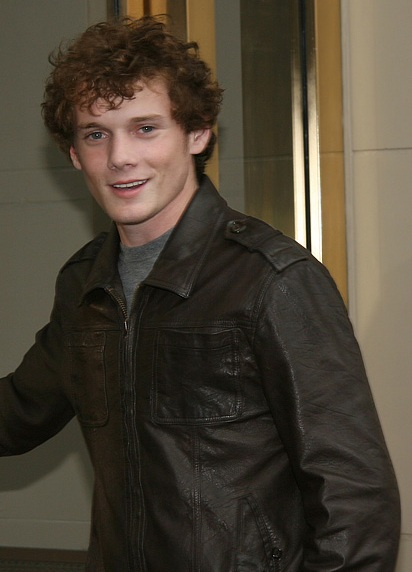
19. Juni: Anton Yelchin (2008)
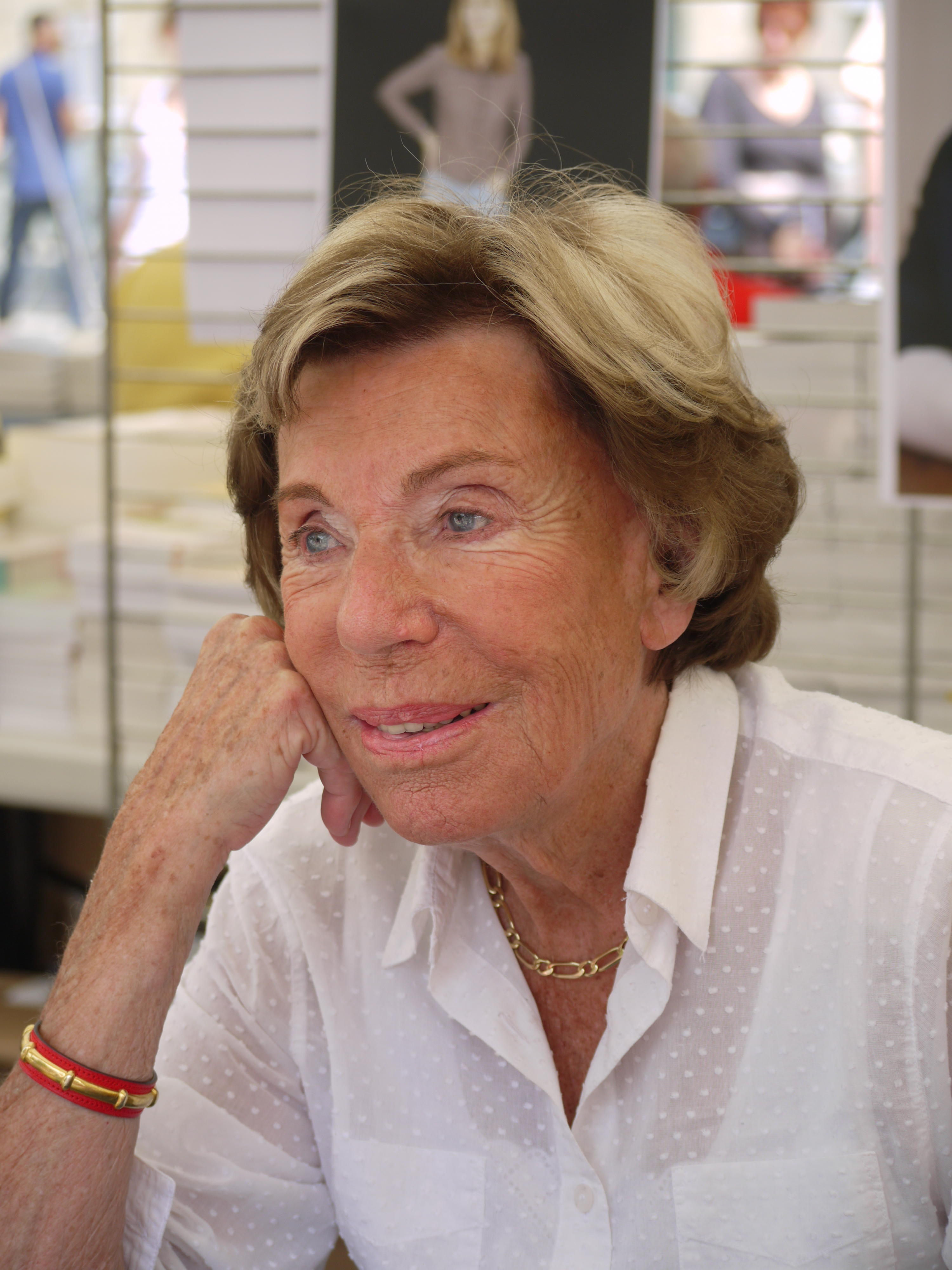
20. Juni: Benoîte Groult (2010)
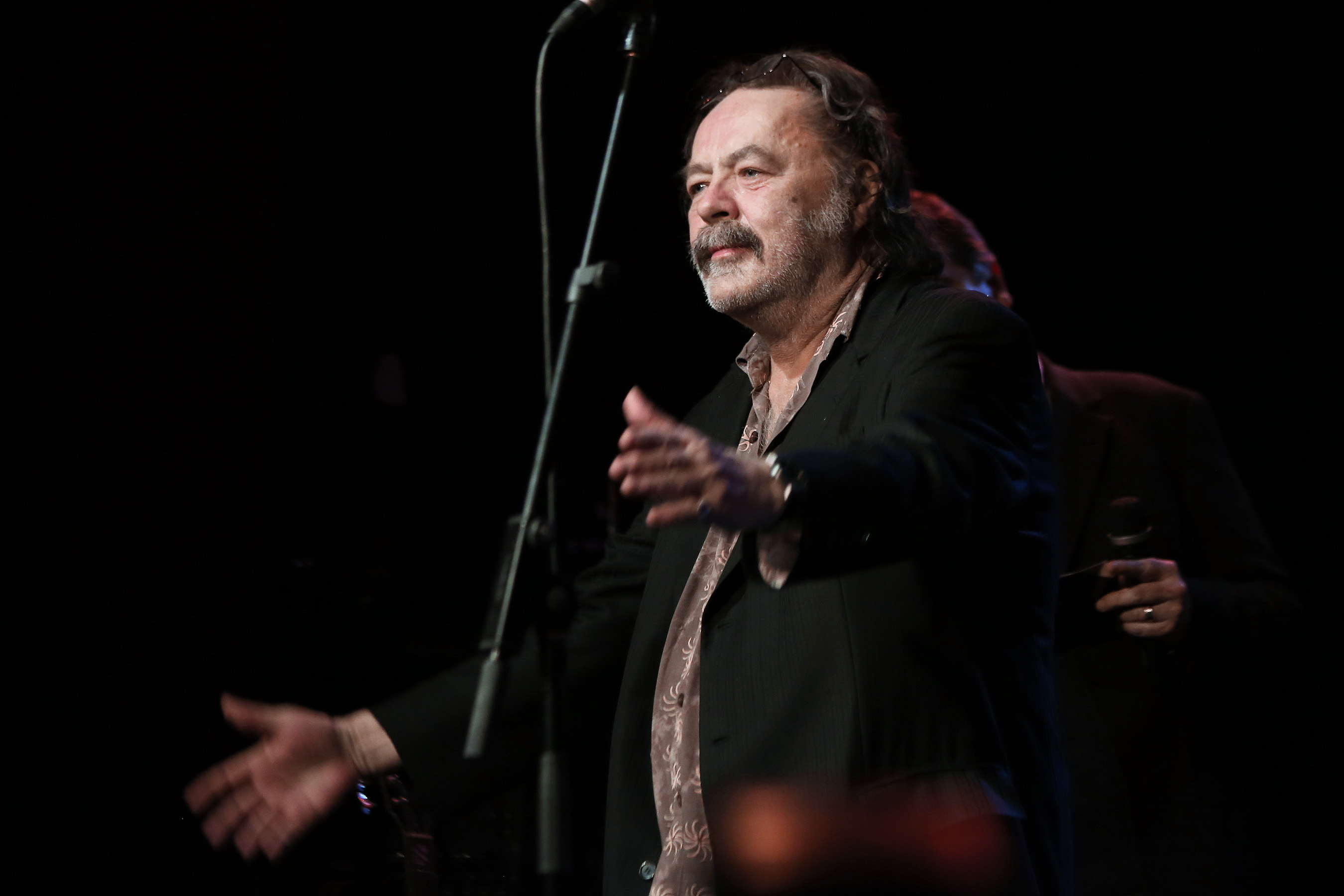
25. Juni: Manfred Deix (2012)
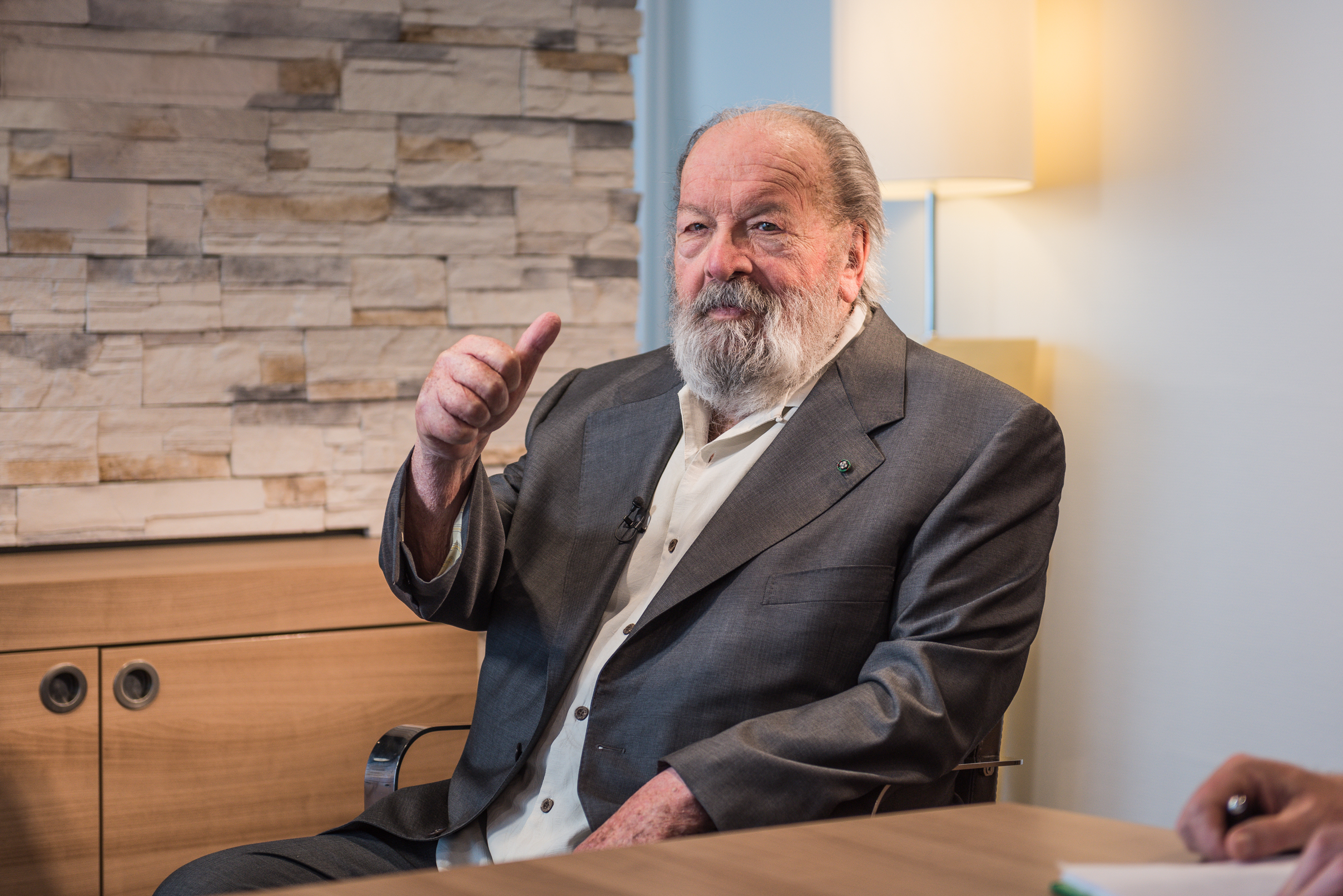
27. Juni: Bud Spencer (2015)
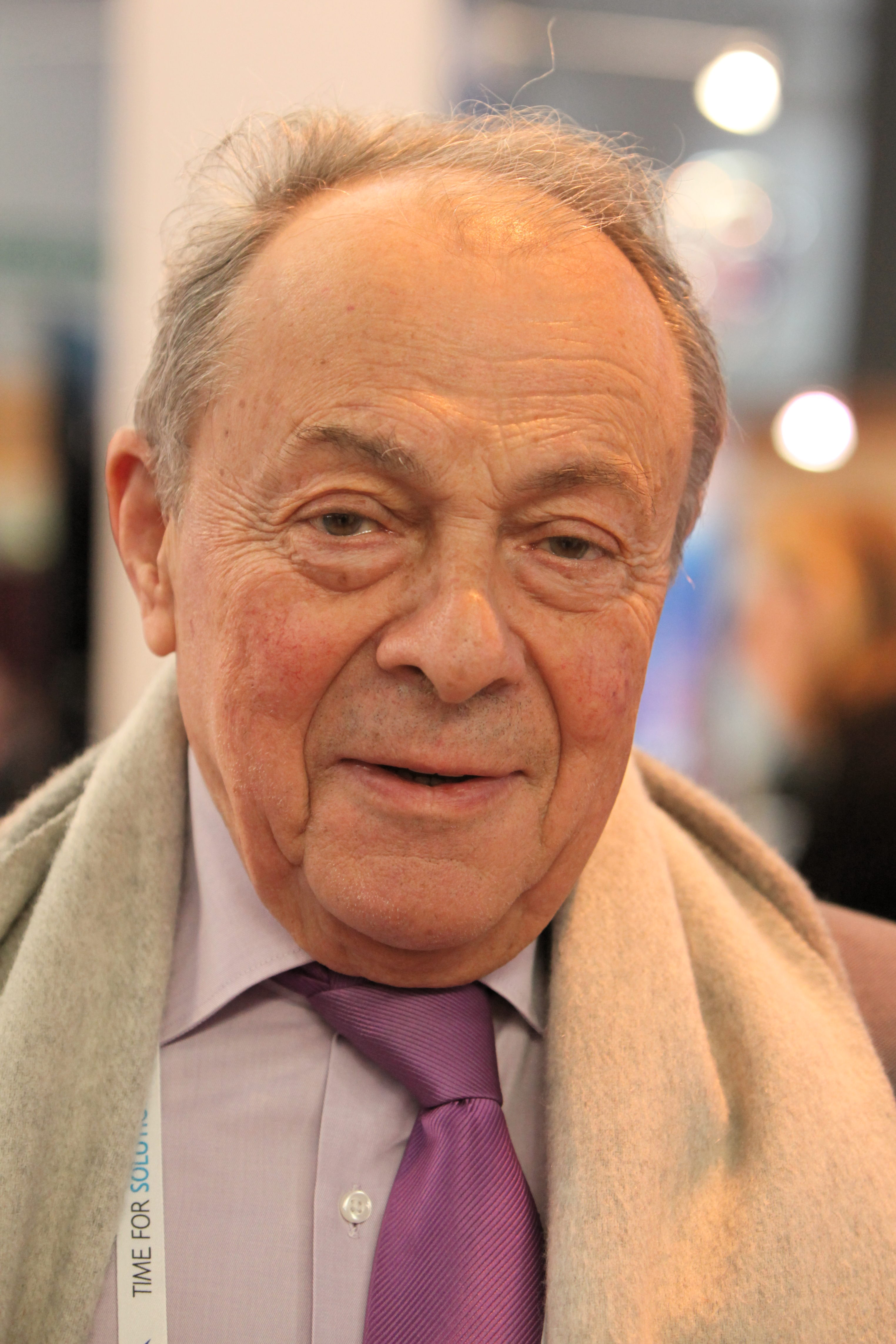
2. Juli: Michel Rocard (2012)
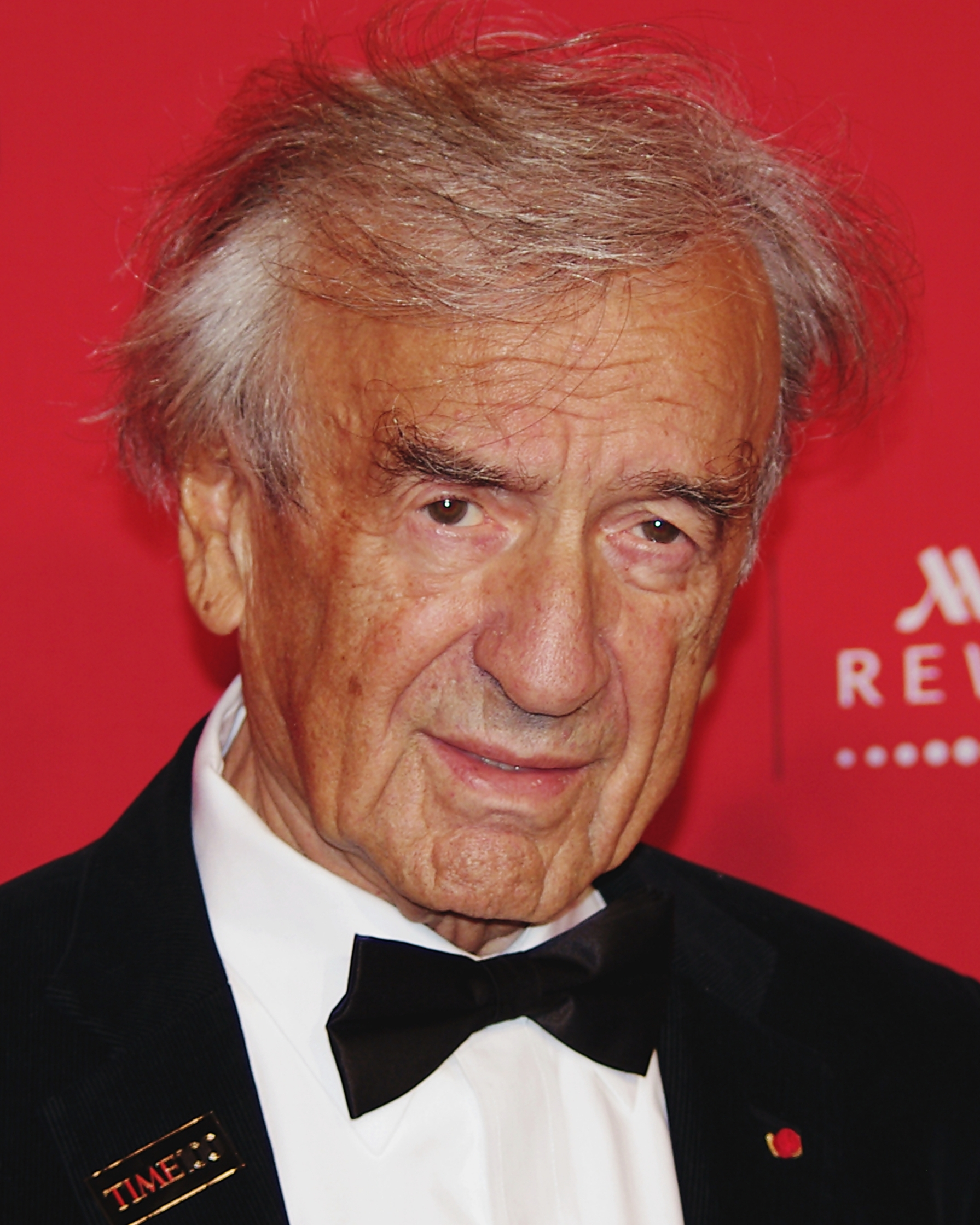
2. Juli: Elie Wiesel (2012)
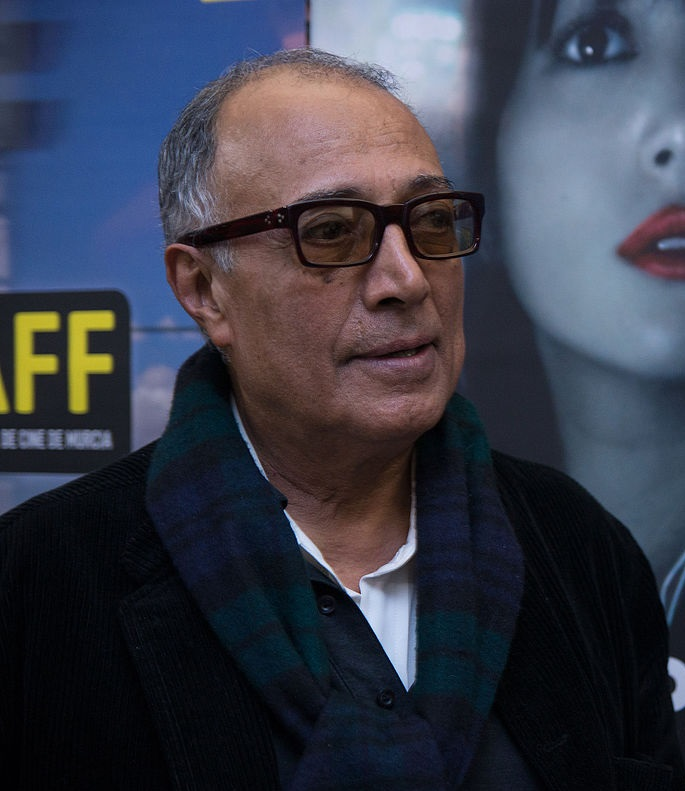
4. Juli: Abbas Kiarostami (2013)
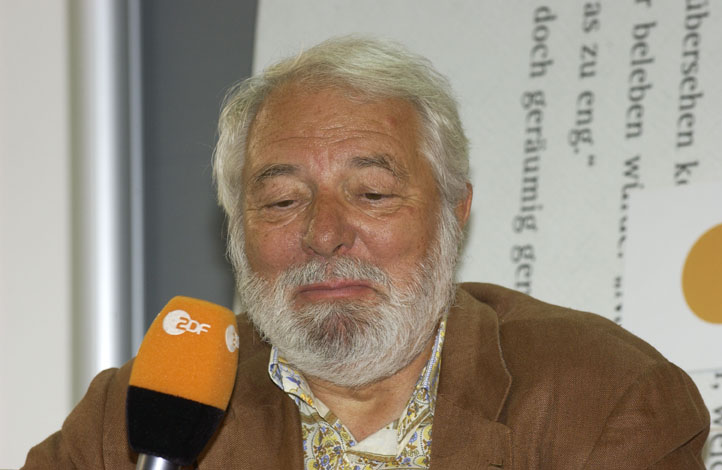
7. Juli: Wolfram Siebeck (2004)
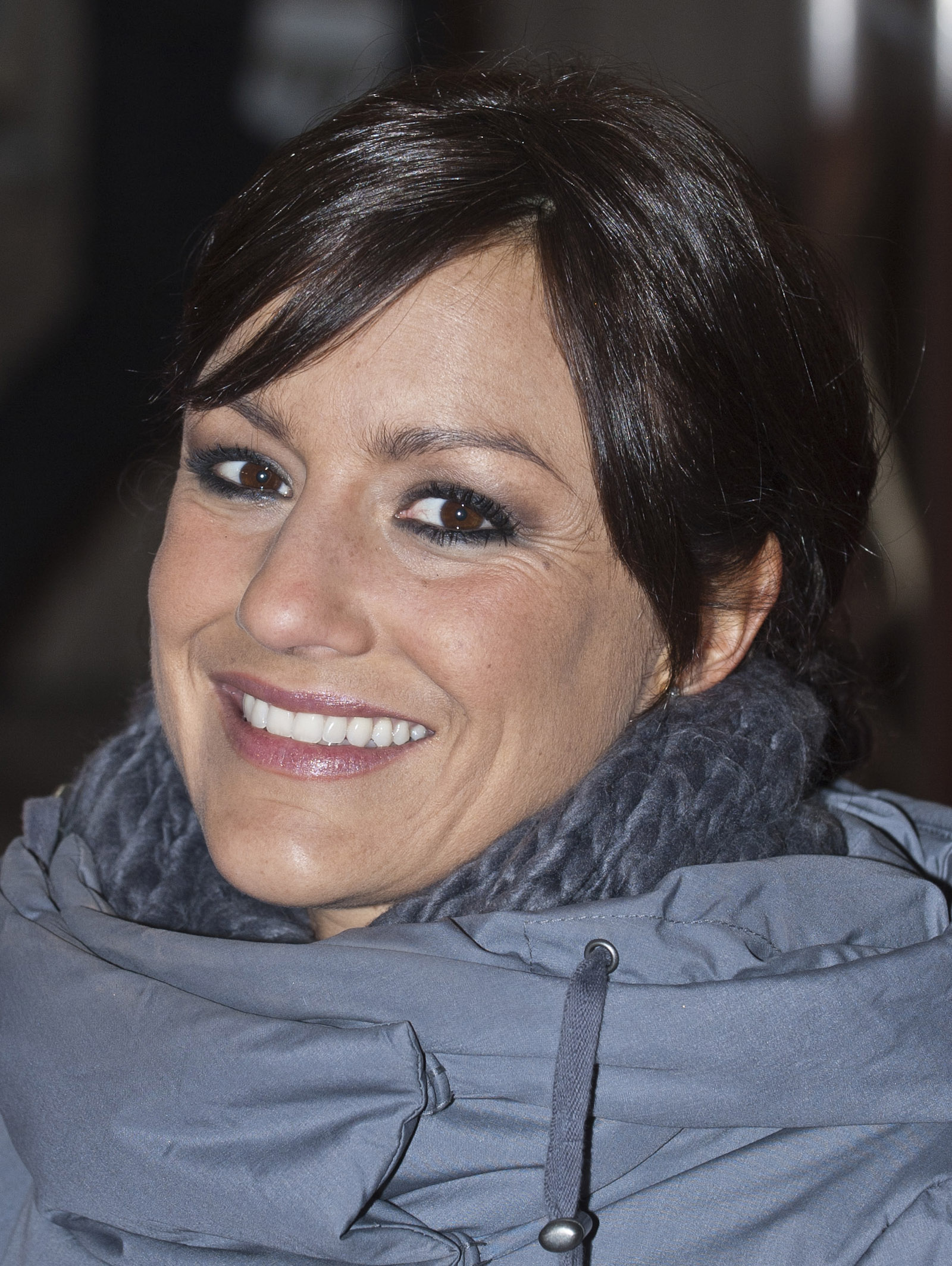
12. Juli: Miriam Pielhau (2011)
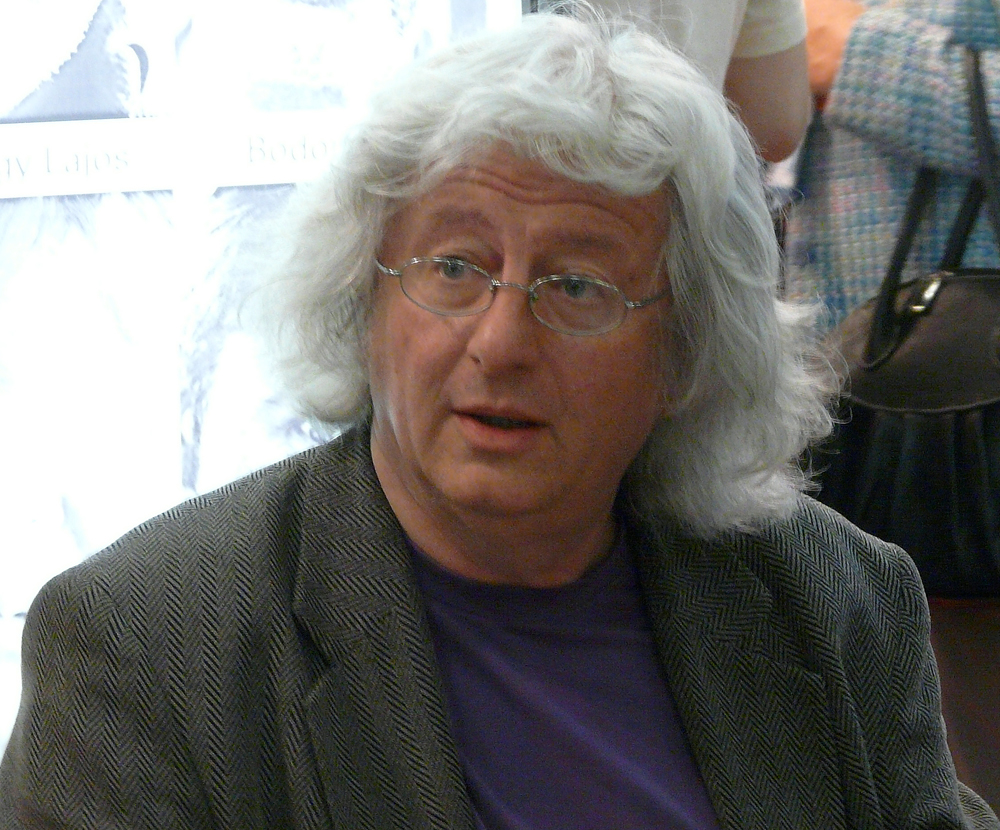
14. Juli: Péter Esterházy (2010)
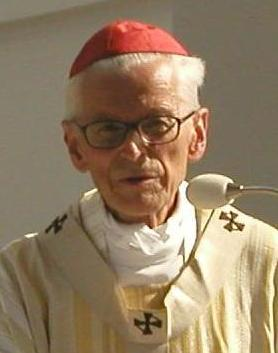
2. August: Franciszek Macharski (2002)
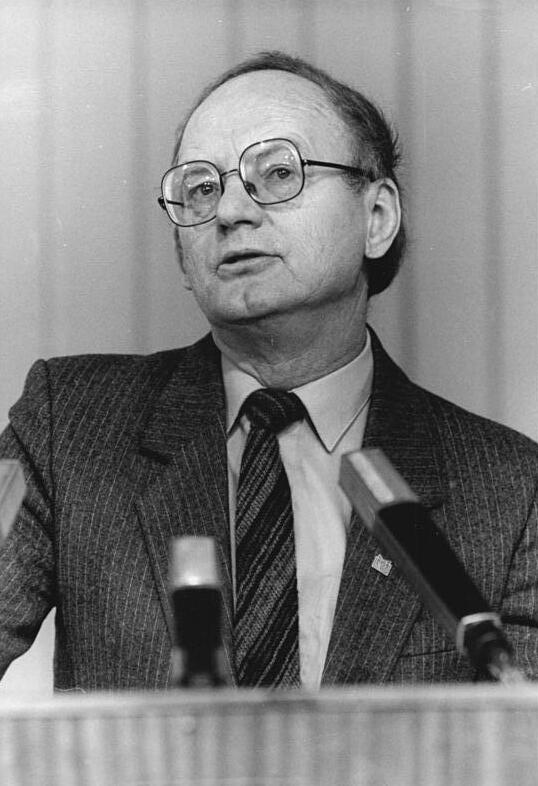
14. August: Hermann Kant (1987)
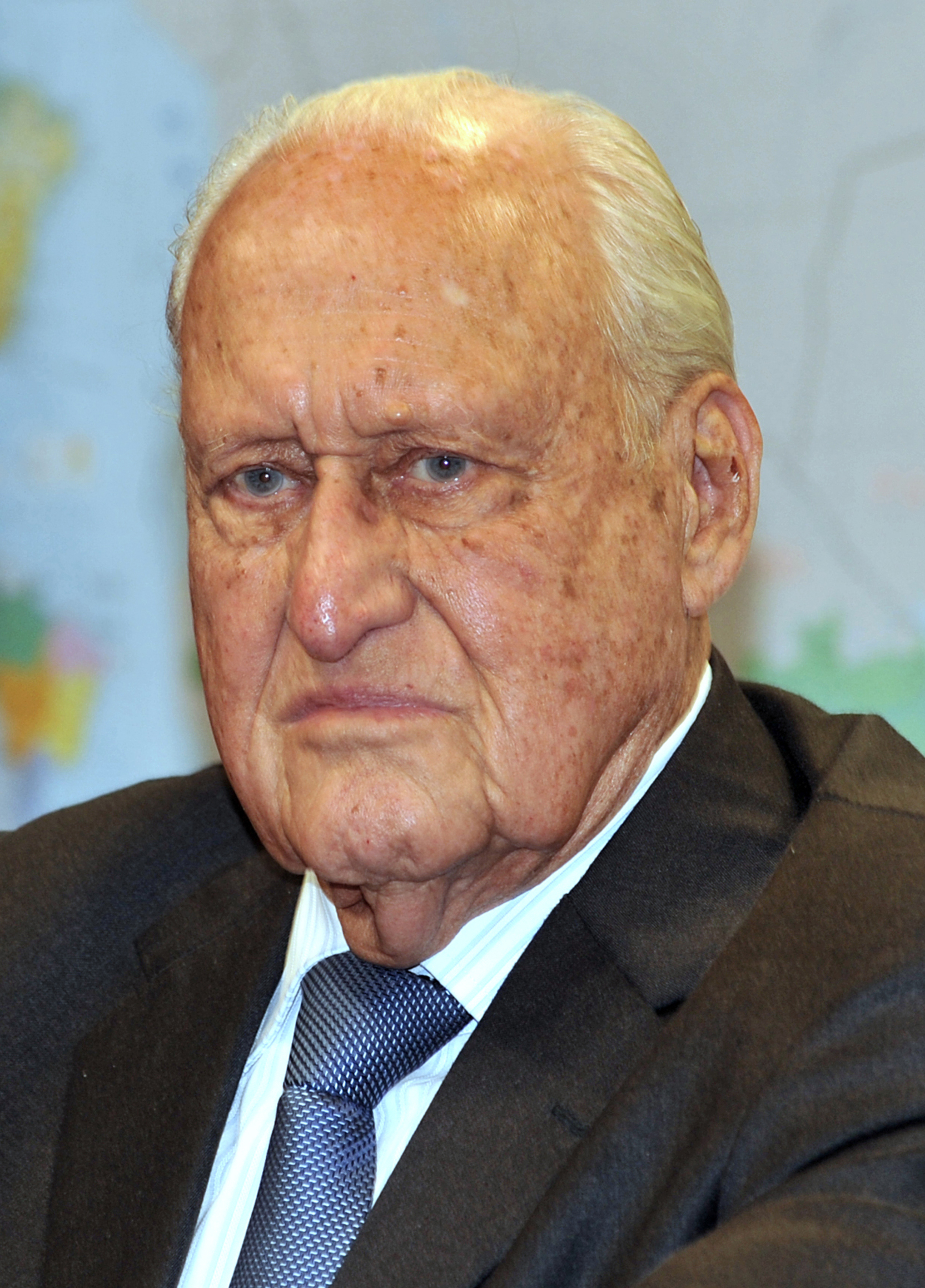
16. August: João Havelange (2010)
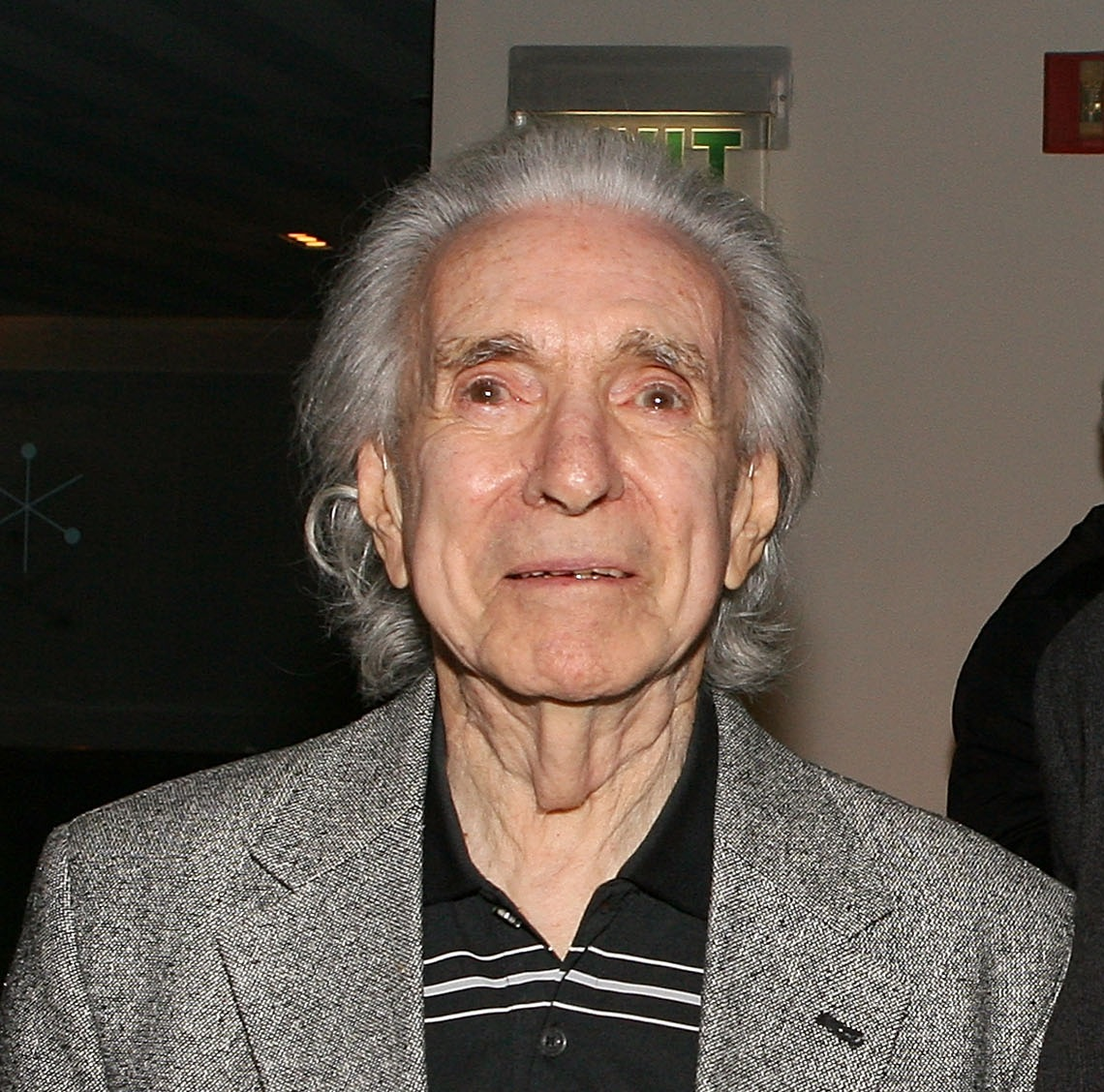
17. August: Arthur Hiller (2011)
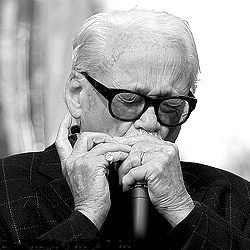
22. August: Toots Thielemans (2006)
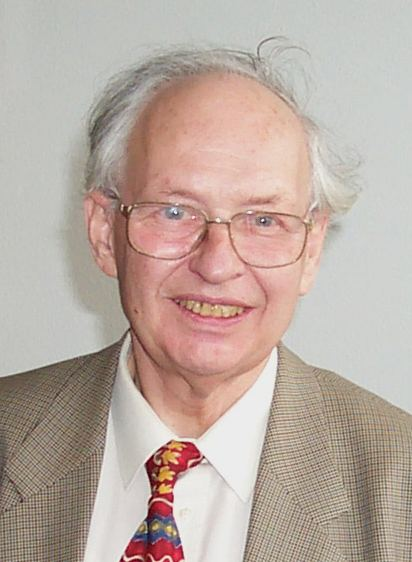
23. August: Reinhard Selten (2001)
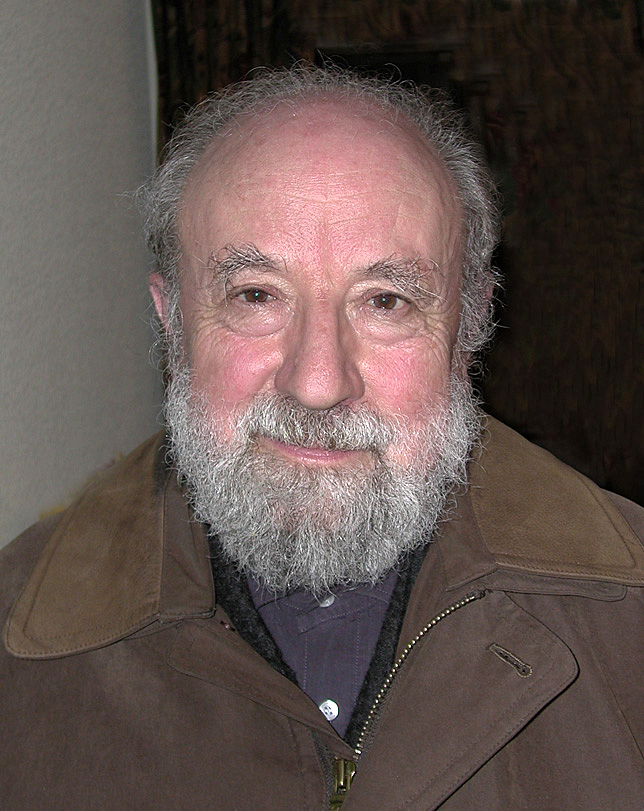
24. August: Michel Butor (2002)
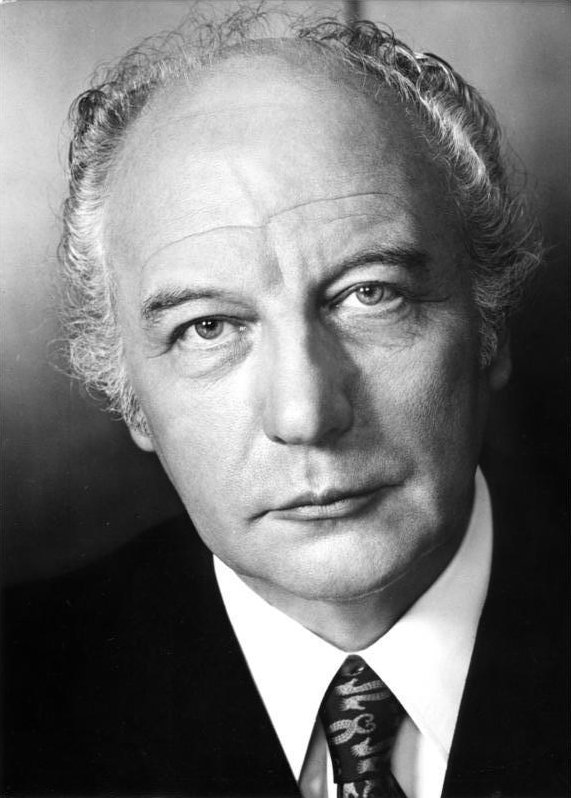
24. August: Walter Scheel (1974)
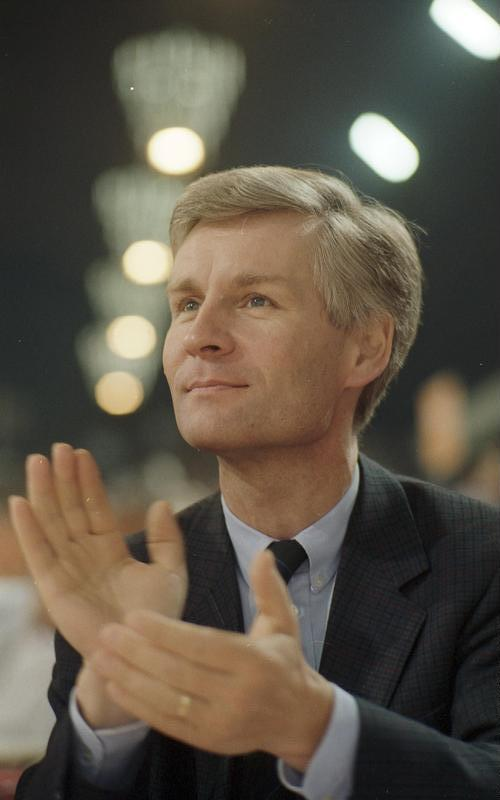
24. August: Henning Voscherau (1988)
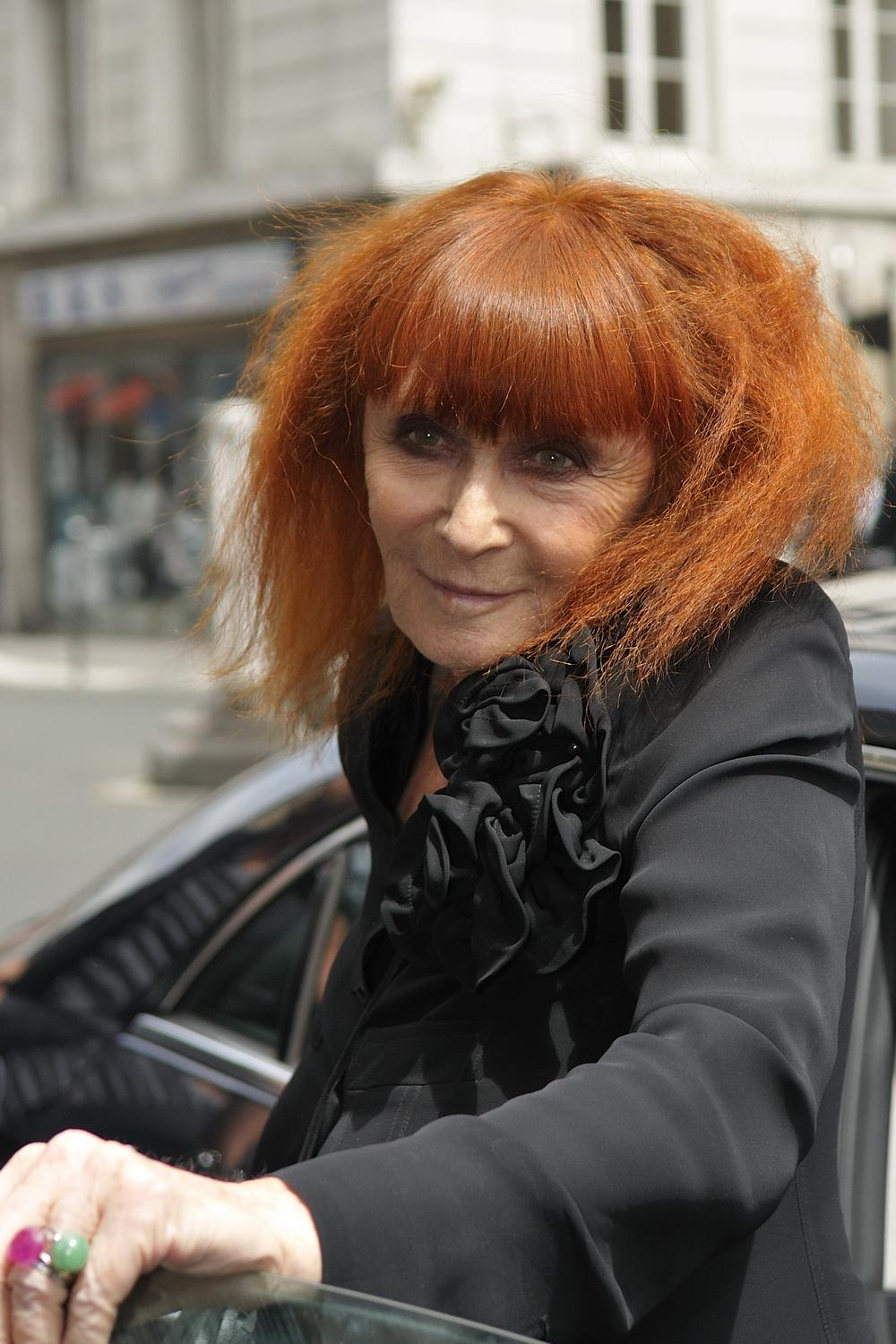
25. August: Sonia Rykiel (2009)
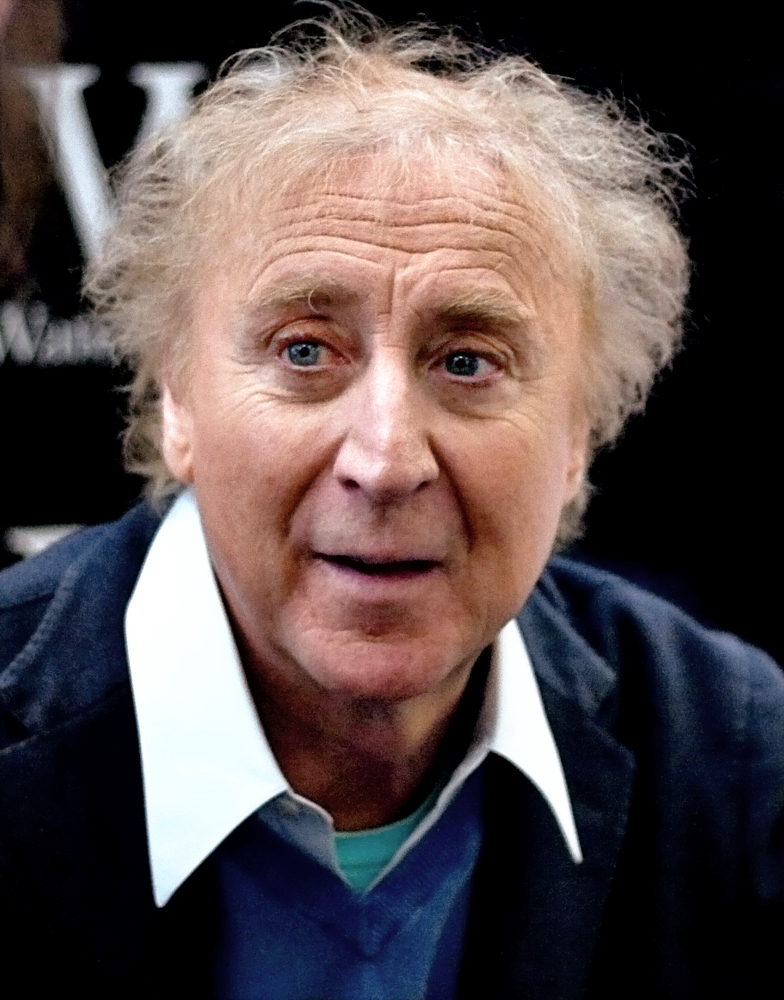
29. August: Gene Wilder (2007)
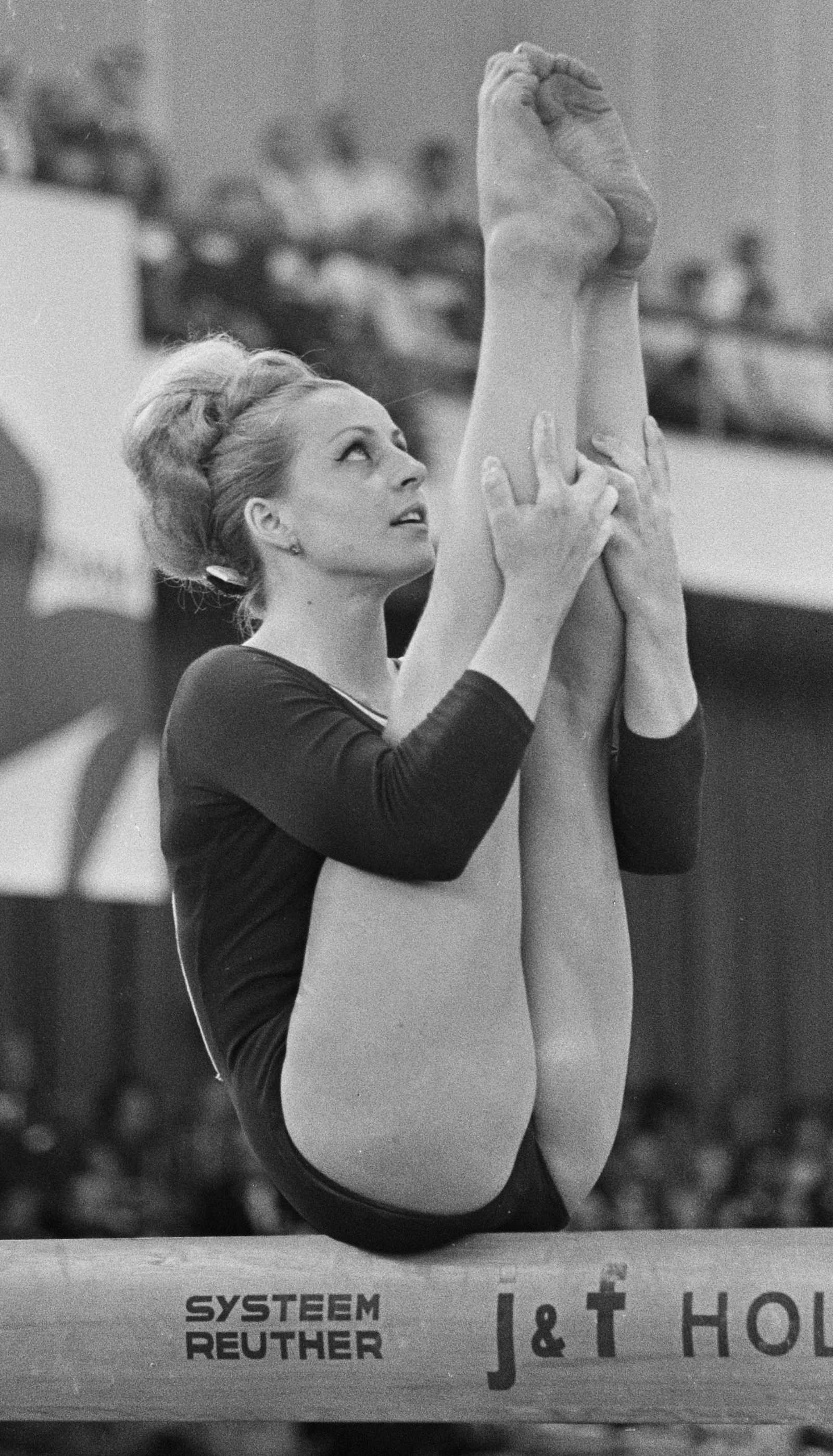
30. August: Věra Čáslavská (1967)
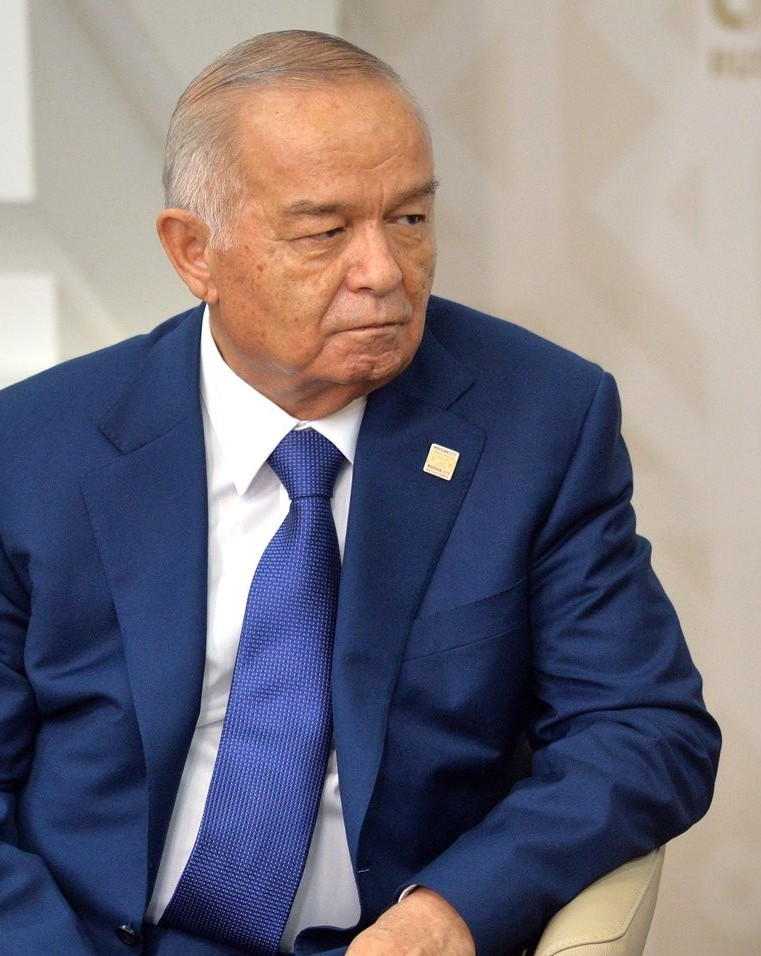
2. September: Islom Karimov (2015)
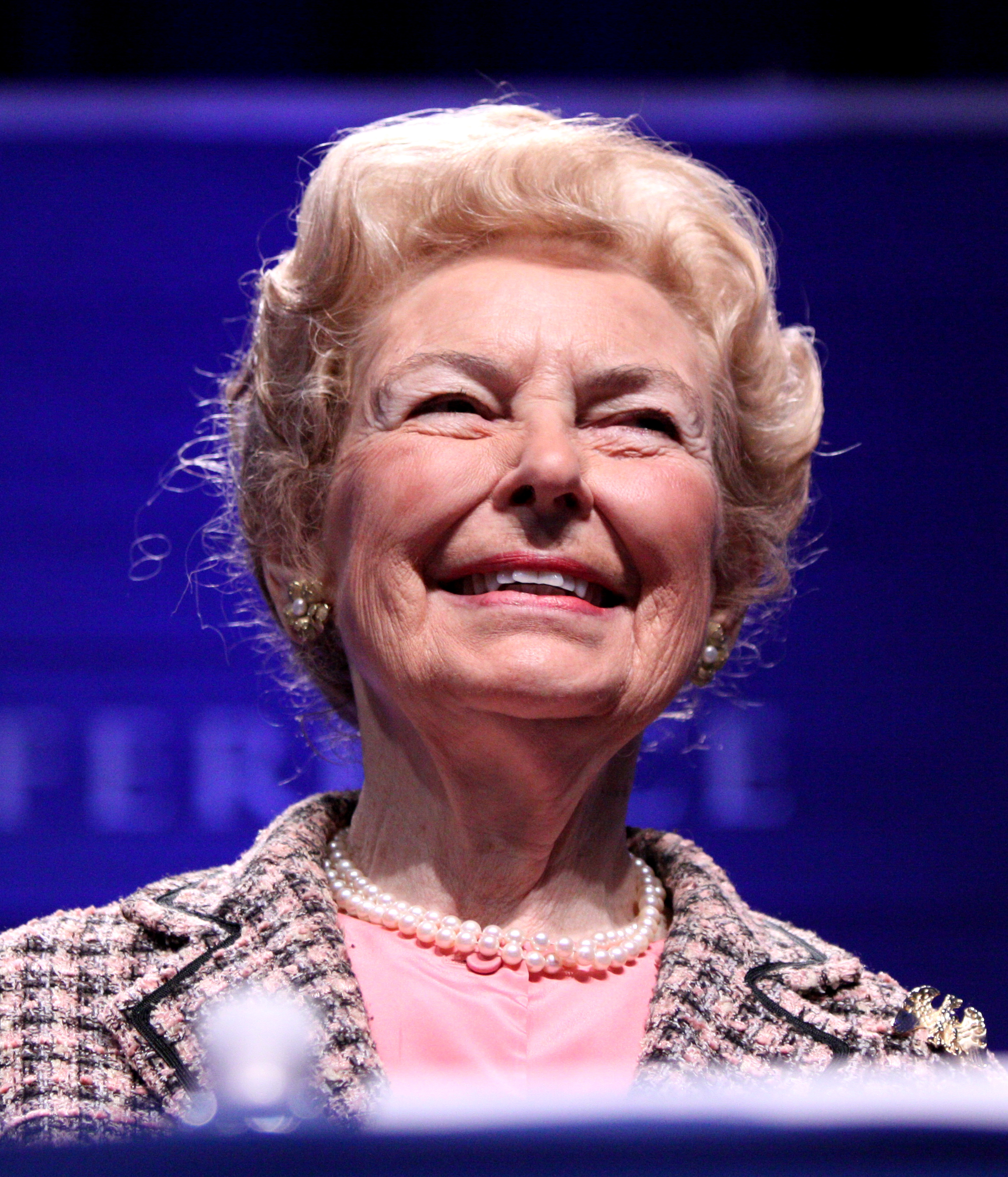
5. September: Phyllis Schlafly (2011)
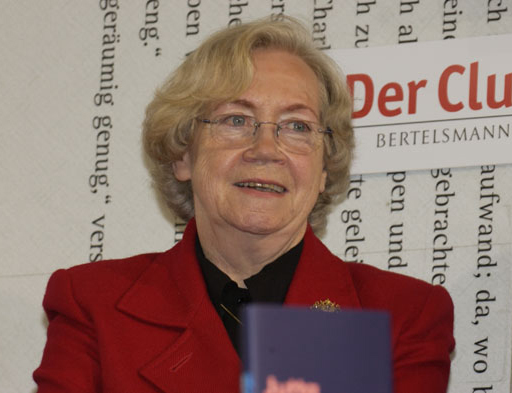
10. September: Jutta Limbach (2003)
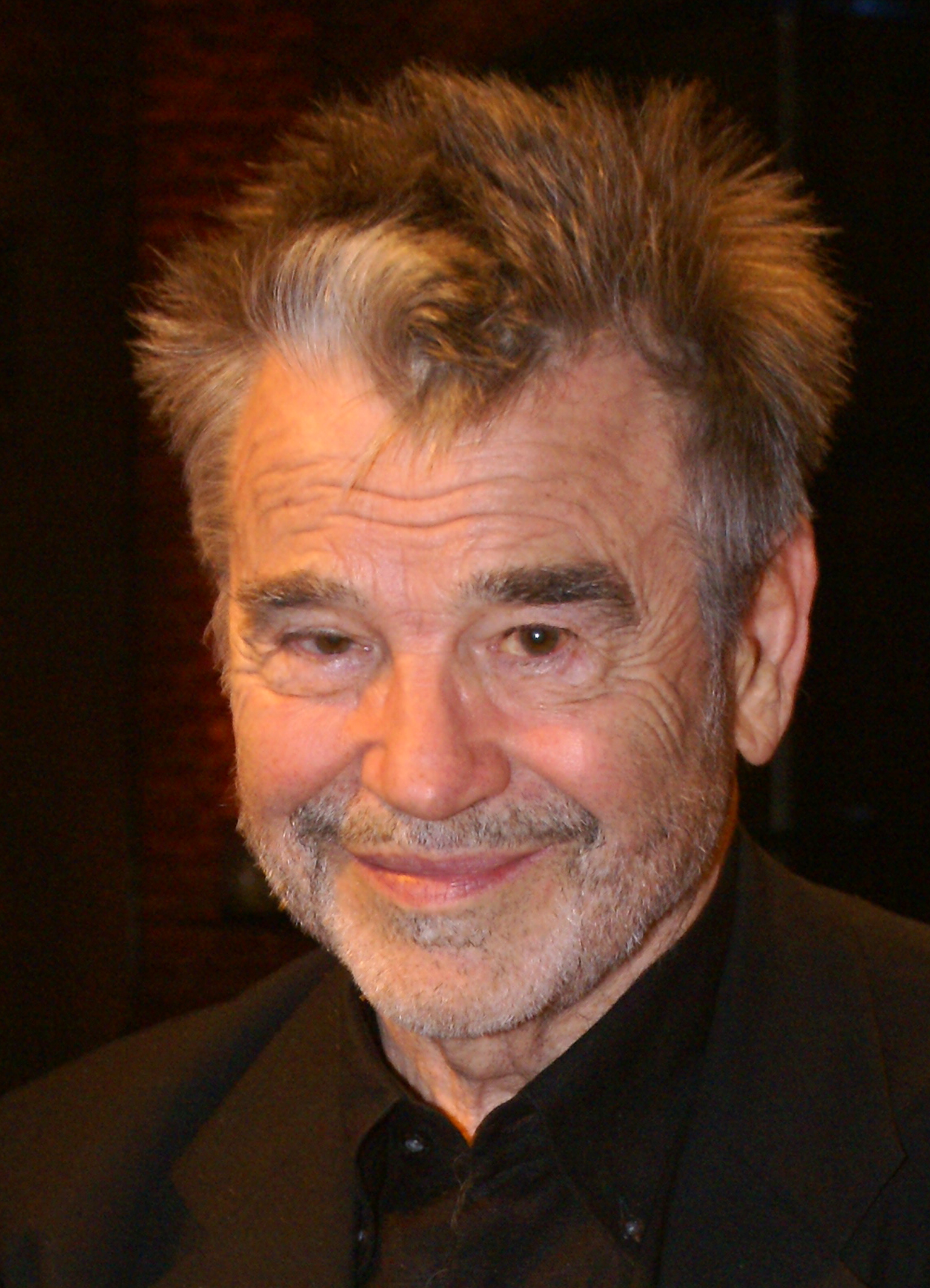
14. September: Hilmar Thate (2006)
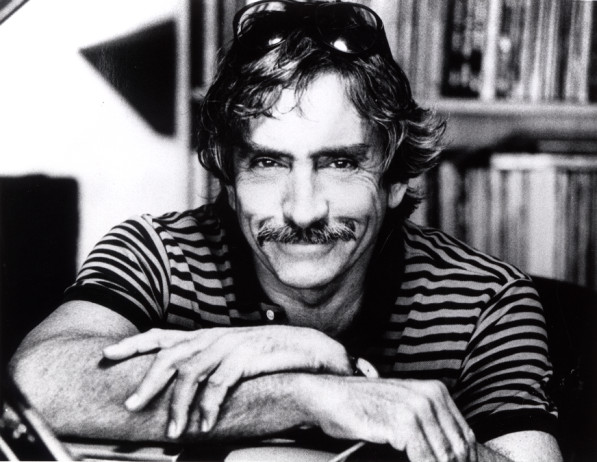
16. September: Edward Albee (unbekannt)
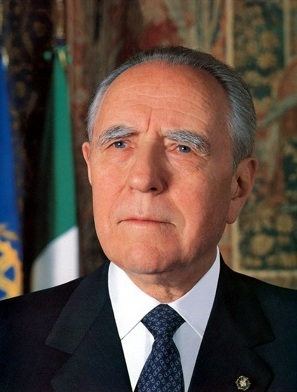
16. September: Carlo Azeglio Ciampi (1999)
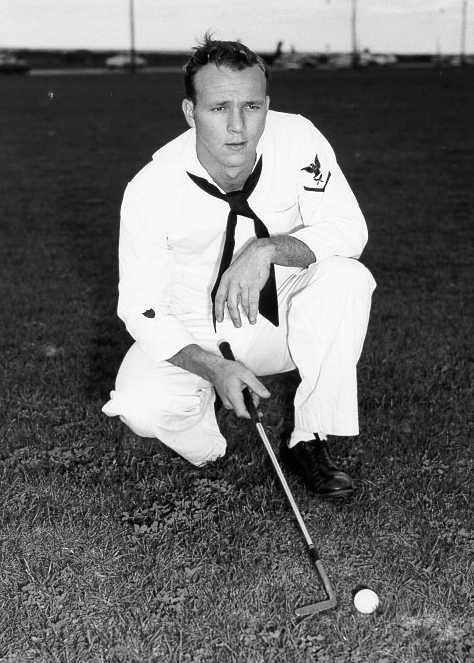
25. September: Arnold Palmer (1953)
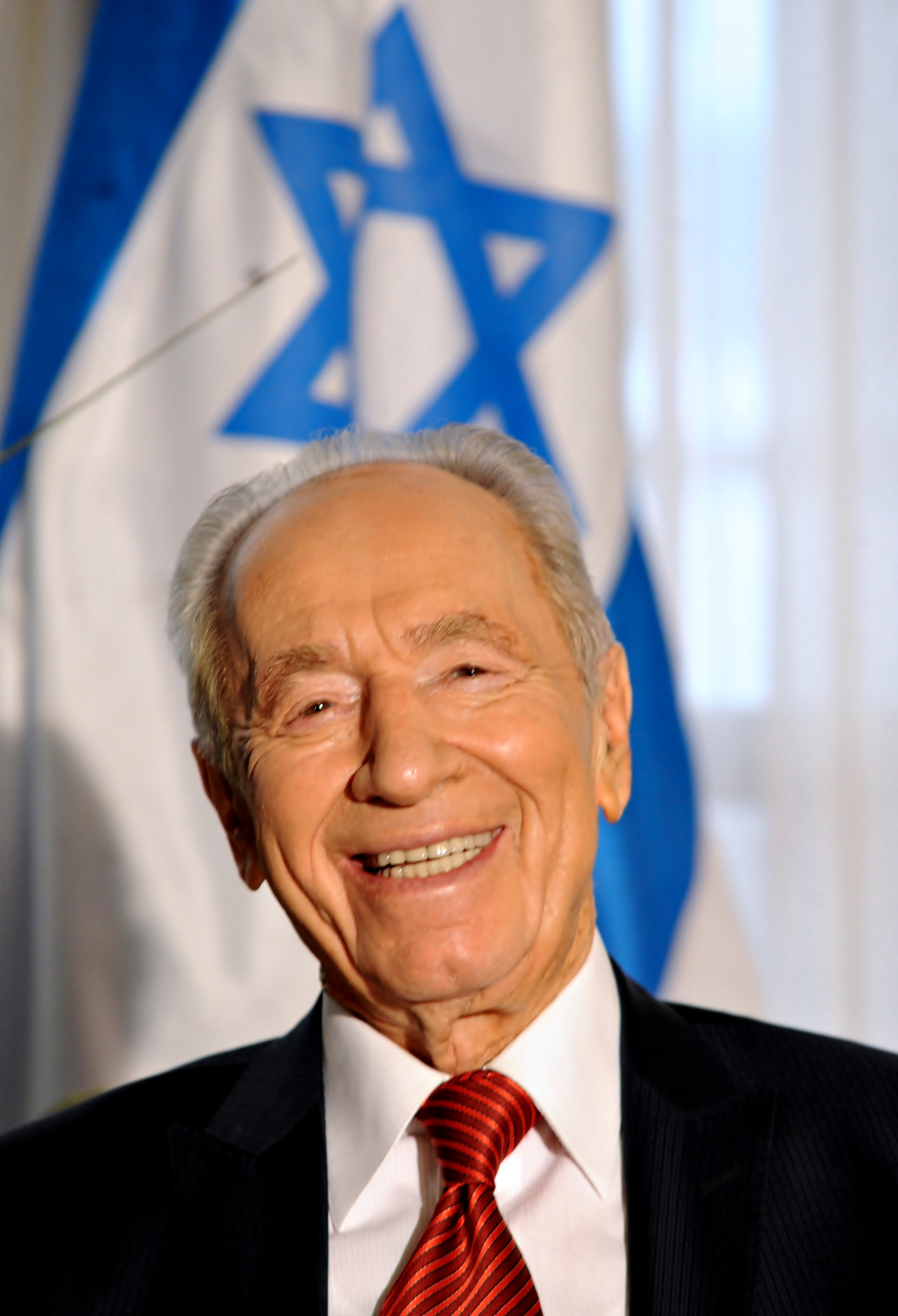
28. September: Schimon Peres (2009)
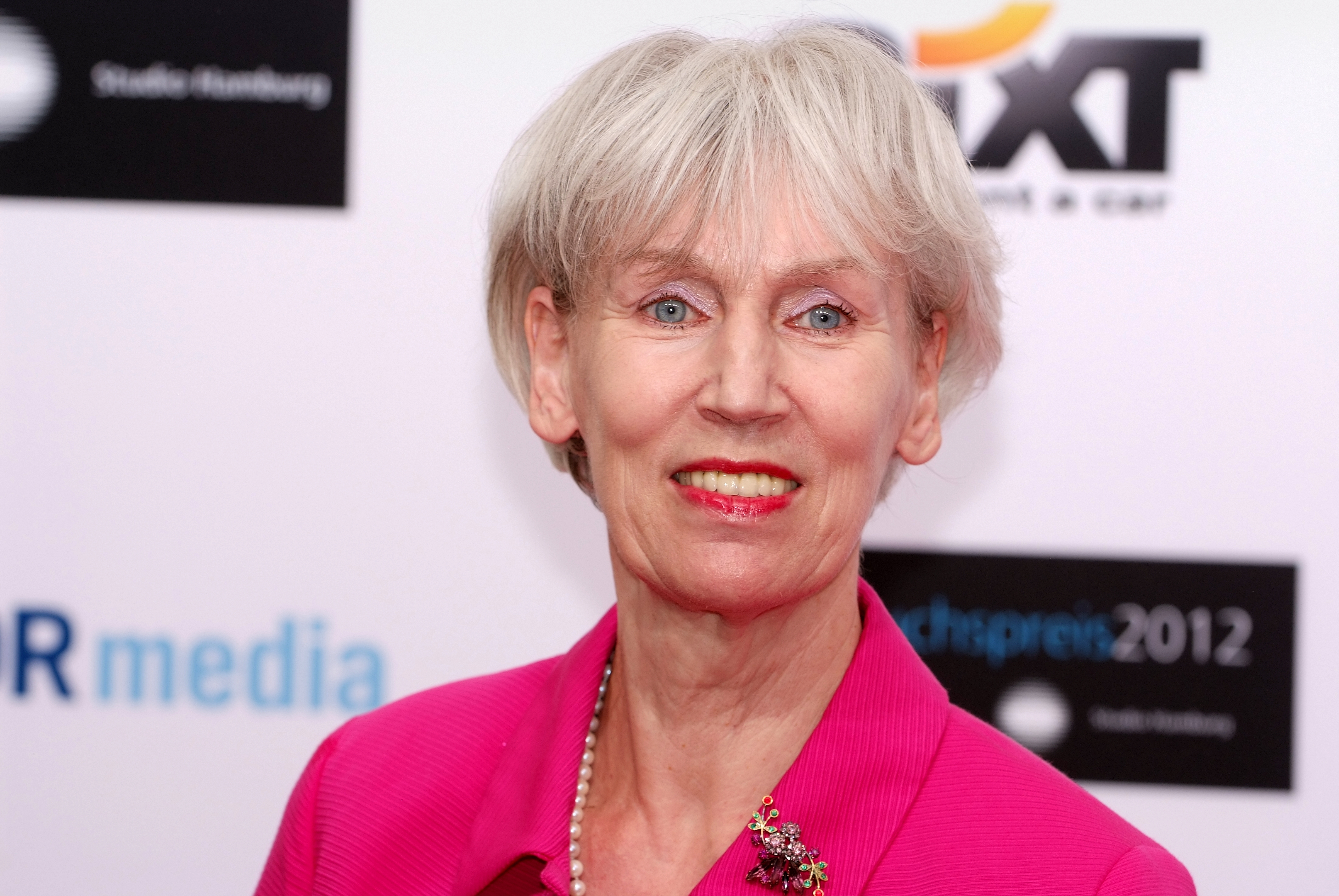
7. Oktober: Barbara Kisseler (2012)
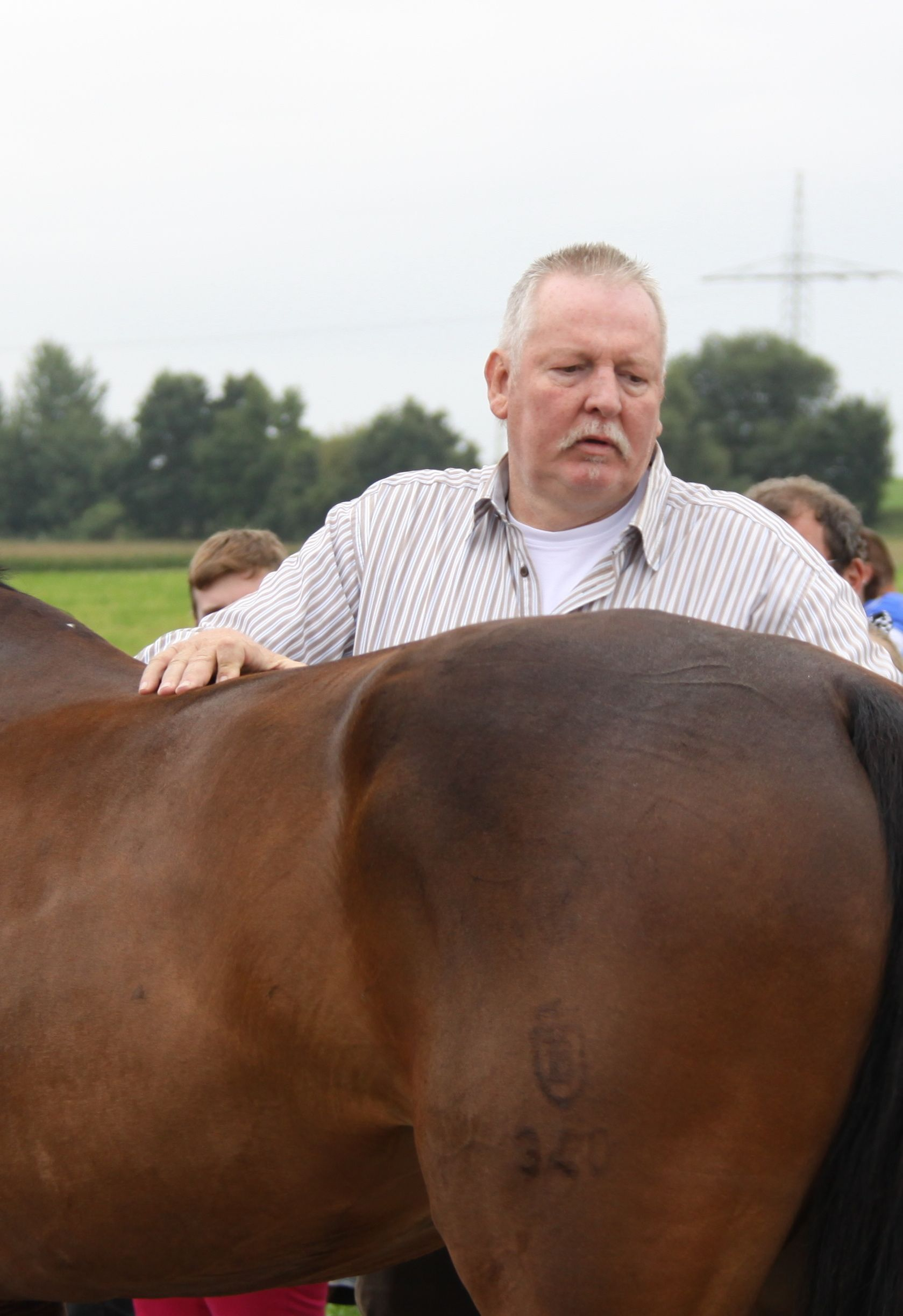
10. Oktober: Tamme Hanken (2014)
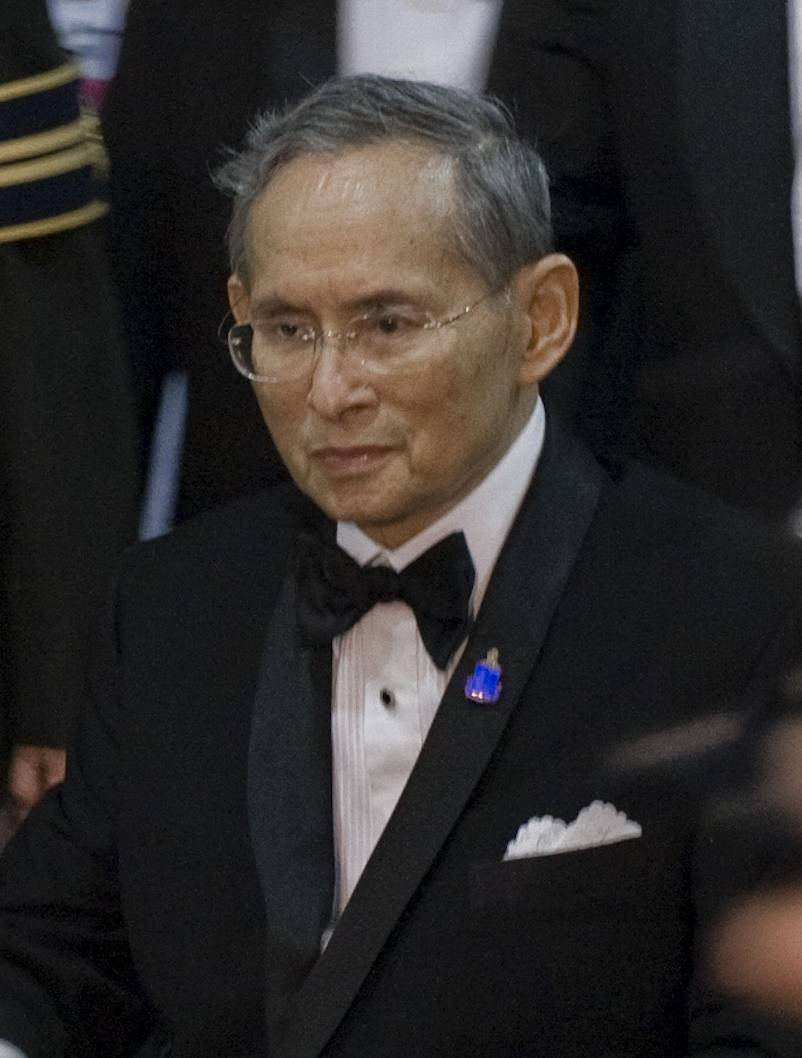
13. Oktober: Bhumibol Adulyadej (2010)
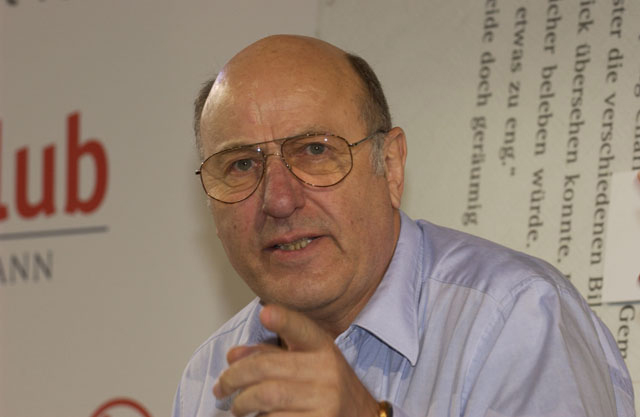
21. Oktober: Manfred Krug (2003)
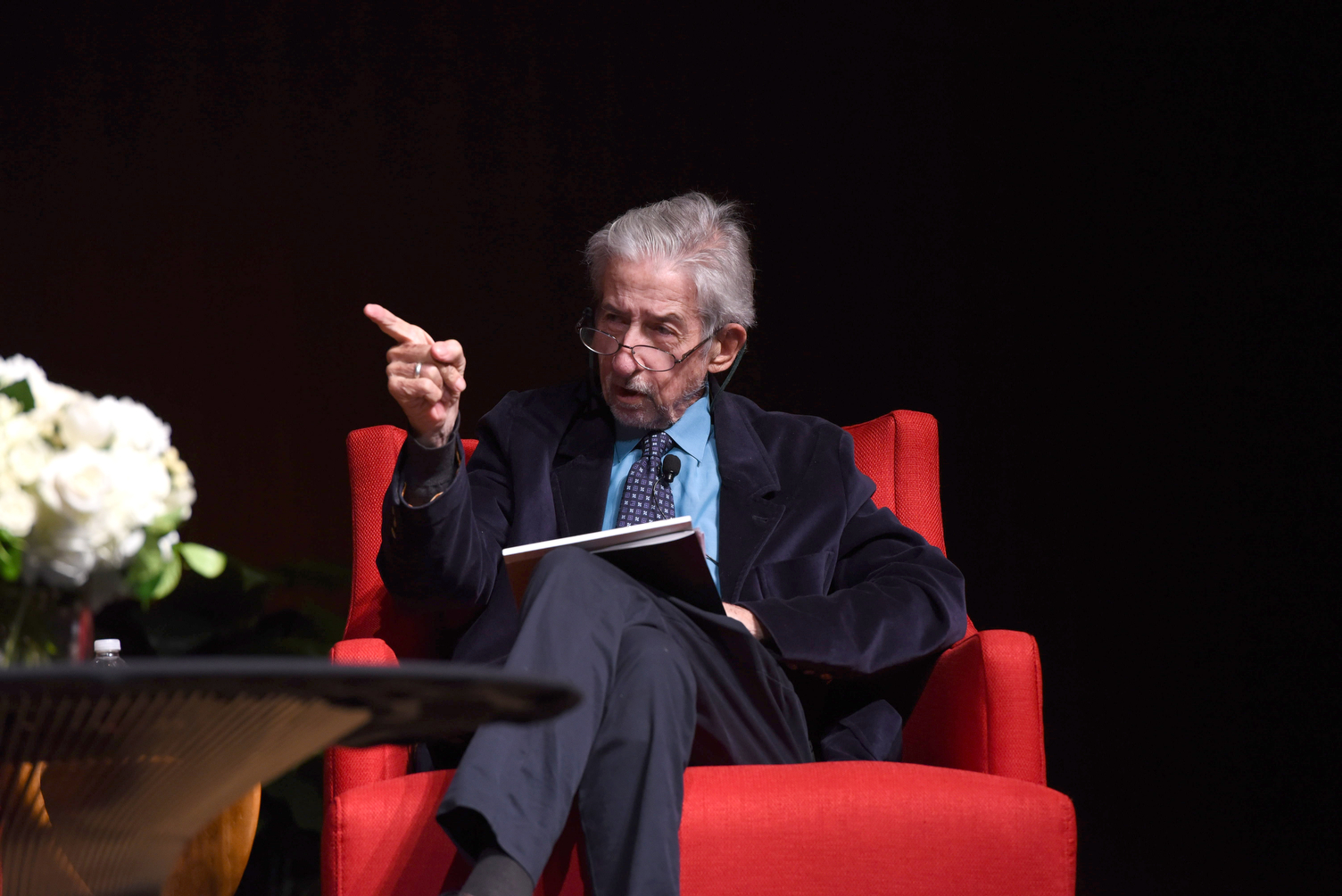
23. Oktober: Tom Hayden (2016)
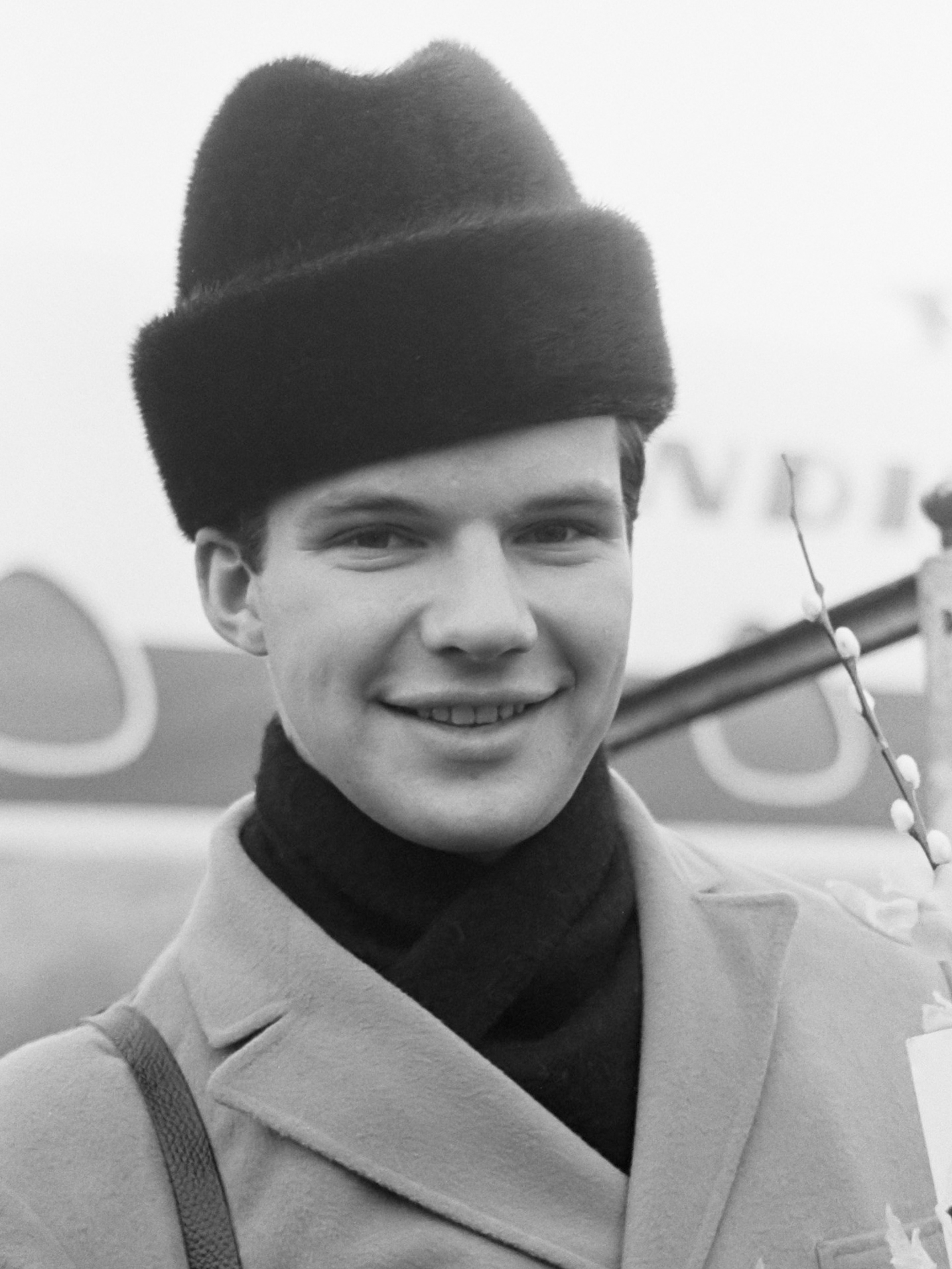
24. Oktober: Bobby Vee (1962)
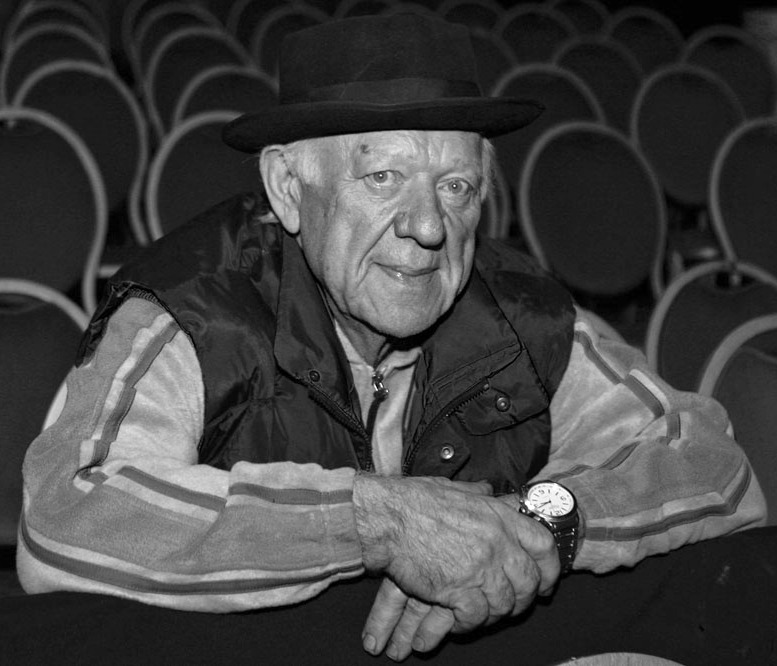
2. November: Oleg Popow (2009)
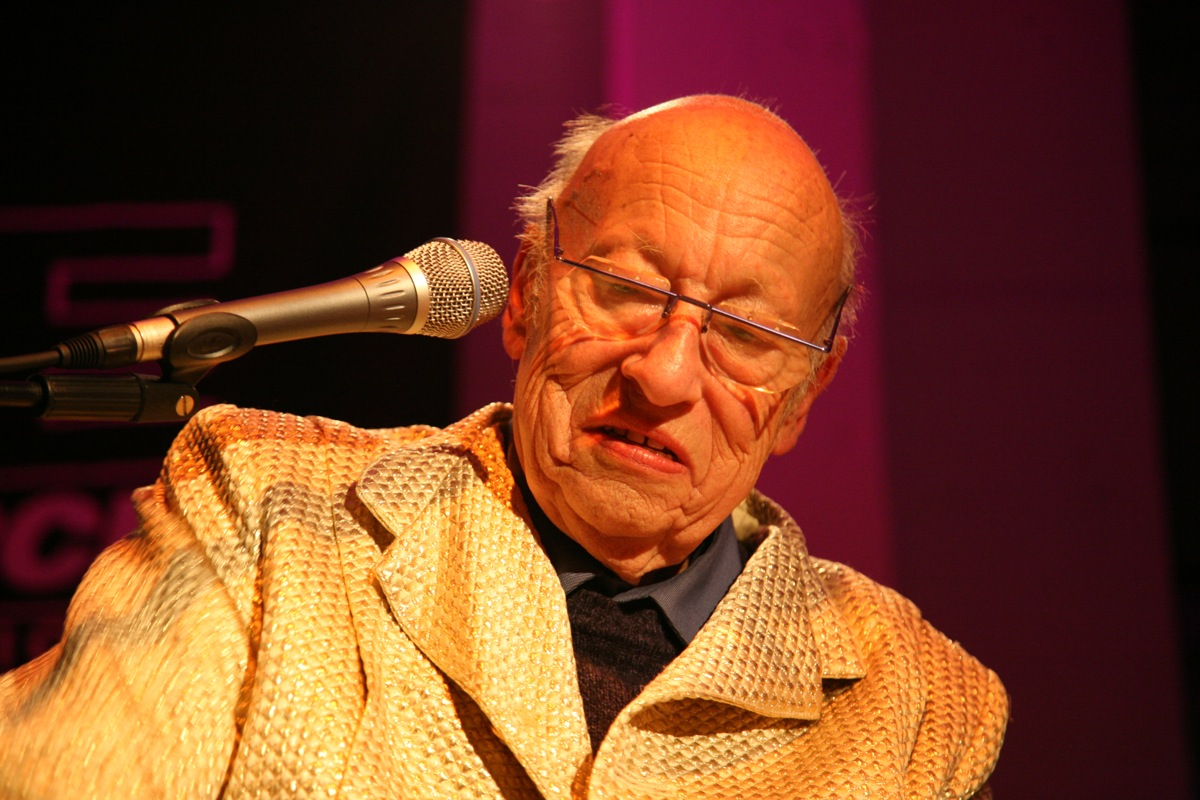
4. November: Jean-Jacques Perrey (2006)
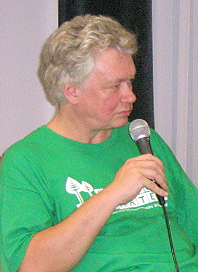
6. November: Zoltán Kocsis (2010)
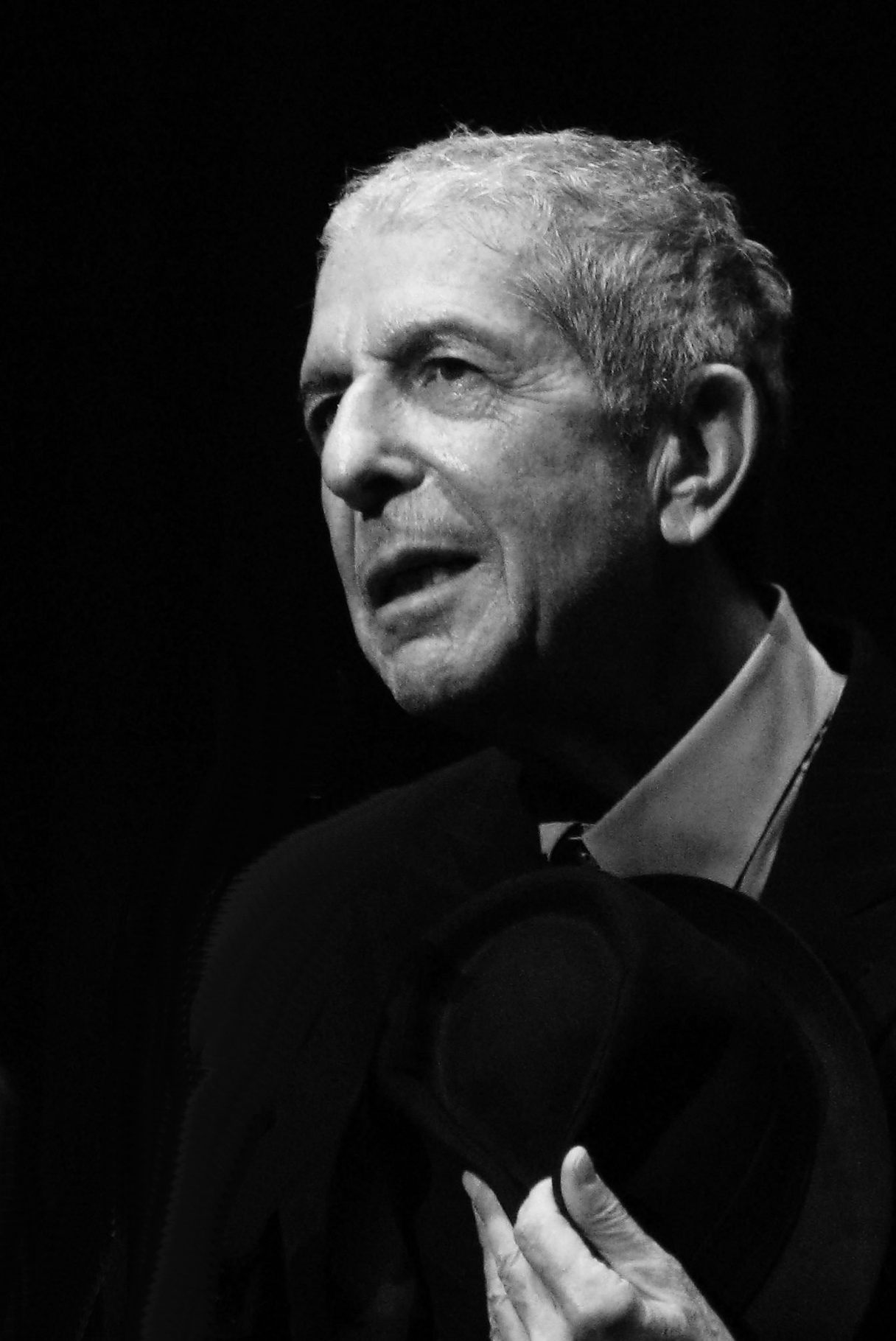
7. November: Leonard Cohen (2008)
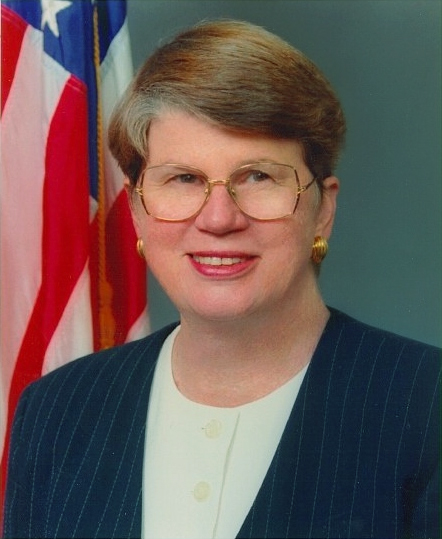
7. November: Janet Reno (zw. 1993 und 2001)
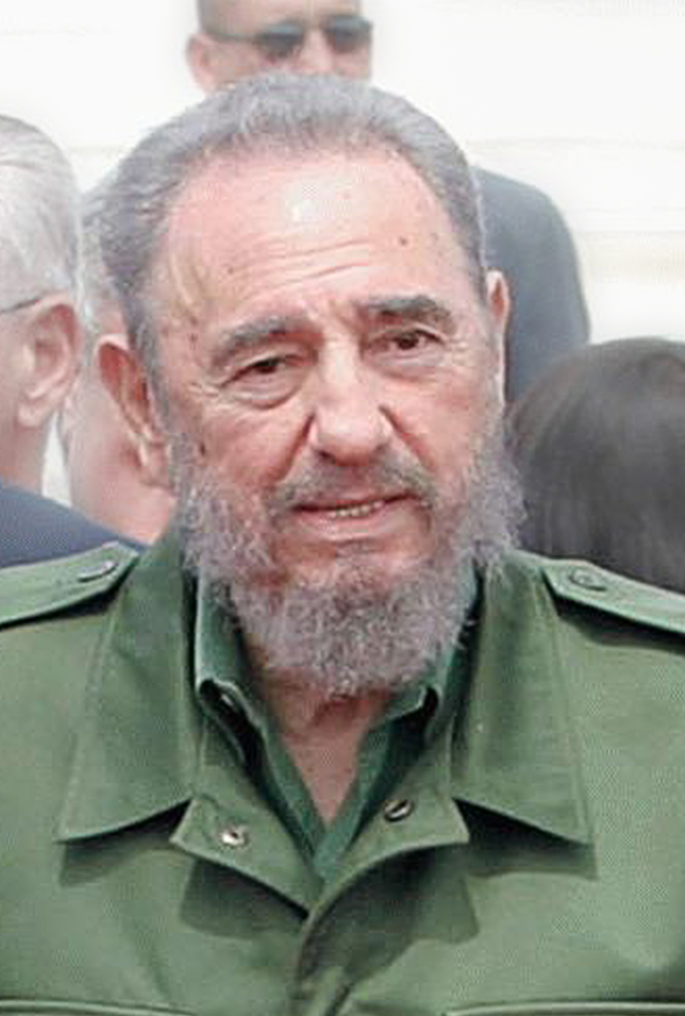
25. November: Fidel Castro (2003)
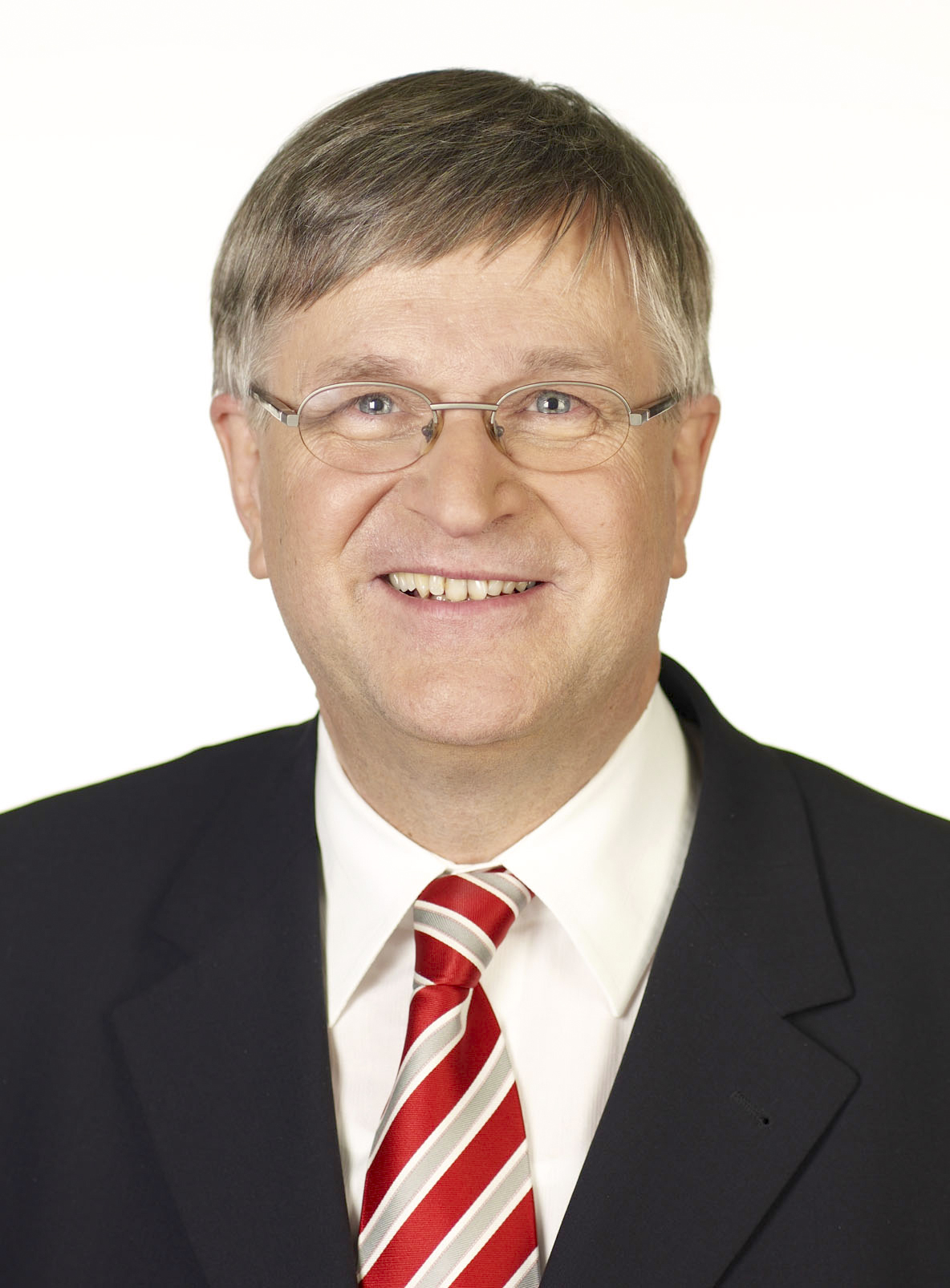
27. November: Peter Hintze (2013)
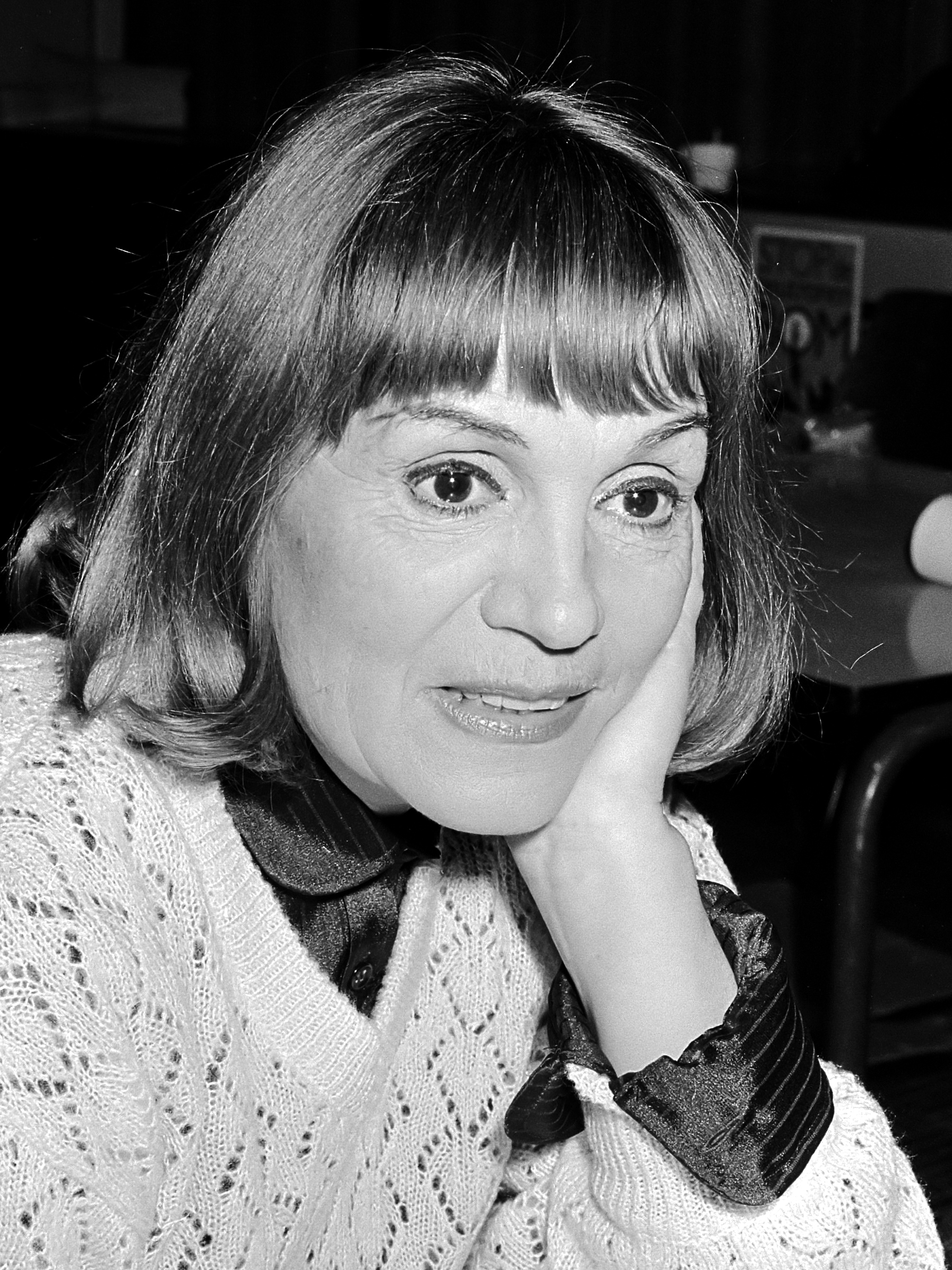
2. Dezember: Gisela May (1979)
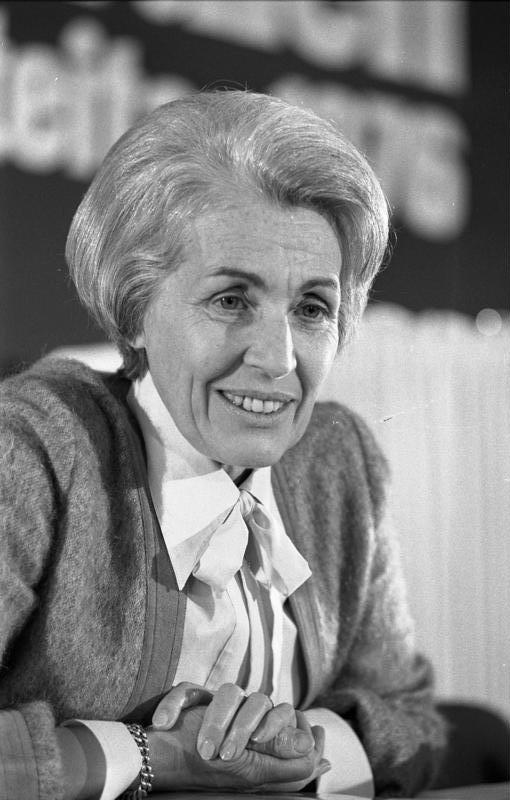
7. Dezember: Hildegard Hamm-Brücher (1976)
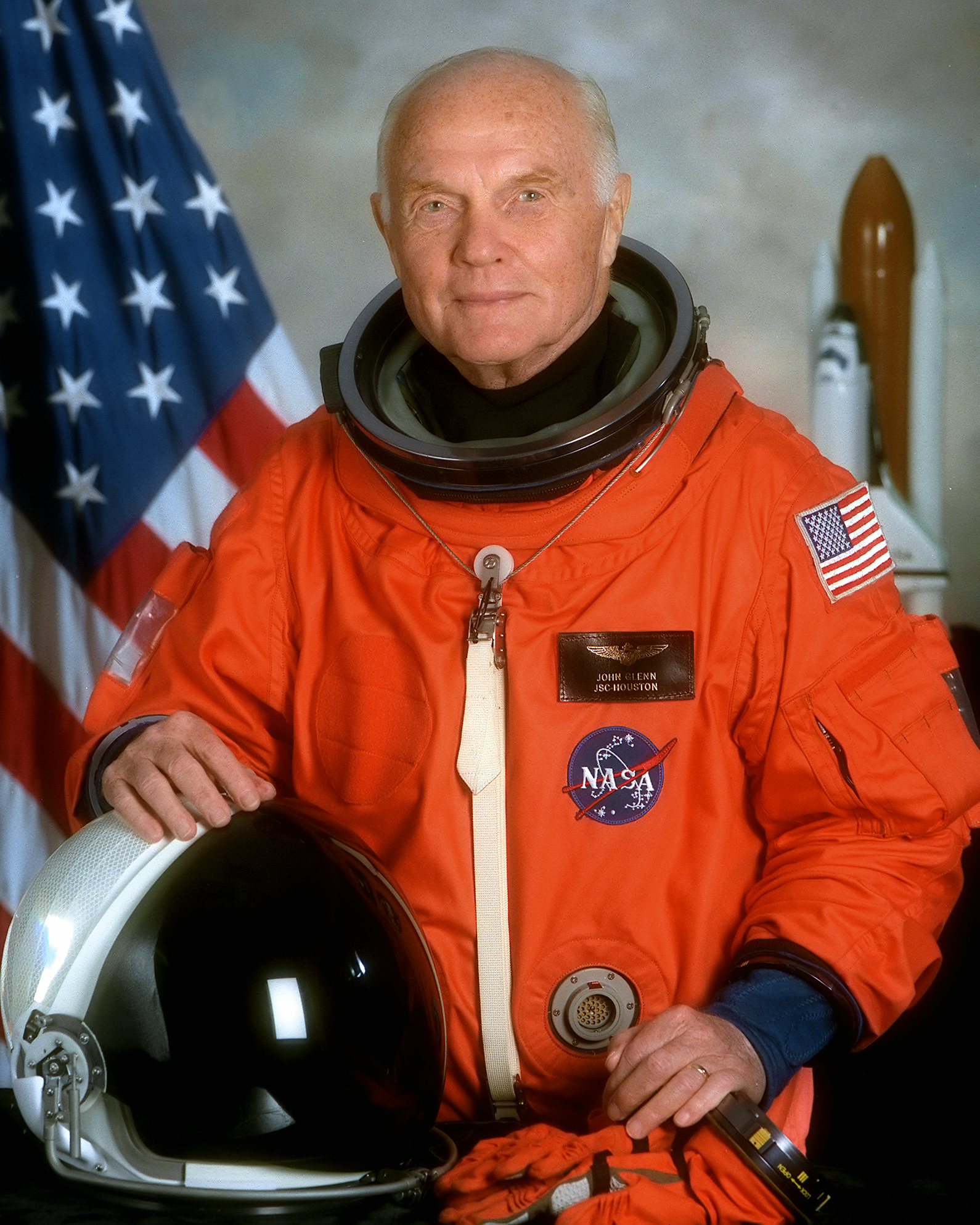
8. Dezember: John Glenn (1998)
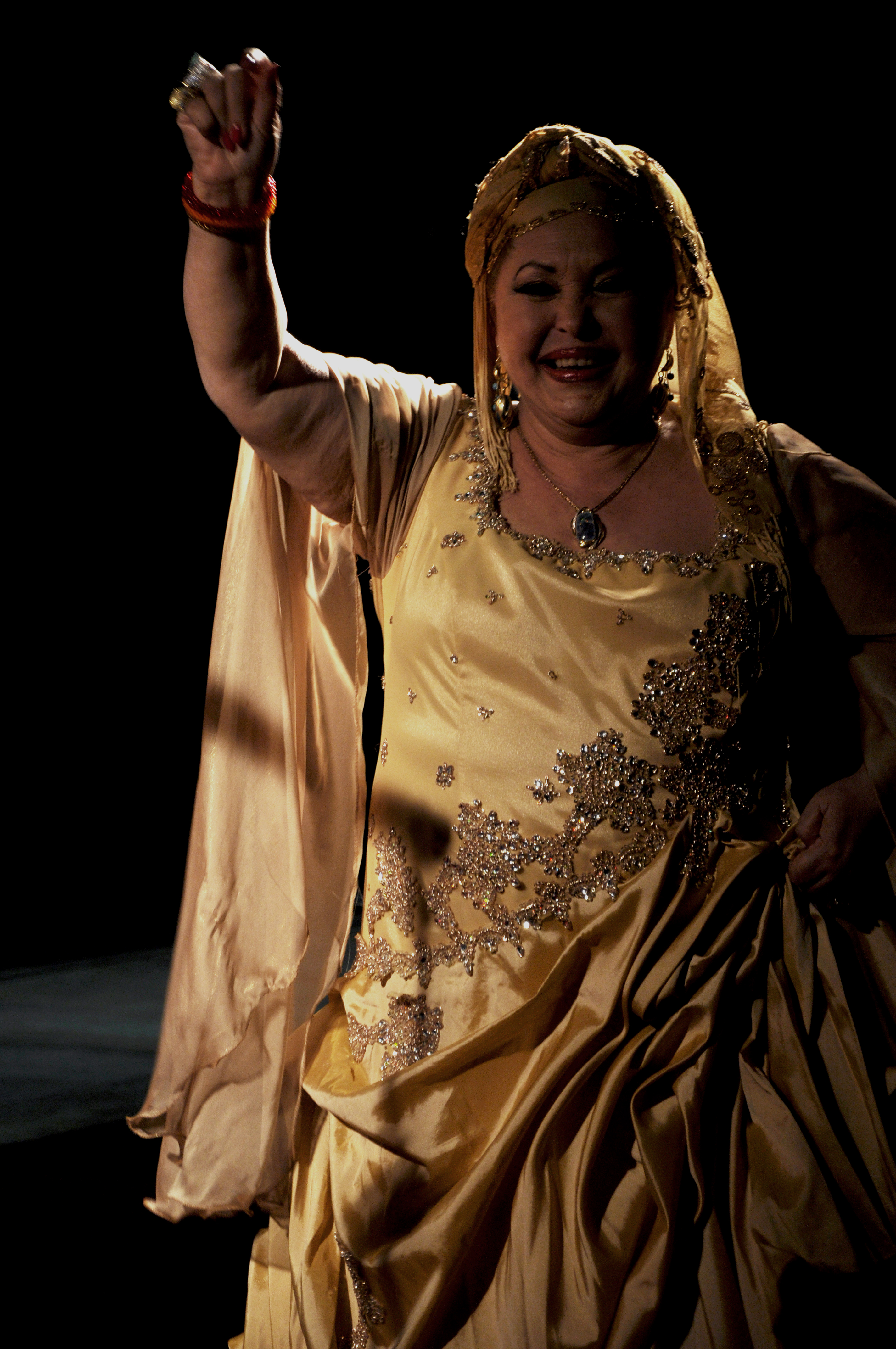
11. Dezember: Esma Redžepova (2010)
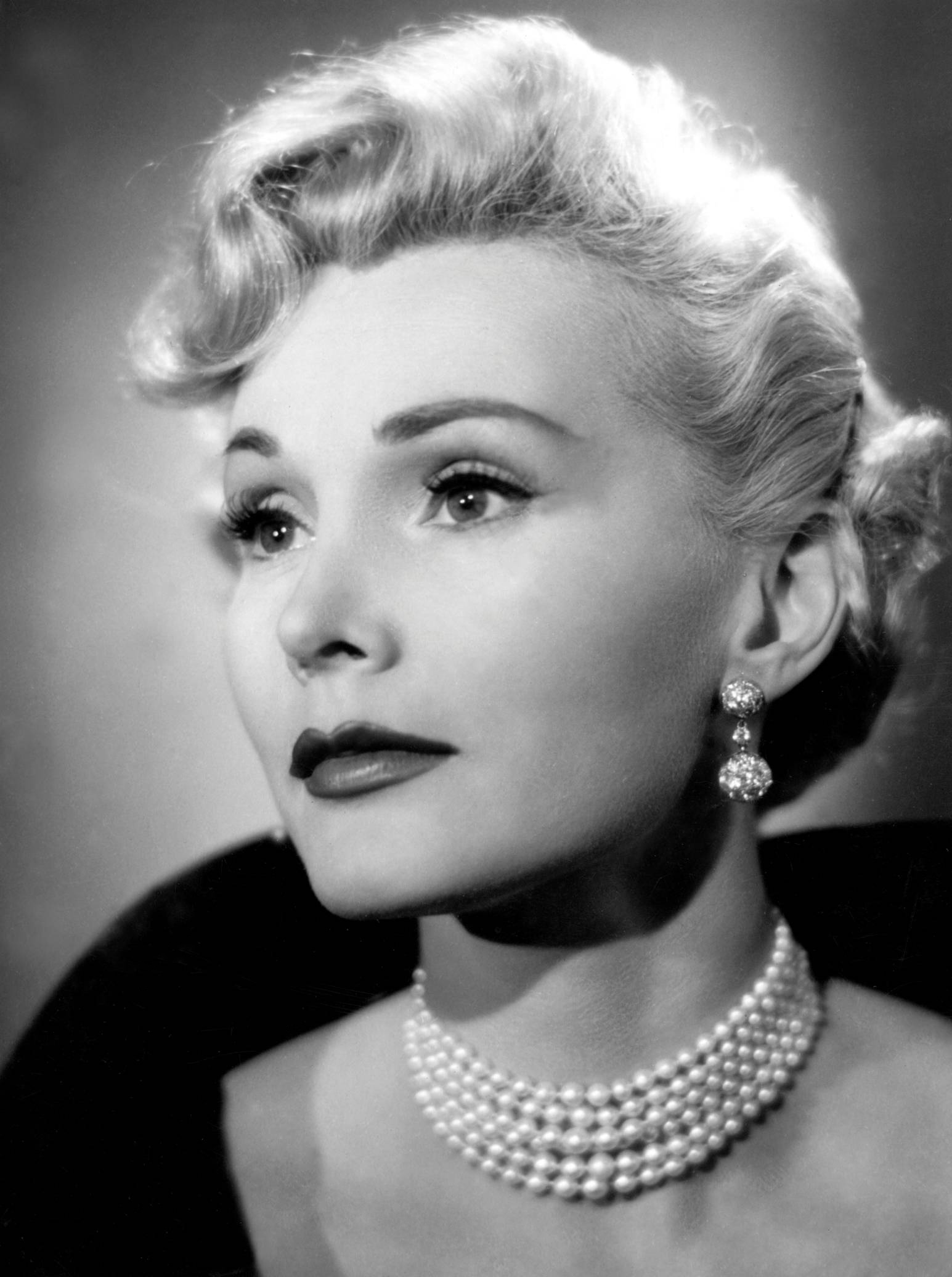
18. Dezember: Zsa Zsa Gabor (1955)
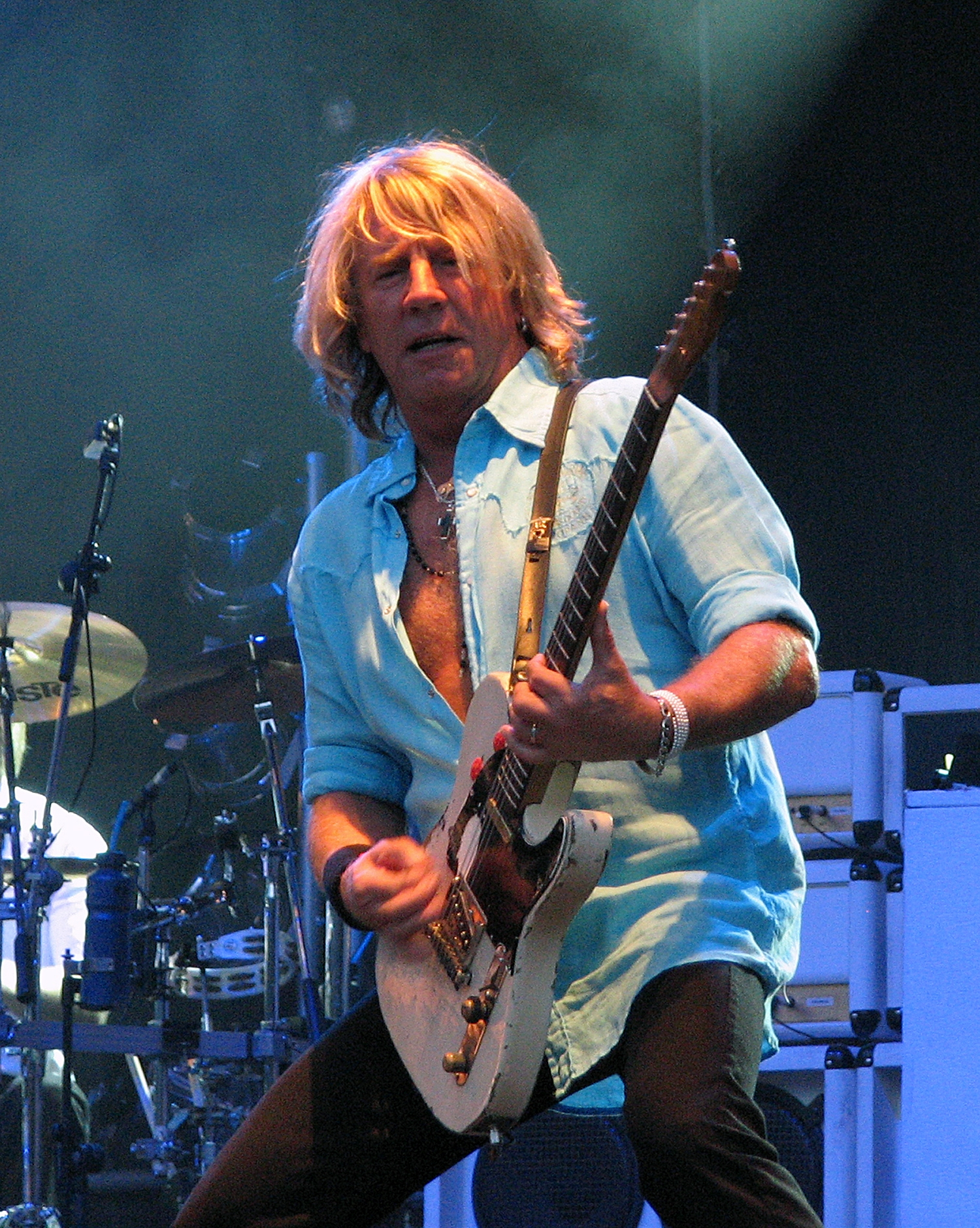
24. Dezember: Rick Parfitt (2007)
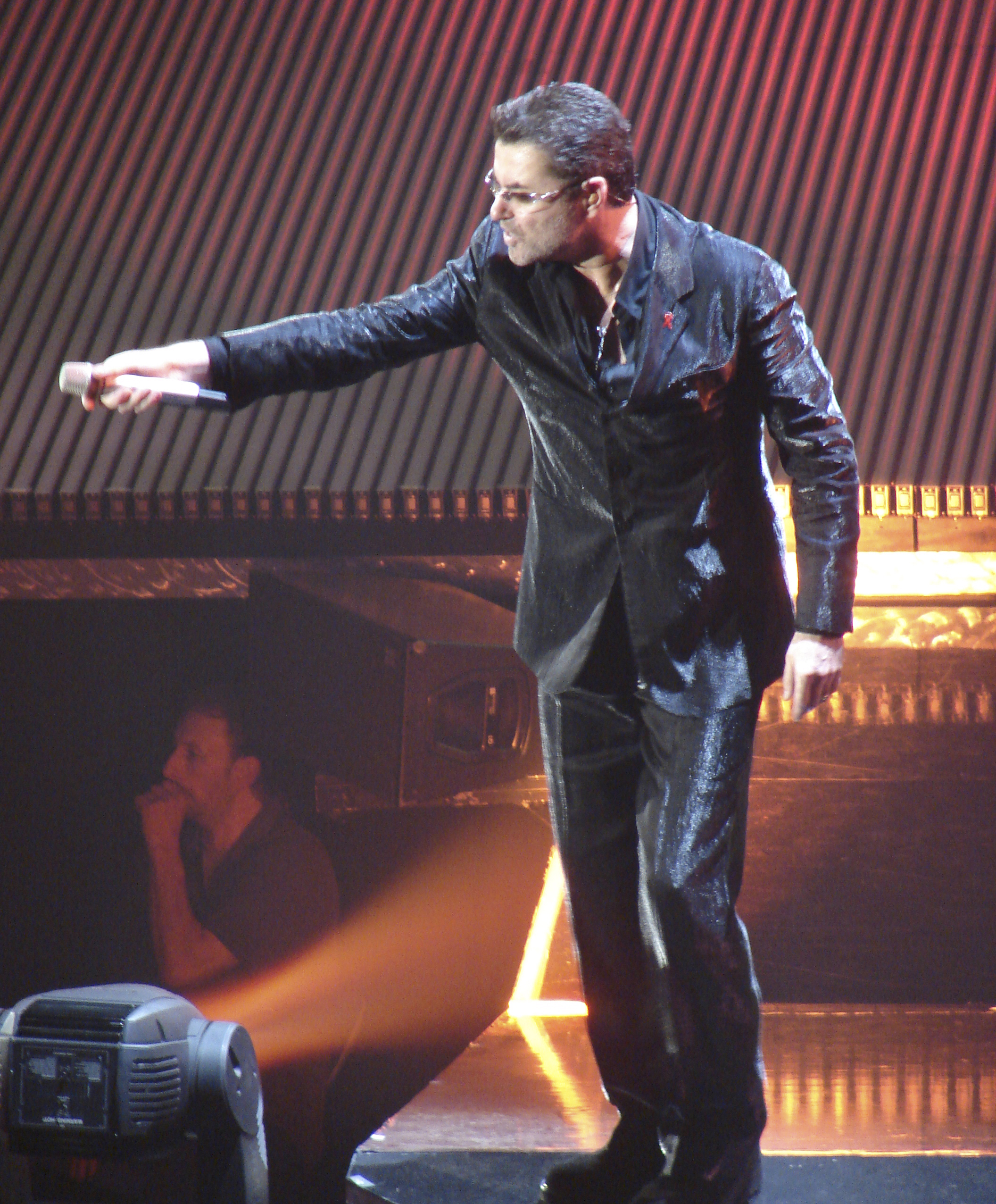
25. Dezember: George Michael (2006)
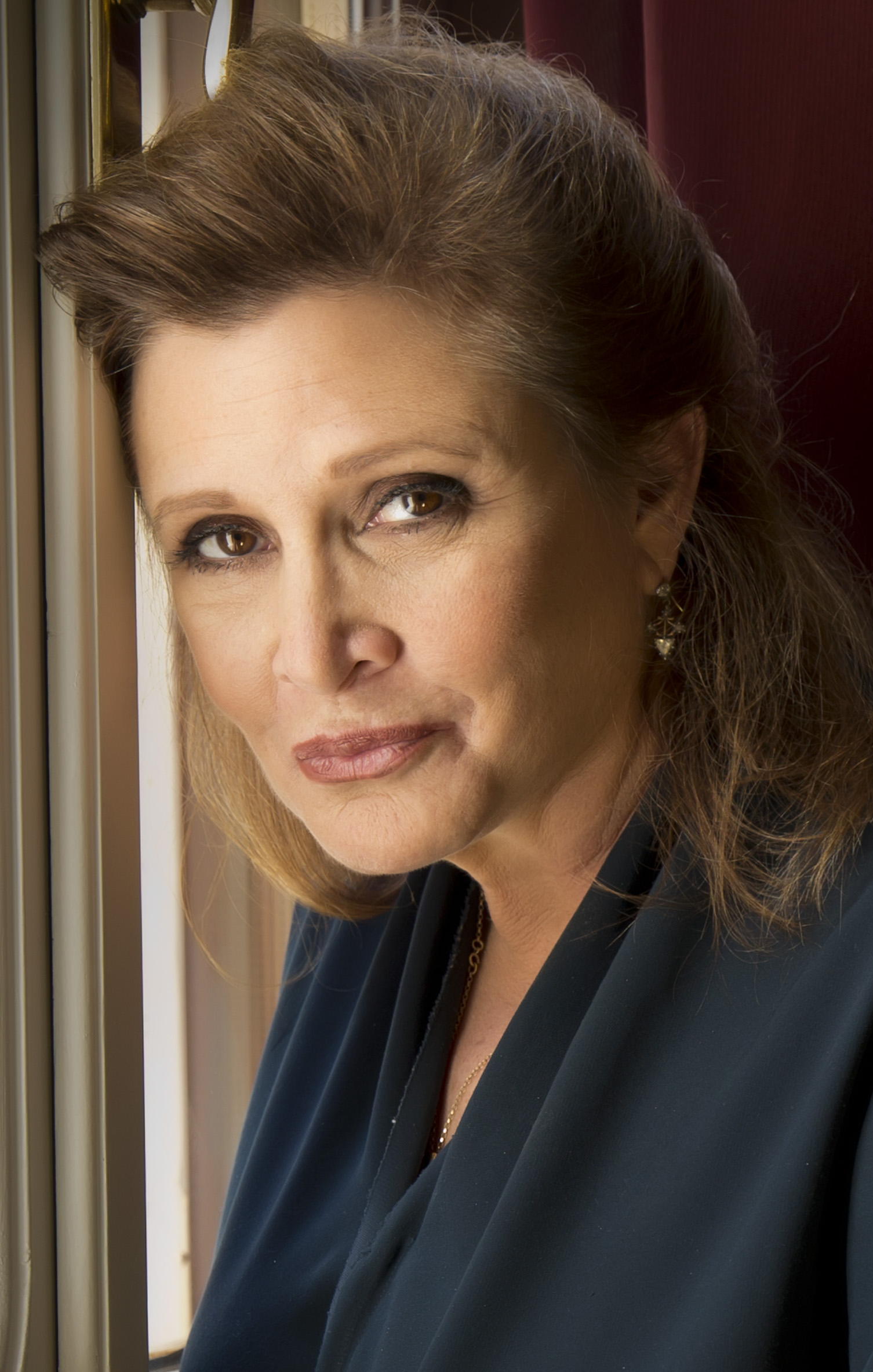
27. Dezember: Carrie Fisher (2013)
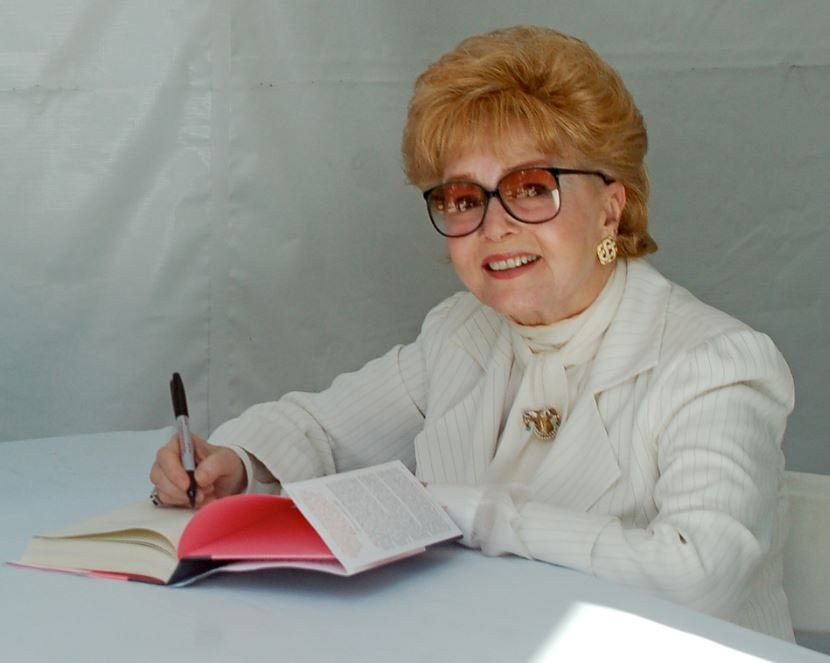
28. Dezember: Debbie Reynolds (2013)